# Castle (Fernsehserie)/Episodenliste

Logo der Serie

Diese Episodenliste enthält alle Episoden der US-amerikanischen Krimiserie Castle, sortiert nach der US-amerikanischen Erstausstrahlung. Die Fernsehserie umfasst acht Staffeln mit 173 Episoden.

## Übersicht
| Staffel | Episodenanzahl | Erstausstrahlung USA | Erstausstrahlung USA | Deutschsprachige Erstausstrahlung | Deutschsprachige Erstausstrahlung |
| Staffel | Episodenanzahl | Staffelpremiere      | Staffelfinale        | Staffelpremiere                   | Staffelfinale                     |
| ------- | -------------- | -------------------- | -------------------- | --------------------------------- | --------------------------------- |
| 1       | 10             | 9. März 2009         | 11. Mai 2009         | 23. November 2009                 | 1. Februar 2010                   |
| 2       | 24             | 21. September 2009   | 17. Mai 2010         | 17. April 2010                    | 20. Dezember 2010                 |
| 3       | 24             | 20. September 2010   | 16. Mai 2011         | 4. März 2011                      | 18. November 2011                 |
| 4       | 23             | 19. September 2011   | 7. Mai 2012          | 2. März 2012                      | 7. Dezember 2012                  |
| 5       | 24             | 24. September 2012   | 13. Mai 2013         | 1. Februar 2013                   | 3. Januar 2014                    |
| 6       | 23             | 23. September 2013   | 12. Mai 2014         | 3. Januar 2014                    | 2. November 2014                  |
| 7       | 23             | 29. September 2014   | 11. Mai 2015         | 2. Februar 2015                   | 8. Februar 2016                   |
| 8       | 22             | 21. September 2015   | 16. Mai 2016         | 15. Februar 2016                  | 22. August 2016                   |

## Staffel 1
Die Erstausstrahlung der ersten Staffel war vom 9. März bis zum 11. Mai 2009 auf dem US-amerikanischen Sender ABC zu sehen. Die deutschsprachige Erstausstrahlung sendete der Schweizer Free-TV-Sender SF zwei vom 23. November 2009 bis zum 1. Februar 2010.
| Nr. (ges.) | Nr. (St.) | Deutscher Titel              | Originaltitel                  | Erstausstrahlung USA | Deutschsprachige Erstausstrahlung (CH) | Regie         | Drehbuch                                                                   |
| --- | --------- | ---------------------------- | ------------------------------ | -------------------- | -------------------------------------- | ------------- | -------------------------------------------------------------------------- |
| 1 | 1         | Blumen für dein Grab         | Flowers for Your Grave         | 9. März 2009         | 23. Nov. 2009                          | Rob Bowman    | Andrew W. Marlowe                                                          |
| Als ein Mörder seine Opfer genauso zurichtet wie in verschiedenen Romanen des Autors Richard Castle beschrieben, soll dieser der leitenden Ermittlerin Kate Beckett bei der Aufklärung des Falles helfen. Schnell haben sie einen Verdächtigen, doch Castle stößt auf Unstimmigkeiten.                                                                                       |           |                              |                                |                      |                                        |               |                                                                            |
| 2 | 2         | Die tote Nanny               | Nanny McDead                   | 16. März 2009        | 30. Nov. 2009                          | John Terlesky | Barry Schindel                                                             |
| Eine alte Dame will nur den Trockner leeren – und findet die Leiche einer jungen Frau. Nicht nur das Überwachungsvideo des Lifts ist für die NYPD-Ermittler interessant, denn das Opfer scheint kurz vor seinem Tod Sex gehabt zu haben … |           |                              |                                |                      |                                        |               |                                                                            |
| 3 | 3         | Die Elite-Clique             | Hedge Fund Homeboys            | 23. März 2009        | 7. Dez. 2009                           | Rob Bowman    | David Grae                                                                 |
| Im Central Park wird ein toter Schüler einer privaten Schule gefunden. Der Kreis seiner Schulfreunde gerät in den Verdacht, nicht die ganze Wahrheit zu sagen. |           |                              |                                |                      |                                        |               |                                                                            |
| 4 | 4         | Die Hölle kennt keine Wut    | Hell Hath No Fury              | 30. März 2009        | 14. Dez. 2009                          | Rob Bowman    | Andrew W. Marlowe                                                          |
| Der ist aber auf dem Teppich geblieben – in einem eben solchen eingewickelt wird nämlich ein Mann, der für ein Amt im Stadtrat kandidierte, ermordet aufgefunden. Da der Wahlkampf anstand, fällt der Verdacht sofort auf den politischen Gegner. Doch dann tauchen Bilder auf, die den Toten beim Sex mit einer Prostituierten zeigen. Ist er zu Lebzeiten erpresst worden? |           |                              |                                |                      |                                        |               |                                                                            |
| 5 | 5         | Gefrorenes Blut              | A Chill Goes Through Her Veins | 6. Apr. 2009         | 21. Dez. 2009                          | Bryan Spicer  | Charles Murray                                                             |
| Eine gefrorene Frau wird auf einer Baustelle gefunden. Es stellt sich heraus, dass diese bereits seit mehreren Jahren vermisst wird und ihr Verschwinden mehr als mysteriös war. |           |                              |                                |                      |                                        |               |                                                                            |
| 6 | 6         | Voodoo                       | Always Buy Retail              | 13. Apr. 2009        | 4. Jan. 2010                           | Jamie Babbit  | Gabrielle Stanton & Harry Werksman                                         |
| Ein Mann und eine Frau werden getötet. Es stellt sich heraus, dass es Ritualmorde waren und der Täter Voodoo praktiziert. Das Voodoo-Ritual deutet darauf hin, dass der Täter etwas sucht. |           |                              |                                |                      |                                        |               |                                                                            |
| 7 | 7         | Reich und tot                | Home is Where the Heart Stops  | 20. Apr. 2009        | 4. Jan. 2010                           | Dean White    | Will Beall                                                                 |
| Das Opfer eines Einbruchs wird tot im eigenen Tresor gefunden. Es war nicht das erste Opfer der Einbrecher. |           |                              |                                |                      |                                        |               |                                                                            |
| 8 | 8         | Geister                      | Ghosts                         | 27. Apr. 2009        | 18. Jan. 2010                          | Bryan Spicer  | Moira Kirland                                                              |
| Eine Leiche wird in einer Badewanne voller Motoröl gefunden. Das Motoröl und ein zwanzig Jahre altes Verbrechen führen auf die richtige Spur. |           |                              |                                |                      |                                        |               |                                                                            |
| 9 | 9         | Die verschwundene Tochter    | Little Girl Lost               | 4. Mai 2009          | 25. Jan. 2010                          | John Terlesky | Elizabeth Davis                                                            |
| Ein kleines Mädchen wird morgens aus dem Wohnzimmer ihrer Eltern entführt. Es wird Lösegeld verlangt und bezahlt. Doch Beckett und Castle haben Zweifel, ob es sich hier um eine gewöhnliche Entführung handelt. Der Täter weiß zu viele Details der Familie. |           |                              |                                |                      |                                        |               |                                                                            |
| 10 | 10        | Ein Todesfall in der Familie | A Death in the Family          | 11. Mai 2009         | 1. Feb. 2010                           | Bryan Spicer  | Schauspiel: Andrew W. Marlowe Handlung: Andrew W. Marlowe & Barry Schindel |
| Ein Schönheitschirurg wird grausam ermordet. Die Spuren führen zu sonderbaren Patienten und einem Zeugenschutzprogramm. Castle startet die heimliche Untersuchung des Todes von Johanna Beckett. |           |                              |                                |                      |                                        |               |                                                                            |

## Staffel 2
Die Erstausstrahlung der zweiten Staffel war vom 21. September 2009 bis zum 17. Mai 2010 auf dem US-amerikanischen Sender ABC zu sehen. Die deutschsprachige Erstausstrahlung der ersten beiden Episoden sendete der deutsche Free-TV-Sender Kabel eins am 17. und 24. April 2010. Die restlichen Episoden sendete der Schweizer Free-TV-Sender SF zwei vom 12. Juli bis zum 20. Dezember 2010.
| 11 | 1  | Tödliche Schulden                   | Deep in Death                    | 21. Sep. 2009 | 17. Apr. 2010 | Rob Bowman         | Andrew W. Marlowe                                                     |
| Eine Leiche wird auf dem Weg in die Gerichtsmedizin gestohlen. Die Spuren führen zu Drogenhandel und illegalem Pokerspielen. Beckett ist noch sauer auf Castle wegen seiner Untersuchungen zum Tod ihrer Mutter. |    |                                     |                                  |               |               |                    |                                                                       |
| 12 | 2  | Wettfieber                          | The Double Down                  | 28. Sep. 2009 | 24. Apr. 2010 | Rob Bowman         | David Grae                                                            |
| Castles heitere Pokerpartie mit der Mordkommission wird beendet, als am selben Abend zwei Morde geschehen. Beckett und Castle übernehmen den ersten, Ryan und Esposito den zweiten Fall. Um das Ganze interessanter zu machen, wetten Ryan und Esposito mit Castle darum, welches Team seinen Fall zuerst aufklären wird. Beckett ist von der Wette wenig begeistert, steigt aber schließlich doch noch mit ein. Sie weiß nicht, dass die Verlierer der Wette sich eine Glatze rasieren und in einem vom Gewinner festgelegten Outfit antreten soll. Jedoch kommt es nicht dazu. Die Morde hängen zusammen und beide Teams finden die Lösung gemeinsam. |    |                                     |                                  |               |               |                    |                                                                       |
| 13 | 3  | Das neue Gesicht                    | Inventing the Girl               | 5. Okt. 2009  | 12. Juli 2010 | Dwight Little      | Moira Kirland                                                         |
| Als Jenna McBoyd, ein junges Model auf dem Weg zum Erfolg, erstochen in einem Brunnen aufgefunden wird, müssen Castle und Beckett in der Welt der Modebranche ermitteln. Alexis kommt dabei in Kontakt mit ihrem ehemaligen Babysitter und Ryan und Esposito entdecken ein amüsantes Geheimnis über Beckett. |    |                                     |                                  |               |               |                    |                                                                       |
| 14 | 4  | Wer einmal lügt…                    | Fool Me Once…                    | 12. Okt. 2009 | 12. Juli 2010 | Bryan Spicer       | Alexi Hawley                                                          |
| Während Castle gegenüber Beckett Anspielungen über den Inhalt seines ersten Buches fallen lässt, ermitteln die beiden den Mord eines Trickbetrügers der so tat als wäre er ein Arktis-Forscher, um den Kindern einer Grundschule den Unterricht interessanter zu gestalten. Am Ende erweist sich dessen Komplizin als die Mörderin. |    |                                     |                                  |               |               |                    |                                                                       |
| 15 | 5  | Wenn der Ast bricht                 | When the Bough Breaks            | 19. Okt. 2009 | 19. Juli 2010 | John Terlesky      | René Echevarria                                                       |
| Eine illegale Einwanderin wird tot in einem Gullyloch gefunden. Castle und Beckett entdecken ein dunkles Geheimnis über einen erfolgreichen Arzt und eine mögliche Verbindung zu dessen Sohn und dem Opfer. |    |                                     |                                  |               |               |                    |                                                                       |
| 16 | 6  | Vampir Wochenende                   | Vampire Weekend                  | 26. Okt. 2009 | 19. Juli 2010 | Karen Gaviola      | Terri Miller                                                          |
| Während Halloween näherrückt, ermitteln Castle und Beckett den Tod eines jungen Mannes der mit einem Pflock im Herz auf dem Friedhof gefunden wird. Zu Castles Freude müssen die beiden tiefer in die Welt von Vampiren und Werwölfen eintauchen um den Mörder zu finden. Trivia: Die Schwester des ermordeten jungen Mannes trägt ein Shirt mit der Aufschrift der in der nächsten Folge ermordeten Haley Blue. Castles Halloweenkostüm wird von seiner Tochter abgelehnt, denn er hätte es schon vor fünf Jahren getragen. Das ist eine Anspielung auf die eingestellte Serie Firefly, in welcher der Darsteller dieses Kostüm tatsächlich trug. |    |                                     |                                  |               |               |                    |                                                                       |
| 17 | 7  | Berühmte letzte Worte               | Famous Last Words                | 2. Nov. 2009  | 26. Juli 2010 | Rob Bowman         | Jose Molina                                                           |
| Die Sängerin Hayley Blue wird kopfüber von einer Feuerleiter hängend mit gebrochenem Genick aufgefunden. Weil diese Pose einer Szene aus einem ihrer Musikvideos, in dem sie über einen Stalker singt, ähnelt, verdächtigen Beckett und Castle Franco Marquez, gegen den Hayley eine einstweilige Verfügung erwirkt hatte. Dieser zeigt ihnen aber einen unveröffentlichten Song und weitere Spuren tun sich auf. Hayleys heruntergekommene Ex-Band macht sich verdächtig, auch ihr ehemaliger Produzent erweist sich eher als Drogendealer. Hayley feuerte ihn dereinst und ging zu einem Entzug, wobei sie von den Produzenten Busch unterstützt wurde. Hier macht sich die Ehefrau verdächtig und ihr Mann Ian Busch drängt sie, die Tat zu gestehen. Es ist nun Alexis, welche die richtige Spur findet. Sie hört sich den letzten unveröffentlichten Song von Hayley immer wieder an und begreift langsam, was der Text tatsächlich aussagt. Der Täter ist Ian Busch, der das Opfer nicht nur zum Entzug schickte, sondern sie hinterher auch vergewaltigte. |    |                                     |                                  |               |               |                    |                                                                       |
| 18 | 8  | Tod eines Kuriers                   | Kill the Messenger               | 9. Nov. 2009  | 2. Aug. 2010  | Jonathan Frakes    | Terence Paul Winter                                                   |
| Ein Kurier, der ein Paket an Captain Montgomery übergeben sollte, wird getötet. Die Spur führt zu einem alten Fall von Montgomery, bei dem anscheinend falsch ermittelt wurde. Montgomery löste ihn damals scheinbar, denn er fand einen Verdächtigen, der die Tat gestand. Dieser ist aber in Wahrheit unschuldig und gestand nur, weil so seine Familie jeden Monat einen Scheck über 5000 $ erhielt. Die neue Spur führt jetzt zu einer angesehenen Familie, deren Sohn politisch Karriere macht. Es stellt sich heraus, dass er aus einer früheren Beziehung eine ihm unbekannte Tochter hat. Diese ist das Mordopfer und musste sterben, weil die Familie Angst hatte, dass dieser Seitensprung seine politische Karriere ruinieren würde. Beckett und Castle können den richtigen Täter hinter Gitter bringen. |    |                                     |                                  |               |               |                    |                                                                       |
| 19 | 9  | Käufliche Liebe                     | Love Me Dead                     | 16. Nov. 2009 | 9. Aug. 2010  | Bryan Spicer       | Alexi Hawley                                                          |
| Jack Buckley, ein New Yorker Anwalt wird von einem Dach gestoßen. Beckett und Castle stoßen auf ein Callgirls-Unternehmen, an dem der gefeierte Anwalt nicht ganz unbeteiligt zu sein scheint. Währenddessen versucht eines der Callgirls, Scarlett Price, sich bei Castle einzuschmeicheln. |    |                                     |                                  |               |               |                    |                                                                       |
| 20 | 10 | Aus Liebe zur Umwelt                | One Man’s Treasure               | 23. Nov. 2009 | 16. Aug. 2010 | Helen Shaver       | Elizabeth Davis                                                       |
| Ein toter Mann wird in einem Müllschacht gefunden. Doch bei der Identifizierung gibt es ein Problem: Seine Frau beweint ihren toten Mann Sam Parker, doch seine Verlobte identifiziert ihn als Jack Holland. Die beiden wussten nichts voneinander und geraten in heftige Streitereien. Alexis fängt beim NYPD ein Praktikum an und löst ihren eigenen kleinen Fall. |    |                                     |                                  |               |               |                    |                                                                       |
| 21 | 11 | Die fünfte Kugel                    | The Fifth Bullet                 | 7. Dez. 2009  | 23. Aug. 2010 | John Terlesky      | David Grae                                                            |
| Dieses Mal beschäftigt Beckett und Castle der Mord an einem Galeriebesitzer. Insgesamt fielen am Tatort fünf Schüsse – die fünfte Kugel galt vermutlich einem verwirrten Mann, der unter Amnesie leidet und sich ebenfalls in der Nähe des Tatorts aufhielt. Ein Buch (ein dicker russischer Klassiker), das er bei sich trug, hat die Kugel abgefangen. Beckett und Castle versuchen, dem verwirrten Mann zu helfen. Dank Castle gelingt es zuerst den Namen des Mannes festzustellen, später gelangt dieser dann aber unter Tatverdacht. Jedoch verhält er sich sehr kooperativ und höflich, auch als er von dem Tatverdacht gegen ihn erfährt. Die Ex-Frau des Mannes kann nur wenig helfen, ist jedoch verblüfft ihren Ex-Ehemann so ruhig, nett und auch selbstkritisch wieder zu finden. Der Mann nimmt jede Schuld für das Scheitern ihrer Ehe auf sich, ohne die wahren Gründe zu wissen (er wurde zu einem arroganten Yuppi der häufig fremd ging). Seine Ex-Frau kommt mit dem Mann am Ende wieder zusammen, da der sich an nichts erinnern kann und sich deshalb wieder so verhält, wie zu Beginn ihrer Beziehung, so wie damals, bevor er zum erfolgreichen Geschäftsmann wurde. Am Ende erweist sich der vorbestrafte Assistent des Mordopfers als der Täter, der unter Amnesie leidende Mann wird freigelassen. |    |                                     |                                  |               |               |                    |                                                                       |
| 22 | 12 | Eine Rose für immer und ewig        | A Rose for Everafter             | 11. Jan. 2010 | 27. Sep. 2010 | Bryan Spicer       | Schauspiel: Terri Miller & Terence Paul Winter Handlung: Alexi Hawley |
| Am Morgen einer Hochzeit wird die Brautjungfer tot aufgefunden. Castle muss feststellen, dass die Braut seine längst verflossene Liebe Kyra ist, die dereinst einen Rückzieher machte. Die Ermittler versuchen herauszufinden, warum die Brautjungfer die Hochzeit verhindern wollte. Unterdessen sieht sich Beckett mit der Tatsache konfrontiert, dass sie offenbar Gefühle für Castle hegt und eifersüchtig reagiert. Castle kommt unterdessen seine Objektivität abhanden – schon bald beschuldigt er den Verlobten des Mordes. Letztlich wird der sein Vermögen verwaltende und plündernde Onkel des Bräutigams als Täter entlarvt. Nachdem Kyra sich zum Schluss von Castle verabschiedet sagt sie zu Beckett: „Jetzt gehört er ihnen wieder ganz allein.“ |    |                                     |                                  |               |               |                    |                                                                       |
| 23 | 13 | Unverhofft                          | Sucker Punch                     | 18. Jan. 2010 | 4. Okt. 2010  | Tom Wright         | Will Beall                                                            |
| Das irische Mafiamitglied Jack Coonan wird schwer bewaffnet in seiner Wohnung tot aufgefunden. Die tödlichen Verletzungen, die ihm mit einem Messer zugefügt wurden, weisen dabei starke Ähnlichkeiten mit den Verletzungen von Becketts Mutter auf. Im Verlauf des Falles entwickelt sich eine spannende Jagd nach dem Mörder, in der sich Beckett mehr als nur einmal fragt, ob sie emotional bereit ist erneut auf die Suche nach dem Mörder ihrer Mutter zu gehen. Als die Chance besteht, dem Killer eine Falle zu stellen, stellt Castle ohne zu zögern die geforderten 100.000 $ zur Verfügung. Die Falle misslingt zwar, jedoch können sie den wahren Täter entlarven. Es ist der Bruder von Jack Coonan, der als Drogenschmuggler und Auftragskiller fungiert. Er kann sich auf dem Polizeirevier befreien und entreißt einem Polizisten die Waffe. Er nimmt Castle als Geisel und droht ihn zu erschießen. Dieser bewahrt Ruhe und kann sich mit einem Kopfstoß befreien, was Beckett freie Schussbahn gibt. Sie erschießt den Mörder ihrer Mutter in Notwehr. In einem späteren Gespräch dankt sie Castle und sagt, dass sie sich an ihn gewöhnt hat und er ihr fehlen würde, wenn er nicht mehr kommen würde. |    |                                     |                                  |               |               |                    |                                                                       |
| 24 | 14 | Der dritte Mann                     | The Third Man                    | 25. Jan. 2010 | 11. Okt. 2010 | Rosemary Rodriguez | Terence Paul Winter                                                   |
| Als eine Familie von einer Urlaubsreise zurückkehrt, finden sie einen toten Mann im Bett ihrer Tochter. Wenig später wird eine weitere Leiche in der Wohnung einer anderen Familie gefunden. Castle und Beckett kommen einem Wohnungsbesetzer auf die Spur, der sich vorübergehend in den Wohnungen von Urlaubern einnistet. Die beiden Toten gehörten zu einer Gruppe aus ursprünglich drei Männern – nun beginnt die Suche nach dem dritten Mann. |    |                                     |                                  |               |               |                    |                                                                       |
| 25 | 15 | Cuba Libre                          | Suicide Squeeze                  | 8. Feb. 2010  | 18. Okt. 2010 | David Barrett      | Jose Molina                                                           |
| Ein bekannter kubanischer Baseballspieler wird erschlagen auf einem Baseballplatz aufgefunden, die Spuren führen in seine Heimat. Er schien dort eine Freundin zu haben, die er in die USA schleuste. Die Verlobte des Baseballspielers ist geschockt. Im Laufe der Ermittlung wird klar, dass der Baseballspieler tatsächlich eine Freundin in Kuba bei seiner Flucht zurückließ. Diese wird anschließend inhaftiert, gebärt eine Tochter und stirbt in Haft. Der Manager des Baseballspielers wusste das, erschwieg dies aber dem Spieler gegenüber. Der erfährt erst durch Zufall von seiner Tochter und lässt sie in die USA schmuggeln. Von ihr erfährt er die ganze Wahrheit und als er sich deshalb von seinem Manager trennen will, bringt der ihn um. Die Tochter des Spielers trifft die Verlobte, welche sie bei sich aufnimmt. Gleichzeitig dreht sich alles um Castles Herkunft. |    |                                     |                                  |               |               |                    |                                                                       |
| 26 | 16 | Die Domina schlägt immer zweimal zu | The Mistress Always Spanks Twice | 8. März 2010  | 25. Okt. 2010 | Tom Wright         | Kate Sargeant                                                         |
| Eine junge Studentin wird halbnackt, gefesselt und hängend in einem Gerüst im Central Park gefunden. Die Spur führt in die Bondageszene, über die die Tote eine Arbeit für ein hart umkämpftes Stipendium verfassen wollte. |    |                                     |                                  |               |               |                    |                                                                       |
| 27 | 17 | Tick, Tick, Tick …                  | Tick, Tick, Tick …               | 22. März 2010 | 1. Nov. 2010  | Bryan Spicer       | Moira Kirland                                                         |
| Castles Roman „Heat Wave“ soll verfilmt werden. Doch die Freude ist nur von kurzer Dauer, denn ein Serienmörder treibt in New York sein Unwesen. Der Killer ritzt in seine Kugeln Buchstaben, so dass sich nach dem dritten Mord der Satz „Nikki will burn“ (Nikki wird brennen) ergibt – ein direkter Bezug auf Castles Buch. |    |                                     |                                  |               |               |                    |                                                                       |
| 28 | 18 | Bumm!                               | Boom!                            | 29. März 2010 | 8. Nov. 2010  | John Terlesky      | Elizabeth Davis                                                       |
| Castle eilt zur Wohnung von Beckett. Er hat erkannt, dass der Serienkiller noch immer aktiv ist und dass Beckett sein nächstes Ziel ist. Er kann sie zum Glück nur leicht verletzt aus der Wohnung retten, aber die Suche nach dem Mörder beginnt von Neuem. |    |                                     |                                  |               |               |                    |                                                                       |
| 29 | 19 | Der Fluch der Mumie                 | Wrapped Up in Death              | 5. Apr. 2010  | 15. Nov. 2010 | Bill Roe           | Alexi Hawley                                                          |
| Will Medina, stellvertretender Kurator des New York History Museums wird von einer Gargoyle-Figur, die vom Dach seines Hauses fällt erschlagen. Bei ihrem Nachforschungen finden Beckett und Castle heraus, dass Medina ein Mitglied einer Maya-Expedition war. Seine Kollegen klären die beiden über einen Fluch auf, der zwei Mitglieder der Expedition umgebracht hat. Der erste Verdächtige ist Cacaw Te, der den Wissenschaftlern Drohbriefe geschickt hatte, weil er sie davon abhalten wollte, die Ruhe des Maya-Königs zu stören. Weil Will Medina mit einem ehemaligen Drogendealer zusammen geklaute Museumsstücke verkauft hatte, gelangen Castle und Beckett auf eine neue Spur. Sie wollen einen Abstrich von der Mumie nehmen, um Drogenschmuggel auszuschließen, aber sie ist verschwunden. Sie können sie wiederfinden und bei einer Untersuchung stellt sich heraus, dass die Mumie nur 4 Monate alt ist: Es ist Nicole Graham, die angeblich auf der Maya-Expedition durch den Fluch gestorben ist. Ihr Mörder war Stanford Raynes, der Vorgesetzte von Will Medina, der danach auch diesen umbrachte, weil Will ihm auf die Schliche gekommen war. |    |                                     |                                  |               |               |                    |                                                                       |
| 30 | 20 | Die Late-Night Jungs                | The Late Shaft                   | 12. Apr. 2010 | 22. Nov. 2010 | Bryan Spicer       | David Grae                                                            |
| Nach einem Auftritt von Castle bei der Late-Night-Show fragt der Moderator Bobby Mann Castle, ob er ihm helfen kann, da er befürchtet umgebracht zu werden. Am Tag darauf erleidet Bobby Mann einen Herzinfarkt. Zuerst sieht es nicht nach Mord aus, aber Castle beharrt darauf, zu ermitteln… |    |                                     |                                  |               |               |                    |                                                                       |
| 31 | 21 | Keine Ganovenehre                   | Den of Thieves                   | 19. Apr. 2010 | 29. Nov. 2010 | John Terlesky      | Will Beall                                                            |
| Ein ehemaliger Dieb wird tot in einem Auto gefunden. Die Spuren führen zu Fred Cana, der bei dem Verhör plötzlich von dem wütenden Detective Esposito angegriffen wird. Er soll ein Komplize vom Mafiaboss Victor Racine sein, der von Esposito des Mordes an seinem ehemaligen Partner beschuldigt wird. Doch dieser lebt und hat sich nur versteckt. Er hat bei den Ermittlungen erfahren, dass ein Angehöriger der Polizei für die Mafia arbeitet und bevor er diesen enttarnen konnte, hat dieser Espositos Ex-Partner als Mafiamitglied diffamiert. Es gelingt Esposito und dem Team um Beckett, die Unschuld des Ex-Partners zu beweisen und die Mafiosi und den korrupten Polizisten zu verhaften. Bei diesem Fall wird dem Team um Beckett der attraktive Detectiv Tom Demming vom Dezernat für Bandenkriminalität zur Seite gestellt. Dieser ist von Beckett sehr angetan. Er fragt jedoch dem sichtbar eifersüchtigen Castle, ob er ihm da nicht in die Quere kommt, was dieser jedoch verneint. Beckett wiederum findet das Werben Demmings sehr angenehm und gewährt ihm ihre Zuneigung. |    |                                     |                                  |               |               |                    |                                                                       |
| 32 | 22 | Leiche am Stiel                     | Food to Die For                  | 3. Mai 2010   | 6. Dez. 2010  | Ron Underwood      | Terri Miller                                                          |
| Der Chefkoch Balthazar Wolf wird erfroren aufgefunden. Während der Ermittlungen trifft Beckett auf eine alte Schulfreundin, die jetzt die Besitzerin des Restaurants ist. Sie muss mehrere Male von Beckett vernommen werden und Castle verabredet sich mit ihr zu einem Date, um mehr über Becketts Vergangenheit herauszufinden. Derweil findet Beckett zunehmend Gefallen an Detective Tom Demming, was Castle sehr eifersüchtig macht. Er findet heraus, dass Beckett Demming schon nach kurzer Zeit mehr und inniger Zärtlichkeiten gewährt, als sie es ihm je zugestand. Er kommt langsam zu der Erkenntnis, dass Beckett keine tiefere Beziehung zu ihm will. Als die Schulfreundin Beckett fragt, ob sie Einwände hätte, wenn sie sich mit Castle trifft, verneint dies Beckett, jedoch stört sie das gemeinsame Abendessen der beiden, indem sie ihre Schulfreundin zum Verhör abholt. Der Fall entwickelt sich so, dass Balthazar Wolf sein Leben in den letzten Wochen neu ordnete. Er beendete seine Frauengeschichten, bezahlte seine Schulden und kaufte einen Verlobungsring, um damit der Freundin seines Pflegebruders einen Antrag zu machen. Diese ist von ihm schwanger, traut sich aber nicht, sich vom Pflegebruder loszusagen. Dieser erschlägt Balthazar Wolf. Als Castle zu Beckett sagt, dass diese Freundin lieber auf ihr Herz hätte hören sollen, antwortet Beckett, dass sie selber keine Beziehung zu einem Mann haben will, von dem sie denkt, dass er sie am Ende doch wieder enttäuschen wird. Castle ist enttäuscht, dass Beckett so von ihm denkt. In Wahrheit lässt sie aber nur niemanden nah genug an sich ran, um nicht verletzt werden zu können. Jedoch haben alle anderen im Team längst erkannt, dass Castle mehr von Beckett möchte und dass er dies wohl nicht bekommen wird, was alle bedauern. |    |                                     |                                  |               |               |                    |                                                                       |
| 33 | 23 | Zu viel des Guten                   | Overkill                         | 10. Mai 2010  | 13. Dez. 2010 | John Terlesky      | René Echevarria                                                       |
| Ein Geschäftsmann wird erschlagen und mit einer Schusswunde in seinem Bett aufgefunden. Beckett bittet um Hilfe von Detective Demming. Aus der Ermittlung wird ein erbitterter Zweikampf zwischen Castle und Demming, aber Beckett kann die beiden dazu bewegen, den Mordfall gemeinsam zu lösen. Man merkt deutlich, dass Beckett das Werben um ihre Gunst genießt, letztlich gibt sie Demming den Vorzug. Sie scheint mit den beiden zu spielen, jedoch muss Castle zur Kenntnis nehmen, dass Beckett Demming einen Grad an Zuneigung gewährt, der ihm immer versagt blieb. Beckett erkennt nicht, wie sehr sie Castle immer öfter verletzt. Als der beobachtet, wie die beiden, die sich erst kurze Zeit überhaupt kennen, sich küssen, muss er sich seine Niederlage eingestehen. Castle fühlt sich zurückgesetzt und geht zunehmend auf Distanz. Er sieht sich als Verlierer und Beckett begreift nicht, dass sie möglicherweise Castle so wird verlieren können. Der Fall hat etwas Besonderes. Es gibt jede Menge Verdächtige mit allen möglichen Motiven, aber alle haben ein Alibi. Der Mann, dessen Firma Pflegeprodukte auf den Markt bringt, wird beschuldigt, dass entgegen seiner Zusage doch Tierversuche zum Test der Produkte durchgeführt werden. Der Geschäftsmann hat aber den Zulieferer schon gewechselt, als ihm dies bekannt wurde. Letztlich kommt heraus, dass seine Firma eine Rasiercreme auf den Markt gebracht hat, die eine Chemikalie enthält, die bei langfristiger Anwendung zu Gefäßschädigungen führen kann. Er wollte eine Rückrufaktion starten, welche seiner Firma viel Geld gekostet hätten. Deshalb erschoss ihn ein Verwandter, der große finanzielle Anteile an der Firma hatte und selber in finanziellen Schwierigkeiten steckte. Jedoch wurde er bei der Tat gestört, denn die Geschäftsleiterin der Firma wollte ihn gleichfalls töten. Sie erschlug den Geschäftsmann zusätzlich. Es gab somit zwei Mörder, die beide für die jeweilige Tatzeit des anderen ein Alibi hatten. Der Geschäftsmann hingegen wurde von dem Schuss zwar tödlich verletzt, lebte aber noch, als die Mörderin ihn im Bett endgültig erschlug. Beide Verletzungen waren tödlich. Am Schuss wäre er ohnehin verblutet. |    |                                     |                                  |               |               |                    |                                                                       |
| 34 | 24 | Der tote Spion                      | A Deadly Game                    | 17. Mai 2010  | 20. Dez. 2010 | Rob Bowman         | Andrew W. Marlowe                                                     |
| Ein Mann wird erschossen, als er an einem Spion-Abenteuer teilnimmt. Es sieht alles nach einem Profimord aus. Doch wo ist die Grenze zwischen Spiel und Realität? Es stellt sich heraus, dass der Tote von einem Mitarbeiter des Spion-Abenteuer-Veranstalters als Kurier missbraucht wird. Der Mitarbeiter nutzt das Firmenequipment nicht nur um Pässe und Firmenausweise erfundener Länder und Firmen für das Spiel zu produzieren, er fälscht damit auch Pässe existierender Länder. Hier ging es konkret darum, dass junge ukrainische Jugendliche ihm 5000 € dafür bezahlten, Ausweise zu bekommen, die es ihnen erlauben würden, in den USA Alkohol zu kaufen. Als Castle Beckett fragt, ob sie am Wochenende Zeit für ihn hat und mit ihm zusammen in seine Strandvilla in den Hamptons fahren würde, belügt sie Castle und behauptet arbeiten zu müssen. Castle bekommt aber mit, dass sie das Wochenende in einem Strandhaus zusammen mit Demming verbringen will. Castle ist schwer enttäuscht und sieht sich nun endgültig als Verlierer im Kampf um ihr Herz. Als Beckett ihm nun erklärt, dass sie ihn angelogen hat, damit er nicht sauer ist, weil sie nun mit Demming zusammen ist, gibt Castle auf, sieht sich als Verlierer um ihr Herz und erklärt allen, dass dies sein vorerst letzter Fall sein wird und er sich den ganzen Sommer über in seine Strandvilla in den Hamptons zurückziehen will, um Bücher zu schreiben. Alle, auch Beckett, sind geschockt, hatten doch alle im Team längst bemerkt, dass Castle eine engere Beziehung mit Beckett ersehnte und auch Beckett sich schon lange nur noch Freunden hingab, die nie wirklich eine Chance hatten und die sie nur als Alibi benutzte, um Castle auf Distanz zu halten. Demming war auch für Beckett nur ein Spiel, hatte nie eine Chance und sollte nur dazu dienen Castle zu provozieren. Jetzt endlich begreift nun auch Beckett, dass sie den Bogen womöglich schon überspannt hat. Zuerst ist es Javier Esposito der Beckett klarmacht, dass Castle ganz sicher nicht wegen seiner Recherchen jeden Tag zu ihnen kommt. Er macht ihr klar, dass er schon genug recherchiert hat, um mindestens fünfzig neue Bücher schreiben zu können. Esposito sagt ihr aber auch, dass Castle ganz sicher nicht dabei zusehen will, wie sie mit Demming zusammen kommt. Esposito hat, genau wie der Rest des Reviers, längst mitbekommen, dass Beckett mit Castle zusehends spielt und nicht merkt, wie sehr sie ihn dabei verletzt. Beckett, die schon lange mehr als nur freundschaftliche Gefühle für Castle empfindet, wird klar, dass sie ihn durchaus auch verlieren kann und womöglich schon verloren hat, wenn sie ihm keine Chance gibt. Dies wird ihr auch dadurch bewusst, dass der nun sichtlich um Distanz bemühte Castle am nächsten Tag nur noch einen Becher Kaffee für sich mitbringt und nicht wie bisher auch einen für sie. Auf einer von Castles Pokerrunden mit seinen Autorenfreunden wird der Fall diskutiert. Die anderen Autoren meinen, dass die Spiongeschichte und auch die falschen Pässe ganz sicher eine tolle Story wären, sie diese in ihren Büchern aber nur benutzt hätten, um von den wahren Gründen für den Mord abzulenken. Mit diesem Denkansatz kommt sehr schnell der in finanziellen Schwierigkeiten steckende Geschäftspartner des Opfers ins Spiel. Der hätte Zeit und Motiv gehabt, hat aber auch ein Alibi: Er schlief mit der Ehefrau des Opfers. Wiederum ist es Castle, der die richtige Idee hat. Er stellt fest, dass das Opfer immer für zwei Personen Spionabenteuer bezahlte. Er bezahlt auch für eine Frau, die er einst zufällig in einem Museum kennenlernte und mit der er als Spionteam die Abenteuer gemeinsam erleben wollte. Die von ihrem Leben gelangweilte Hausfrau kann sich die Abenteuer nicht leisten. Ihr (grundlos) eifersüchtiger Ehemann wird als Mörder entlarvt. Castle erscheint am nächsten Tag nicht mehr im Revier. Nun ist es Roy Montgomery der nach Abschluss des Falls Beckett darauf hinweist, wohin es führen kann, wenn Menschen nicht ehrlich zueinander sind. Beckett beendet daraufhin ihre Beziehung mit Demming, denn tief in ihrem Inneren will sie schon lange nur noch Castle. Demming war für sie letztlich nur ein oberflächlicher Flirt, der nur dazu diente, dass ihr Castle nicht zu nahe kommen kann. Castle war ihr aber längst näher gekommen, als sie sich das selber eingestehen wollte. Beckett ist deshalb sehr mitgenommen, als sie den leeren Stuhl ansieht, auf dem Castle sonst immer saß. Endlich begreift sie, wie viel er ihr inzwischen bedeutet und dass auch sie in ihm längst mehr als nur einen Freund sieht. Castle bleibt dem Revier aber fern, da er nicht mehr so einfach weiter neben der Frau sitzen möchte, die offensichtlich seine Gefühle nicht erwidern kann und die mit Demming in kurzer Zeit Zärtlichkeiten austauschte, die ihm stets verwehrt blieben. Dass Beckett ihre Beziehung mit Demming beendet hat, weiß er nicht. Er kann aber auch die Gedanken an eine solche Beziehung vor seinen Augen nicht mehr länger ertragen. Beckett hingegen beginnt zu begreifen, dass sie Castles Anwesenheit und Freundschaft als zu selbstverständlich ansah. Es wird ihr klar, dass sie sich zu ihm bekennen muss, wenn sie ihn, der nun jede Hoffnung auf eine gemeinsam Beziehung verloren hat, nicht endgültig verlieren will. Als sie auf der für Castle veranstalteten kleinen Abschiedsparty im Revier sich ihm endlich öffnen will, platzt dessen Ex-Frau und Verlegerin Gina dazwischen und nimmt Castle in Beschlag. Sie erklärt Beckett, dass sie als seine Verlegerin mit ihm zusammen den Sommer über in die Hamptons fahren wird, um sicherzustellen, dass er endlich wieder Bücher schreibt und nichts anderes tut. Erst jetzt wird Beckett wirklich bewusst, dass sie Castle möglicherweise bereits verloren hat, eine Option, die sie bisher nicht in Erwägung gezogen hatte. |    |                                     |                                  |               |               |                    |                                                                       |

## Staffel 3
Die Erstausstrahlung der dritten Staffel war vom 20. September 2010 bis zum 16. Mai 2011 auf dem US-amerikanischen Sender ABC zu sehen. Die deutschsprachige Erstausstrahlung sendete der deutsche Free-TV-Sender Kabel eins vom 4. März bis zum 18. November 2011.
| Nr. (ges.) | Nr. (St.) | Deutscher Titel               | Originaltitel                          | Erstausstrahlung USA | Deutschsprachige Erstausstrahlung (D) | Regie             | Drehbuch            |
| --- | --------- | ----------------------------- | -------------------------------------- | -------------------- | ------------------------------------- | ----------------- | ------------------- |
| 35 | 1         | Eine tödliche Affäre          | A Deadly Affair                        | 20. Sep. 2010        | 4. März 2011                          | Rob Bowman        | Andrew W. Marlowe   |
| Das Team um Beckett hat den ganzen Sommer über keinen Kontakt zu Castle, bemerkt aber, dass er wohl wieder in der Stadt ist, dies aber zuerst nur daran, dass in Buchhandlungen sein neues Buch angepriesen wird und er Autogrammstunden und Lesungen dort ankündigen lässt. Castle, der noch immer glaubt, dass Beckett seine Gefühle für sie nicht erwidern kann und mit Detectiv Demming liiert ist, meldet sich nicht. Er weiß nicht, dass Beckett schon vor seiner Verabschiedung die Beziehung zu Demming abgebrochen hat. Beckett ruft ihn aber auch nicht an, ist sie doch davon überzeugt, dass er mit seiner Ex-Frau Gina wieder zusammen ist, was allerdings gar nicht der Fall ist. Nach Monaten ohne Kontakt finden Beckett und ihr Team Castle in einer verwüsteten Wohnung mit einer Waffe in der Hand über eines der Opfer gebeugt vor. Beckett hat keine andere Wahl und nimmt Castle fest. Im weiteren Verlauf der Handlung wird Castles Unschuld bewiesen, jedoch weist Beckett ihn sehr deutlich zurück. Tief in ihrem Inneren ist sie sauer, dass er sich nicht gemeldet hat, muss aber auch erkennen, dass sie ja auch selber hätte anrufen können. Jedoch schließt sie mit Castle eine Wette darüber ab, wer den Fall zuerst löst. Wenn sie gewinnt, wird er aus ihrem Leben für immer verschwinden, wenn er den Täter zuerst erkennt, darf er bleiben. Castle gewinnt nur knapp, jedoch ahnt Becketts Team, dass sie ihn gewinnen lassen wollte. |           |                               |                                        |                      |                                       |                   |                     |
| 36 | 2         | Er ist tot, sie ist tot       | He’s Dead, She’s Dead                  | 27. Sep. 2010        | 4. März 2011                          | John Terlesky     | Moira Kirland       |
| Beckett und Castle untersuchen den Fall einer übersinnlich veranlagten Psychologin. Nachdem ein Brief des Opfers bei der Polizei eingeht, welches den Mord vorhersagt, bleibt die Frage offen, wer ihn geschrieben hat. Es zeigt sich, dass die Hellseherin einem Verbrechen auf der Spur war, welches eine Mandantin von ihr verübte. Als sie dieser bei ihren Vorhersagen zu nahe kommt, beschließt diese Frau die Hellseherin zu töten. Castle ist es, der ihr Alibi knacken kann, denn er erinnert sich daran, dass Gaststätten häufig nicht schon bei der Eröffnung eine Alkoholausschanklizenz haben und man den Alkohol selber mitbringen muss. Da erinnert sich die Tochter der Frau, dass ihre Mutter tatsächlich eine Weile abwesend war, angeblich um Alkohol zu kaufen, in Wahrheit aber, um die Hellseherin zu ermorden. Die Tochter der Hellseherin offenbart Beckett, dass sie die hellseherischen Fähigkeiten ihrer Mutter geerbt hat und dass ein Mann mit dem Namen Alexander in ihrem Leben eine große Rolle spielen wird. Am Ende der Folge verrät Castle Beckett seinen wahren Namen, Richard Alexander Rodgers, den er in den Künstlernamen Richard Edgar Castle änderte. |           |                               |                                        |                      |                                       |                   |                     |
| 37 | 3         | Die Schatzkarte               | Under The Gun                          | 4. Okt. 2010         | 11. März 2011                         | Bryan Spicer      | Alexi Hawley        |
| Castle, der wieder Hoffnung auf eine Beziehung mit Beckett schöpfte, muss erkennen, dass sie mit einem attraktiven Motorradfahrer zusammen ist. Erneut hat er den Kampf um ihr Herz verloren. Der Fall führt sie von einem ermordeten Kautionshändler, zu weiteren Ex-Knackis und einem alten Raubüberfall, dessen Beute, Diamanten im Wert von 20 Millionen Dollar, noch immer verschwunden ist. Auch Becketts Ausbilder taucht als Kopfgeldjäger wieder auf, erweist sich aber als wenig loyal und wird von ihr, neben einigen anderen Tätern zum Schluss verhaftet. Die beim ursprünglichen Opfer gefundene Schatzkarte kann Alexis lösen und die Diamanten werden von der Polizei gefunden. |           |                               |                                        |                      |                                       |                   |                     |
| 38 | 4         | Ein Mörder auf Zeitreise      | Punked                                 | 11. Okt. 2010        | 18. März 2011                         | Rob Bowman        | David Grae          |
| Ein gut verdienender EDV-Spezialist wird erschossen. Die ihn tötende Kugel ist jedoch über 100 Jahre alt und stammt aus keiner modernen Waffe. Die weiteren Recherchen ergeben, dass der Getötete zum Zeitpunkt der Ermordung in viktorianischer Kleidung angezogen war und in einem Duell gestorben ist. Castle vermutet sofort Mörder auf Zeitreise, dem widerspricht Esposito, da dann die Kugel ja nicht so alt gewesen sein könnte. Schießversuche mit Duellpistolen des 19. Jh. zeigen, dass man mit ihnen auf 40 Schritt, dem inzwischen gesicherten Abstand der Schützen zueinander, unmöglich gezielt schießen und schon gar nicht so genau treffen kann. Als sich zeigt, dass der EDV-Spezialist nicht nur ein geheimes Doppelleben in einem victorianischen Club hat, sondern auch Programme für Hedgefonds schrieb, die große Gewinne versprachen, aber Millionen-Verluste der Anleger verursachten, kommen aktuelle Motive für den Mord ins Spiel. Der Täter ist der Sohn eines durch die Verluste in den Selbstmord getrieben Vaters, der von dem Scheinduell erfuhr und mit einer modifizierten Jagdwaffe diese alte Munition präzise verschießen konnte. In der Folge nervt Castle Beckett sichtlich mit seinen Zeitreisegeschichten, erst recht, als das Auto des EDV-Spezialisten sich auch noch als DeLorean mit eingebautem Flux-Kompensator entpuppt. |           |                               |                                        |                      |                                       |                   |                     |
| 39 | 5         | Anatomie eines Mordes         | Anatomy of a Murder                    | 18. Okt. 2010        | 25. März 2011                         | John Terlesky     | Terence Paul Winter |
| Eine Ärztin wird ermordet. Recherchen ergeben, dass sie einerseits Streit mit einem sehr beliebten Krankenpfleger hatte, darüber hinaus aber auch die Privatärztin eines ehemaligen Mafiabosses wurde. Die Beziehung zu dem Mafioso ging wohl auch über eine Ärztin-Patient-Beziehung hinaus. Der Mafioso hat jedoch ein Alibi und nicht nur das, er ist zutiefst betroffen und fordert eine harte Bestrafung des Täters. Es ist ihm anzusehen, dass er diesen auch selbst umbringen würde, wenn er ihn vor der Polizei findet. Becketts neuer Freund entpuppt sich als Herzchirurg und sie zieht Castle damit auf („Mein Freund hat heute früh jemanden das Leben gerettet, was haben sie getan?“). Der beliebte Krankenpfleger hingegen wird widersprüchlich. Zwar ist er mit vielen Ärztinnen gut befreundet, nennt sie beim Vornamen und flirte sehr mit ihnen, alle Ärztinnen verneinen aber eine sexuelle Beziehung zu ihm. Es stellt sich heraus, dass er mit allen nur flirtete, um an bestimmte Medikamente heranzukommen, die er stiehlt und mit denen er seine inhaftierte Freundin in einen Scheintotzustand versetzen kann. Als scheinbar Tote kann sie die Haftanstalt verlassen und beide fliehen. Diese Freundin des Pflegers wurde dereinst für einen Überfall verurteilt, bei dem ihr gestohlenes Auto als Fluchtfahrzeug diente. Ihren Beteuerungen, nicht die Fluchtwagenfahrerin gewesen zu sein, wird kein Glaube geschenkt. Castle erkennt sehr schnell, dass ihr Anwalt nichts taugte und sie offensichtlich einem Justizirrtum zum Opfer gefallen ist. Die Flucht gelingt beiden, jedoch werden sie sehr schnell wieder geschnappt. Der Krankenpfleger beteuert aber, die Ärztin nicht getötet zu haben. Faserspuren und Videoüberwachung führen aber wieder zum herzkranken Ex-Mafioso. Der begreift nun, dass sein eigener Bruder der Täter ist und stellt ihn ohne zu zögern bloß. Sein Bruder hatte erkannt, dass die Ärztin mit der Staatsanwaltschaft zusammenarbeitet. Er wollte seinen Bruder vor ihr als Informantin schützen, jedoch hat die Staatsanwaltschaft gar nichts von ihren Kontakten zum Ex-Mafioso gewusst, sondern sie nur als Informantin bezüglich der Unregelmäßigkeiten in der Klinik befragt, die es durch den Medikamentendiebstahl des Krankenpflegers gab. Bezüglich des Krankenpflegers und seiner Freundin reden Beckett und Castle mit dem Justizministerium. Dieses erkennt die gemachten Fehler und die Freundin bekommt einen neuen Prozess. Als Entschädigung für die beiden bekommt der Krankenpfleger die Zusicherung, dass auch sein Prozess nicht mit einer Haftstrafe enden wird. Castle ist fasziniert davon, dass der Krankenpfleger ihr treu blieb, trotz aller Möglichkeiten keinen Seitensprung gemacht hat und so seine wahre Liebe bewies. Selbst das Angebot der Freundin auf Grund der großen Dauer ihrer Haftstrafe (30 Jahre) sich eine andere Freundin zu suchen hat der Krankenpfleger kategorisch abgelehnt. Von Esposito dazu angesprochen, fragt er ihn, ob er ihn im selben Fall auch aus dem Gefängnis geholt hätte. Der verneint, er hätte zuerst an sich gedacht. Hierzu kommt Beckett und meint, dass dies auch unnötig gewesen wäre, da sie Castle ohnehin aus dem Gefängnis geholt hätte. Castle schöpft daraus neue Hoffnung für sich und eine Beziehung zu Beckett. |           |                               |                                        |                      |                                       |                   |                     |
| 40 | 6         | Der Dreifachmörder            | 3XK                                    | 25. Okt. 2010        | 1. Apr. 2011                          | Bill Roe          | David Amann         |
| Eine blonde Frauenleiche wird gefunden und zeigt Merkmale einer alten ungelösten Mordreihe. Der Mörder ist der Psychopath Jerry Tyson. Er kann das Ermittlerteam jedoch täuschen. Erst Castle findet die Logikfehler in ihrer bisherigen Tatrekonstruktion, als er mit Ryan Jerry Tyson im Hotel aufsucht. Jerry Tyson kann jedoch Ryan überrumpeln, ihm seine Dienstwaffe entwenden und fliehen, nachdem er mit Castle gesprochen hat. In Episode 86 taucht Jerry Tyson wieder auf. |           |                               |                                        |                      |                                       |                   |                     |
| 41 | 7         | Fast berühmt                  | Almost Famous                          | 1. Nov. 2010         | 8. Apr. 2011                          | Félix Alcalá      | Elizabeth Davis     |
| Das Opfer Derek Brooker wird als falscher Polizist in einem Treppenabgang gefunden. Es stellt sich heraus, dass er ein Stripper der Firma 'Package Store' war und in der Nachbarschaft einen Auftritt auf einer Junggesellinnenparty hatte. Der Stripper und Rivale Hans von Mannschaft, dessen blondes Haar auf der Kleidung gefunden wird, bringt Beckett und Castle auf die Spur von Rebecca Dalton, einer vermögenden Witwe, die eine Beziehung mit dem Opfer vor kurzer Zeit abbrach. Bei der Vernehmung ist Rebeccas Anwalt Michael Randt zugegen. Aufgrund von dubiosen Geldtransaktionen kommen Beckett und Castle dahinter, dass Brooker sich als Immobilienmakler Jesse Mandalay ausgab und ahnungslose Kunden um die Anzahlungen für nicht existierende Luxuswohnungen in New York brachte. In einer Notsituation zweigt Brooker 25000 US $ ab. Die Konten wurden vermeintlich von Rebecca Dalton eingerichtet. Da sie aber in der fraglichen Zeit außer Landes war, konzentriert sich der Verdacht auf den Anwalt, der gesteht, diesen Betrug aufgesetzt zu haben und Brooker wegen der Geldentnahme und eines möglichen Auffliegens umgebracht zu haben, als dieser ihm noch dazu ankündigte, aussteigen zu wollen. |           |                               |                                        |                      |                                       |                   |                     |
| 42 | 8         | Der Glühbirnen-Held           | Murder Most Fowl                       | 8. Nov. 2010         | 15. Apr. 2011                         | Bryan Spicer      | Matt Pyken          |
| Len Levit, Glühlampenwechsler der New Yorker U-Bahn, wird von zwei BMX-Fahrern tot im Central Park aufgefunden. Es stellt sich heraus, dass er als Ornithologe Bussarde beobachten wollte, dabei aber zufällig Fotos einer Kindesentführung machte und von einem der Entführer erschossen wurde. Die Entführer bringen Dean Donegal, den Vater des Kindes und Hausmeister in einem Bürohochhaus, dazu, in die 39. Etage eines Finanzdienstleisters zu gelangen und Insiderinformationen zu erbeuten. Dabei werden sie geschnappt. Gleichzeitig befreien Beckett und Castle den entführten Jungen Taylor Donegal aus einem Technikraum in der U-Bahn unter dem Hochhaus. |           |                               |                                        |                      |                                       |                   |                     |
| 43 | 9         | Akte X                        | Close Encounters of the Murderous Kind | 15. Nov. 2010        | 29. Apr. 2011                         | Bethany Rooney    | Shalisha Francis    |
| Der Tod der Astrophysikerin Marie Subbarao gibt Anlass zu wilden Spekulationen. Lanie findet heraus, dass die Wissenschaftlerin durch eine explosive Dekompression gestorben ist – das passiert eigentlich nur, wenn man sich ohne Schutz im Weltall aufhält. Castle geht von einer Entführung durch Außerirdische aus, doch Beckett sucht beharrlich nach einer irdischen Todesursache. Sowohl Mitarbeiter des Science Center als auch Subbaraos Exfreund geraten ins Visier der Ermittlungen. Castle findet jedoch heraus, dass Marie Subbarao, die zwar über einen Zugang zu einem großen Radioteleskop verfügte, sich auch noch Bilder eines optischen Teleskops beschaffte. Auf der Rückfahrt vom Observatorium werden Beckett und Castle entführt und dies auf sehr ungewöhnliche Art und Weise. Ihr Auto versagt, aber auch alle elektronischen Geräte stellen den Betrieb ein. Es folgt gleißendes Licht. Als sie wieder zu sich kommen, sind sie in getrennten dunklen Verhörräumen mit nur einer starken Lichtquelle und werden befragt. Beide fragen zuerst nach, wo der jeweils andere ist. Sie erhalten keine Antwort. Da sie die gestellten Fragen nicht beantworten können, werden sie mit Injektionen narkotisiert. Sie wachen in ihrem Auto wieder auf und finden die „Knutschflecke“, welche die Injektoren zur Narkotisierung hinterließen. Die Befragung von Marie Subbaraos Freund führt sie dann endlich auf die richtige Spur. Sie hatte ihm unbemerkt eine CD mit den Bilddaten vom Observatorium übergeben. Auf dieser ist ein Raumschiff zu erkennen von dem Marie Subbarao seltsame Signale empfang. Castle vermutet einmal mehr Aliens als Ursache. Die Techniker der Polizei finden jedoch in Becketts Dienstwagen reichlich sehr hochentwickelte elektronische Abhörtechnik. Über diese rufen sie ihre Entführer, eine namentlich nicht genannte geheime Bundesbehörde, herbei. Einmal mehr ist es Castle, der die richtigen Schlussfolgerungen zieht. Marie Subbarao hatte seltsame Signale empfangen und bemerkt, dass ihr Kollege diese aufzeichnete. Mit dem optischen Teleskop fand sie den Ursprung der Übertragung, einen geheimen US-amerikanischen militärischen Übertragungssatelliten. Ihr Kollege hatte die militärischen Daten an die Chinesen verkauft. Als Mordwaffe diente eine Vakuumverpackungsmaschine. Die Regierungsagenten identifizieren sich nicht, Parallelen zu den „Men In Black“ sind durchaus gewollt, jedoch zeigt man sich am Ende versöhnlich, hat man doch einen wichtigen Spionagering gesprengt. |           |                               |                                        |                      |                                       |                   |                     |
| 44 | 10        | Speakeasy                     | Last Call                              | 6. Dez. 2010         | 6. Mai 2011                           | Bryan Spicer      | Scott Williams      |
| Der Hafenarbeiter Donnie Hayes wird ermordet aus dem East River gezogen. Schnell wird ermittelt, dass ein anderer Mann mit dessen Gewerkschaftsausweis als Arbeiter aktiv ist. Dieser wird gefasst, hat aber ein Alibi und erklärt, dass ihm der Tote seinen Ausweis für 25.000 $ verkauft hat. Die Spur führt in eine ehemalige Flüsterkneipe, „The Old Haunt“, in der der junge Richard Castle den größten Teil seines ersten Romans schrieb. Hayes hatte eine hohe Geldsumme aufgebracht um die Kneipe zu kaufen, obwohl sie keinen Gewinn abwarf. Es stellt sich heraus, dass der Hafenarbeiter in der Kneipe praktisch aufgewachsen war und dass er auch nach dem Kauf über viel Geld verfügte, obwohl sein Konto praktisch leer war. In der Kopfverletzung des Toten wird ein Splitter roten Glases gefunden, dessen Herkunft ungeklärt ist. Durch eine Quittung erfahren die Ermittler, dass Hayes eine Flasche eines sehr alten und edlen schottischen Whiskeys in einer Auktion versteigern ließ, die ihm einen Gewinn von 26.000 $ einbrachte. Die Flasche aus rotem Glas hatte ein Internet-Millionär aus Jux ersteigert, mit Root Beer vermischt und mit seinen Freunden ausgetrunken. Castle würde ihn für dieses Verbrechen am guten Geschmack am Liebsten erwürgen. Der Splitter stammt von so einer roten Flasche, allerdings nicht von der des Millionärs. Castle vermutet, dass Hayes einer alten Legende aus der Prohibitionszeit auf der Spur war und dass er die Kneipe nur aus diesem Grund kaufte. Danach hatte der ehemalige New Yorker Bürgermeister Jimmy Walker, ein korrupter Politiker und Gegner der Prohibition, dort irgendwo ein Versteck mit hundert Flaschen dieses edlen Whiskeys angelegt. Tatsächlich finden Castle und Beckett im Keller der Kneipe den Zugang zu einem Tunnelsystem und darin das Whiskey-Versteck des Bürgermeisters. Vor dem Flaschenregal liegt die Mordwaffe: eine zersplitterte Flasche aus rotem Glas. Plötzlich erscheint eine dritte Person, die aber beim Anblick von Castle und Beckett sofort flieht und unerkannt verschwindet. Als Castle und Beckett die Pläne der Abwasserkanäle einsehen, um herauszufinden, wohin die unbekannte Person verschwunden sein könnte, lesen sie, wer sich die Pläne vor ihnen ausgeliehen hat: der Auktionator, der den wertvollen Whiskey-Vorrat an sich bringen wollte und nun als Täter überführt werden kann. Da der neue Besitzer des „Old Haunt“ tot ist, fällt die Kneipe zurück an die Bank. Von der erwirbt Castle die Bar, um ein Stück New Yorker Geschichte zu erhalten. |           |                               |                                        |                      |                                       |                   |                     |
| 45 | 11        | Nikki Heat                    | Nikki Heat                             | 3. Jan. 2011         | 13. Mai 2011                          | Jeff Bleckner     | David Grae          |
| Natalie Rhodes (Laura Prepon), die Nikki Heat in der Verfilmung von Heat Wave spielt, begleitet Castle und Beckett bei deren nächstem Fall um die Edel-Heiratsvermittlerin Stacy Collins. Castle ist entsetzt, denn sie entspricht so gar nicht seiner Vorstellung von der Kunstfigur Nikki Heat, die auf Beckett basiert. Sie kennt weder seinen Namen, noch hat sie das Buch, dessen Protagonistin sie verkörpern soll, je gelesen, auch waren ihre bisherigen Rollen eher die einer blonden Sexbombe. Sie kennt nur das stark vom Buch abweichende Drehbuch. Beckett ist zu Beginn davon begeistert, wie der Filmstar Natalie alle dominiert. Natalie Rhodes ignoriert Castle geradezu. Natalie betreibt jedoch auch erstaunlich professionell und gekonnt intensive Charakter- und Verhaltensstudien von Beckett und kopiert diese. Sie bemüht sich in Mimik und Gestik Beckett ähnlicher zu werden, was ihr zunehmend auch gelingt. Hier zeigen sich ihre schauspielerischen Qualitäten, denn sie entpuppt sich als absoluter Profi. Die zuerst scheinbar gezeigte Oberflächlichkeit wechselt zu perfekter Imitation von Beckett. Je mehr sie zu Beckett wird, wird sie Castle sympathischer und Beckett unheimlicher. Im Laufe der Episode wird sie dank Perücke und der Kopie des Stylings sowie von Mimik und Gestik zu einer exakten Kopie von Beckett, sehr zu Castles Vergnügen und Becketts Missfallen. Sie hat nun auch das Buch gelesen und findet die Figur sehr gut, viel komplexer, intelligenter und vielschichtiger, als es im Drehbuch stand. Sie will den Drehbuchautor zum Umschreiben des Drehbuches bringen, denn sie liebt die schauspielerisch wesentlich anspruchsvollere Rolle im Buch zunehmend. Auch hier zeigt sie ein sehr professionelles Verhalten und macht allen klar, dass sie mehr kann als ein scheinbar nur oberflächliches Blondinchen zu spielen. Castles anfängliche Abneigung wird zur völligen Begeisterung, als er von ihr erfährt, dass sie nun auch weitere seiner Bücher liest und schon an Fortsetzungen denkt. Natalie behandelt ihn zunehmend respektvoller, ersetzt aber faktisch Beckett bei den Ermittlungen. Beckett fühlt sich im eigenen Team nur noch als Randfigur, so perfekt wird sie von ihr kopiert. Nur in einem Punkt kann sie die fiktive Nikki Heat nicht studieren. Als sie Castle, dessen Alter Ego im Buch eine sehr erotische Sexszene mit Nikki Heat hat, Avancen macht, sagt der etwas, was kein Mann je zu ihr sagte: „Nein“. Von Natalie dazu befragt, dementiert Beckett, dass Castle schwul sei. Natalie, die sehr genau sieht, was wirklich abläuft, bittet deshalb Beckett es Castle zu erlauben, einmal mit ihr Sex zu haben, um auch den Part der Kunstfigur Nikki Heat studieren zu können, welche das reale Duo Beckett/Castle aber nicht hat. Beckett, der Natalies Avancen für Castle nicht entgangen sind, ist verblüfft, dass Castle ablehnte. Sie ahnt, dass er ihr schon lange treu ist, obwohl sie ihn nach wie vor keine Chance auf eine Beziehung gibt. Castle, der immer wieder mit ansehen muss, wie sie mit anderen Männern eine Beziehung eingeht, will keine anderen Frauen mehr! Ryan sucht derweil den besten Weg Jenny einen Antrag zu machen. Die Heiratsvermittlerin Stacy Collins wollte Ehefrauen helfen, denen sie unwissentlich schlechte Ehemänner vermittelt hatte, welche die Frauen verstießen, bevor sie nach einer gewissen Anzahl von Ehejahren hohe Summen bei einer Scheidung hätten zahlen müssen. Der Tod von Stacy Collins war vom Täter jedoch nie beabsichtigt gewesen und eher ein Unfall. Die Lösung des Falles gelingt aber nur, weil Natalie den entscheidenden Hinweis findet, den alle anderen übersahen. |           |                               |                                        |                      |                                       |                   |                     |
| 46 | 12        | Puff, du bist tot             | Poof! You’re Dead                      | 10. Jan. 2011        | 20. Mai 2011                          | Millicent Shelton | Terri Miller        |
| Der Magier Zalman Drake wird tot in einem Wassertank aufgefunden. Alles deutet zunächst auf einen Selbstmord hin. Es stellt sich jedoch heraus, dass Drakes vermeintlicher Abschiedsbrief eine Fälschung ist und eine unsichtbare Nachricht enthält. Drake, dessen Traditionsgeschäft den Bach runter ging, hatte für andere Magier Tricks entwickelt. Seine Angestellte im Laden berichtete aber, dass er nicht der Typ für Selbstmord sei und er außerdem einen sehr gewinnbringenden Auftrag bekommen habe, der ihn langfristig sanieren würde. Für diesen Auftrag benötigte er aber größere Mengen von C4-Sprengstoff. Dieser ist für Bühneneffekte jedoch ungeeignet. Es wird ein terroristischer Anschlag vermutet, der mit Drake befreundete Regierungskritiker entpuppt sich aber als rollstuhlfahrender Bastler, der Drake nur eine voll bewegliche mechanische Hand gebastelt hat. Letztlich wird als Täter der Milliardär Christian Dahl identifiziert, der angeblich bei einem Rekordversuch mit seinem Privatjet verstarb, als dieses über dem Atlantik explodierte. Christian Dahl ist in Wahrheit ein Betrüger, der an der Börse ein Schneeballsystem installierte, damit scheinbar ein Vermögen machte, das aber letztlich ein Koloss auf tönernen Füßen war. Die Börsenaufsicht kam ihm auf die Schliche und die Staatsanwaltschaft fror alle seine Konten ein. Er wollte deshalb verschwinden und er überredet Zalman Drake, ihm dabei mit einer halben Million Dollar zu helfen. Er besteigt medienwirksam seinen Jet, Drake belieferte ihn mit Catering, bringt in Wahrheit aber einen Dummy an Bord. Dieser tauscht mit Christian Dahl den Platz und winkt mit der beweglichen Hand den Reportern zu. Christian Dahl kommt in der anscheinend nun leeren Cateringkiste von Bord und steuert sein Flugzeug per Fernsteuerung, bis er es über dem Atlantik zur Explosion bringt. Drake ist somit die einzige Person, die von diesem Schwindel weiß und muss deshalb sterben. Christian Dahls Eitelkeit lässt ihn seiner eigenen Trauerfeier beiwohnen, was Castle auf Grund der Kenntnis des Charakters Christian Dahls ahnt und was zur Verhaftung Dahls führt. Castle wird einmal mehr klar, dass seine Beziehung mit seiner Ex-Frau Gina keine Zukunft hat. Sind sie länger zusammen, kommt es immer zum Streit. Castle weiß längst, dass er nur noch Beckett wirklich will, aber die spielt weiterhin nur mit ihm, ohne sich der Gefahr bewusst zu werden, dass er endgültig gehen könnte, da er denkt ihr Herz wohl nie besitzen zu können. Beckett bekommt aber mit, wie Castle Gina am Telefon mitteilt, dass es keine gemeinsame Beziehung mit ihm mehr geben wird. Nun ist es Beckett, die hofft, noch nicht alles falsch gemacht zu haben. Lanie und Esposito versuchen weiterhin, ihre Beziehung geheim zu halten, was mehrfach nur äußerst knapp gelingt, jedoch wissen Castle, Beckett und Ryan längst bescheid. |           |                               |                                        |                      |                                       |                   |                     |
| 47 | 13        | Johanna Beckett               | Knockdown                              | 24. Jan. 2011        | 9. Sep. 2011                          | Tom Wright        | Will Beall          |
| Als der Detektiv, der den Mord an Becketts Mutter untersuchte, vor ihren Augen erschossen wird, bevor er ihr neue Beweise in dem Fall geben kann, werden bei Beckett alte Wunden wieder aufgerissen. Die Untersuchung des Todes des Detektives führt das Team zu einer Gruppe von drei korrupten Polizisten, die Gangster für Lösegeld entführten, bis sie versehentlich einen Undercover-FBI-Agent erschossen. Johanna Beckett entdeckte dieses Vorgehen, während sie für eine Berufung recherchierte, die der Gangster beantragte, der wegen des toten FBI-Agenten angeklagt wurde. |           |                               |                                        |                      |                                       |                   |                     |
| 48 | 14        | Todsicheres Glück             | Lucky Stiff                            | 7. Feb. 2011         | 9. Sep. 2011                          | Emile Levisetti   | Alexi Hawley        |
| Castle und Beckett werden gerufen in dem Mord an einem Lotterie-Gewinner zu ermitteln, der tot in seiner Wohnung gefunden wurde und dessen Safe mit dem Gewinn leer geräumt wurde. Als sie in der Vergangenheit des Opfers suchen und Wohltätigkeit und Spenden finden, entdecken sie, dass er versucht hat Fehler wieder gut zu machen, die er in seinem früheren Leben gemacht hat. Martha hat inzwischen eine Million Dollar von ihrem ehemaligen Geliebten Chet geerbt und will nun einen Weg finden, um sein Andenken zu ehren. |           |                               |                                        |                      |                                       |                   |                     |
| 49 | 15        | Der letzte Nagel              | The Final Nail                         | 14. Feb. 2011        | 16. Sep. 2011                         | John Terlesky     | Moira Kirland       |
| Castle und Beckett sollen den Mord an einer reichen Frau aufklären, die mit einer Nagelpistole umgebracht wurde. Mit dem Mann der Toten, Damien Westlake (Jason Wiles), ist mit Castle früher auf ein Internat gegangen. Castle zählt ihn zu seinen Freunden, während er für Beckett der Hauptverdächtige ist. Die Ermittlungen in dem Fall führen Castle und Beckett auch zu einem alten Verbrechen; dem Mord an Philip Westlake (Vater von Damien), der vor ca. 20 Jahren begangen wurde. Damien Westlake wird letztlich entlastet, er ist nicht der Mörder seiner Frau. Als Mörderin wird die Geliebte von deren Ex-Mann entlarvt, der wieder mit seiner Ex-Frau zusammenkommen wollte. Jedoch ist auch Damien Westlake nicht so unschuldig wie ihn Castle gerne in seiner Erinnerung gehabt hätte. Damien Westlakes Vater wurde durch einen gemeinsamen Klassenkameraden ermordet, was Castle im Rahmen der neuen Ermittlungen zu dem alten Fall erkennen muss. Dieser handelte im Auftrag von Damien Westlake und wurde auch von ihm dafür bezahlt. Damien Westlake hat zwar nicht seine Frau ermordet, aber die Ermordung seines Vaters in Auftrag gegeben. Erstmals erlaubt sich Beckett Handlungen, die Castle wieder hoffen lassen, doch noch eine gemeinsame Beziehung zu ihr zu bekommen. Es kommt zu ersten intimen Handgriffen von Seiten Becketts, die über ein freundschaftliches Verhältnis hinausgehen. |           |                               |                                        |                      |                                       |                   |                     |
| 50 | 16        | Die schmutzige Bombe – Teil 1 | Setup (1)                              | 21. Feb. 2011        | 23. Sep. 2011                         | Rob Bowman        | David Amann         |
| Teil eins einer Doppelfolge. Castle und Beckett untersuchen den Mord an einem New Yorker Taxifahrer mit syrischen Wurzeln, der erschossen wurde und dessen Taxi in Einzelteile zerlegt wurde. Bei der Suche nach seinem Mörder finden sie in einem Lagerhaus Spuren von radioaktivem Material, was sie zu dem Schluss bringt, dass es möglicherweise eine terroristische Gruppe gibt, die den Bau einer schmutzigen Bombe plant. Als Castle und Beckett zufällig mit radioaktiven Isotopen verstrahlt werden und deshalb in Isolation gebracht werden, öffnet sich ihm Beckett endlich ein wenig. Ihre Beziehung zu dem Arzt ist dabei zu scheitern und sie sucht doch nur jemanden, dem sie sich endlich einmal öffnen kann. Sie begreift noch immer nicht, dass die gesuchte Person längst vor ihr steht, aber als Castle ihr das sagen will, werden sie wieder einmal unterbrochen. Castle ist sichtlich sauer, dass er schon wieder um die Chance gebracht wurde, sich ihr seinerseits noch einmal zu öffnen. Beckett und ihr Team müssen mit einem arrogant wirkenden, rücksichtslosen und ihnen sehr unsympathischen Homeland Security-Agent Mark Fallon (Adrian Pasdar) kooperieren, der eine arabische Terrorgruppe vermutet, aber Castle spürt, dass sie einer falschen Spur folgen. Alles erscheint ihm zu einfach und zu konstruiert, als dass es wahr sein könnte. Mark Fallon will Castle am liebsten sofort loswerden, auch interessieren ihn Castles von seinen abweichenden Theorien nicht. Als Castle mit dem Wissen Becketts seine Kontakte zum syrischen Geheimdienst nutzt, werden beide von den weiteren Ermittlungen von Fallon ausgeschlossen. Castles Erkenntnisse, welche die bisherigen arabischen Verdächtigen als unschuldig entlarven, will Fallon gar nicht erst hören, aber Castle hat mit Hilfe des syrischen Geheimdienstchefs inzwischen erfahren, dass weder der syrische Taxifahrer noch sein Cousin Terroristen sind. Der tote Taxifahrer war stattdessen ein wichtiger Ingenieur im syrischen Rüstungsprogramm, aus dem er aus Gewissensgründen ausstieg. Der Geheimdienstler macht Castle klar, dass er versucht hat, ihn mit Vergünstigungen und auch mit Geld zur Rückkehr nach Syrien zu überreden, aber dass dies bei so einem überzeugten Pazifisten völlig unmöglich war. Der syrische Geheimdienstler spricht dabei sehr respektvoll von seinem Landsmann, dessen Idealismus er achtet und auch respektiert, was beide in ein recht positives Licht rückt. Castle ist sich nun sicher, dass nicht die von Fallon verdächtigten arabischen Einwanderer die Täter sind, sondern dass jemand die Beziehungen der USA zu Syrien verschlechtern will. Als Beckett und Castle einem neuen amerikanischen Verdächtigen auf die Spur kommen und die Bombe finden, werden sie in einem Gefriercontainer gefangen, während sich eine schmutzigen Atombombe irgendwo in der Stadt befindet. Persönlich kommen sich Beckett und Castle zunehmend näher, jedoch wird Castle immer wieder daran gehindert, Beckett seine Gefühle für sie zu gestehen. |           |                               |                                        |                      |                                       |                   |                     |
| 51 | 17        | Countdown – Teil 2            | Countdown (2)                          | 28. Feb. 2011        | 30. Sep. 2011                         | Bill Roe          | Andrew W. Marlowe   |
| Zweiter Teil der Doppelfolge. Castle und Beckett sind immer noch in dem Gefriercontainer gefangen, während das NYPD und das Department der Homeland Security die Suche nach der schmutzigen Bombe fortsetzt. Alexis besorgter Anruf führt schließlich dazu, dass Hilfe für Castle und Beckett eintrifft, darunter Becketts Freund Josh. Der Homeland Security-Agent Mark Fallon zeigt sich nun neben seinem professionellen harten Vorgehen als durchaus menschlich, hört nun auch Castle wieder zu und beginnt Castles Theorie als wahrscheinlich anzusehen. Dass Castle die Bombe bereits fand ohne all die Mittel, die ihm, Mark Fallon zur Verfügungeng stehen, nötigt ihm Rerspekt ab. Er zeigt sich jedoch auch verwundert, dass seine Vermutung, dass Castle und Beckett ein Paar sind, wohl doch nicht zutrifft, als Beckett ihren Freund Josh in die Arme fällt. Jetzt wieder auf dem Revier ermitteln Castle, Beckett und das Team des Departments der Homeland Security im Fall der Bombe, und die Spuren führen zu inländischen Terroristen. Fallon erlaubt Castle letztlich auch seine Beziehung zum vermeintlichen Gegner Syrien zu benutzen, um die Katastrophe abzuwenden. Ein syrischer Geheimdienstoffizier gibt die entscheidenden Hinweise zum Aufenthaltsort der amerikanischen Terroristen. Diese versuchen die USA in einen weiteren Krieg mit Syrien zu ziehen, was natürlich auch nicht im Interesse Syriens ist. Die Bombe wird im letzten Augenblick gefunden und Castle entschärft sie, aber dies keinesfalls gezielt. Er reißt im letzten Moment einfach alle nur greifbaren Kabel mit einem Ruck aus der Bombe und hofft, dass der richtige Draht dabei sein würde, was er auch zufälligerweise ist. Der von Castle anfangs gehasste Homeland Security-Agent Mark Fallon wird inzwischen von ihm sehr geachtet, denn er beginnt zu ahnen, welche schweren Entscheidungen dieser jeden Tag treffen muss. Dies wurde ihm bewusst, als er seine Familie aus der Stadt schicken konnte, er aber seiner Tochter nicht sagen durfte warum und dieser verbot, ihren Freund anzurufen, damit dieser auch flüchten kann. Er versteht langsam, was Mark Fallon, dessen Frau am 11. September im Nordturm des World Trade Centrum starb, täglich erleben und welche schwere Entscheidungen er treffen muss. |           |                               |                                        |                      |                                       |                   |                     |
| 52 | 18        | Mörderische Seifenoper        | One Life to Lose                       | 21. März 2011        | 7. Okt. 2011                          | David M. Barrett  | Elizabeth Davis     |
| Sarah Cutler, die Hauptautorin einer der am längsten laufenden New Yorker Seifenopern, wird getötet, und Castle und Beckett müssen in den verschiedenen Beziehungen, die vor und hinter den Kulissen bestehen, nach dem Täter suchen. |           |                               |                                        |                      |                                       |                   |                     |
| 53 | 19        | Tod eines Geschworenen        | Law & Murder                           | 28. März 2011        | 14. Okt. 2011                         | Jeff Bleckner     | Terence Paul Winter |
| Während einer Gerichtsverhandlung stirbt einer der Geschworenen an einer Cyanid-Vergiftung. Der Hauptverdächtige ist der Angeklagte des Prozesses, der mit Unterstützung eines Komplizen den Kaffee des Geschworenen vergiftet haben soll. Als die Ermittler herausfinden, dass das Opfer vergiftet worden war, bevor es das Gerichtsgebäude betrat, nehmen sie die Vergangenheit des Opfers unter die Lupe. Sie versuchen besonders die letzten Schritte des Opfers nachzuverfolgen, um herauszufinden, wann und wo das Opfer vergiftet wurde. |           |                               |                                        |                      |                                       |                   |                     |
| 54 | 20        | Die Pizza-Connection          | Slice of Death                         | 4. Apr. 2011         | 21. Okt. 2011                         | Steve Boyum       | Scott Williams      |
| Im Ofen eines Pizzabäckers wird die Leiche eines Reporters gefunden, der über die Rivalität zwischen verschiedenen Pizzabäckern berichten sollte. Es geht in dem Fall offensichtlich um mehr als um die Frage, wer die beste Pizza in New York macht. |           |                               |                                        |                      |                                       |                   |                     |
| 55 | 21        | Tod im Pool                   | The Dead Pool                          | 11. Apr. 2011        | 28. Okt. 2011                         | Paul Holahan      | Matt Pyken          |
| Das vielversprechende Schwimmtalent Zack Lindsey wird ermordet im Pool seiner Universität aufgefunden. In der Wohnung des Toten stoßen die Ermittler auf Steroide. Lanies Untersuchungen ergeben jedoch, dass Zack keine Drogen genommen hat. Beckett und Castle versuchen herauszufinden, warum der Schwimmer die Steroide bei sich versteckt hat. Ihre Ermittlungen führen sie zu einer enttäuschten Freundin, einem eifersüchtigen Rivalen und einem zwielichtigen Trainer. |           |                               |                                        |                      |                                       |                   |                     |
| 56 | 22        | Lieben und Sterben in L.A.    | To Love and Die in L.A.                | 2. Mai 2011          | 4. Nov. 2011                          | John Terlesky     | Alexi Hawley        |
| Entgegen den Anordnungen von Captain Montgomery reisen Castle und Beckett nach Los Angeles, um den Mord an Michael Royce, Becketts Ausbilder nach der Akademie, aufzuklären. Royce lebte in Los Angeles, wurde aber unmittelbar nach seiner Ankunft in New York erschossen. Castle will angeblich das Filmset von Nikki Heat besuchen, dessen Produktionsfirma ihm ein Luxushotel mit zwei Schlafzimmern stellt. Beckett willigt nur widerwillig ein in der Nähe der möglichen Tatorte zu übernachten, besteht aber auf getrennte Schlafzimmer. Im Laufe der Ermittlungen kommen Castle und Beckett sich auch persönlich immer näher. Hatte Beckett bisher Castle immer auf Distanz gehalten, beginnt sie nun langsam ihm eine Nähe zuzugestehen, die es bisher für ihn nicht gab. Eine Schlüsselscene ist, als beide in ihrer Suite sind und sich unterhalten. Beide gestehen sich ein, dass sie einander mögen, aber als Castle Luft holt, um ihr seine Liebe zu gestehen, steht Beckett auf und wünscht ihm eine gute Nacht. Castle bleibt in der Suite sitzen und hofft darauf, dass Beckett zurück kommt. Man sieht, dass Castle sich ihr einmal mehr endlich öffnen will, aber Beckett gibt ihm erneut keine Chance dazu. Jedoch begreift auch Beckett längst, dass sie mehr will und dass sie ihn durchaus auch verlieren kann, was sie schon lange nicht mehr will. Nach inneren Kämpfen ihrer Gefühle ergibt sie sich ihnen und sie geht zurück in die gemeinsame Suite. Jedoch hat Castle diese nach einigem Warten gerade verlassen und Beckett sieht nur, wie sich seine Schlafzimmertür hinter ihm schließt. Sie hat einmal mehr die Chance verpasst und Castle ist einmal mehr davon überzeugt, dass er gar keine hat. Im Laufe der Ermittlungen in L. A. besucht Castle das Set des Nikki-Heat-Filmes. Die zusammen mit Royce nach New York geflohene Schauspielerin Violette Young gerät ins Visier der Ermittlungen. Sie bat Royce um Schutz, da sie spürte in etwas hineingeraten zu sein, was ihr Angst machte. Im Glauben für einen Scherz unter reichen Freunden engagiert zu werden, fungierte sie als Lockvogel. Die wahren Täter stehlen neu entwickelte Munition, deren Kugeln sich – vom Hersteller unbeabsichtigt – nach dem Abschuss nach einiger Zeit selbst zersetzen, was sie zur perfekten Mordmunition macht, da die Kugeln so keiner Waffe mehr zugeordnet werden können. Davon weiß sie zwar nichts, ahnt aber, dass da etwas nicht stimmt und wendet sich an Royce. Royce wird mit dieser Munition von Russel Gunze in New York ermordet. Es gelingt Beckett und Castle in L. A. sowie ihrem Team in New York die Helfer des Mörders ausfindig zu machen. Da sie zu Beginn der Ermittlungen mit der L. A.–Police ein wenig aneinandergeraten, nutzten sie auch das Filmset um einen Wachmann zu verhören. Der ahnt nicht, dass er nur von Schauspielern verhaftet wurde und redet. Es kommt zur finalen Verfolgung, bei der Beckett den Täter stellen und erschießen könnte. Sie schießt ihn aber nur ins Bein. Er wird von der L. A.-Police verhaftet, mit der man inzwischen sehr gut zusammen arbeitet. |           |                               |                                        |                      |                                       |                   |                     |
| 57 | 23        | Ganz schön tot                | Pretty Dead                            | 9. Mai 2011          | 11. Nov. 2011                         | Jeff Bleckner     | Terri Miller        |
| Während der Proben eines populären Schönheitswettbewerbes stoßen die Teilnehmerinnen auf die Leiche von Amber Midlebarry, der Miss Illinois. Die junge Frau wurde erwürgt, die Liste der Verdächtigen ist lang. Sie reicht von eifersüchtigen Kolleginnen über den millionenschweren Sponsor der Veranstaltung bis hin zum hedonistischen Moderator der Show, Bobby Stark. Privat hat Castle Probleme der etwas anderen Art zu lösen. Alexis ist völlig durch den Wind und hat Probleme mit ihrem Freund. Der wurde von allen Universitäten aufgenommen, an denen er sich bewarb und sein Favorit wäre Stanford (Kalifornien). Dies würde aber dazu führen, dass er von Alexis getrennt würde, weshalb er eine New Yorker Uni wählt. Alexis will aber nicht der Grund dafür sein, dass er ihr zuliebe seinen Traum aufgibt nach Stanford zu gehen. Sie beendet deshalb die Beziehung zu Ashley, leidet darunter aber sehr. Ashley sucht Castle auf und bittet ihn um Fürsprache, denn er ist genauso unglücklich wie Alexis. Ashley sagt dabei einen Satz, den Castle nur zu gut kennt: „Was würden sie tun, wenn die Person, die sie lieben, ihre Liebe mit aller Gewalt versucht zurückzuweisen?“ Castle kennt dieses Gefühl nur zu gut, erinnert es ihn doch sehr an seine Beziehung mit Beckett. Am Ende gelingt es Castle, die Beziehung seiner Tochter zu Ashley wieder zu kitten und auch den wahren Mörder zu entlarven. Es war der Assistent der jungen Frau, der den Erfolg dringender brauchte als diese selbst, denn seine vorherigen Schützlinge scheiterten alle schon im Vorfeld der Miss-Wahlen. Ohne einen Erfolg, wäre er abgestürzt und hätte keinen neuen Models als Assistent beistehen können. |           |                               |                                        |                      |                                       |                   |                     |
| 58 | 24        | Knockout                      | Knockout                               | 16. Mai 2011         | 18. Nov. 2011                         | Rob Bowman        | Will Beall          |
| Der Auftragsmörder Hal Lockwood, der über Kenntnisse zur Ermordung von Kate Becketts Mutter verfügt, wird vom Hochsicherheitstrakt in den allgemeinen Vollzug verlegt. Beckett schlägt sofort Alarm, doch Lockwood gelingt es, Gary McAllister zu ermorden, der ebenfalls über Informationen zum Mord an Becketts Mutter verfügt. Während einer Anhörung vor Gericht gelingt Lockwood eine spektakuläre Flucht. Castle befürchtet, dass es der kaltblütige Mörder auf Beckett abgesehen hat. Es stellt sich heraus, dass Montgomery nicht ganz unschuldig am Tod von Becketts Mutter ist. Um Kate zu schützen opfert Montgomery sich und stirbt zusammen mit Lockwood und anderen an der Verschwörung beteiligten Personen bei einem Feuergefecht. Montgomerys dunkle Vergangenheit wird verschwiegen und er wird mit allen militärischen Ehren beigesetzt. Während Kate auf seiner Beerdigung eine Rede hält, wird sie von einem Scharfschützen in die Brust getroffen. Castle versucht sie zwar noch mit seinem Körper zu schützen, kommt dafür aber zu spät. Als Kate verletzt am Boden liegt, gesteht Castle ihr seine Liebe. |           |                               |                                        |                      |                                       |                   |                     |

## Staffel 4
Die Erstausstrahlung der vierten Staffel war vom 19. September 2011 bis zum 7. Mai 2012 auf dem US-amerikanischen Sender ABC zu sehen. Die deutschsprachige Erstausstrahlung sendete der deutsche Free-TV-Sender Kabel eins vom 2. März 2012 bis zum 7. Dezember 2012.
| Nr. (ges.) | Nr. (St.) | Deutscher Titel                 | Originaltitel               | Erstausstrahlung USA | Deutschsprachige Erstausstrahlung (D) | Regie            | Drehbuch                         | Zuschauer (USA) |
| --- | --------- | ------------------------------- | --------------------------- | -------------------- | ------------------------------------- | ---------------- | -------------------------------- | --------------- |
| 59 | 1         | Neuanfang                       | Rise                        | 19. Sep. 2011        | 2. März 2012                          | Rob Bowman       | Andrew W. Marlowe                | 13,28 Mio.      |
| Während Beckett im Krankenhaus um ihr Leben kämpft, versucht der von Schuldgefühlen geplagte Castle herauszufinden, wer hinter dem brutalen Anschlag auf Beckett steckt. Als er sie im Krankenhaus besucht, sagt sie zu ihm, dass er nicht mehr kommen soll und sie sich bei ihm melden wird, was sie aber drei Monate lang nicht tut. Als Beckett wieder auf dem Revier erscheint, erfährt sie, dass Captain Montgomery durch Victoria Gates ersetzt wurde. Diese setzte Castle vor die Tür, da sie ihn nicht leiden kann. Castle ermittelt von zu Hause weiter und hat dabei die Unterstützung von Becketts Team, jedoch meldet sich Beckett bei keinem von ihnen. Castle findet heraus, welche Bank die Polizisten, die Mafiosi erpressten, benutzten und findet so eine Geldspur zum Killer, verliert diese aber wieder, da die Bank geschlossen wurde und die Lagerhalle mit ihren Unterlagen abgebrannt ist. Becketts Team wurde von dem Fall des Mordversuches auf Beckett abgezogen, da sie Gates auch nicht die ganze Wahrheit sagen können, denn dies würde Captain Montgomery belasten. Castle nimmt deshalb bei seinem Rauswurf die Akten mit nach Hause. Beckett meldet sich aber erst dann bei Castle, als sie Einsicht in die bei Castle befindlichen Akten nehmen muss. Castle ist sichtlich verärgert und enttäuscht. Beckett belügt ihn zudem, indem sie ihm sagt, dass sie sich an nichts von dem Schuss auf sie erinnern kann (und somit auch nicht an Castles Liebesgeständnis). Castle hat jede Hoffnung auf eine gemeinsame Beziehung verloren und ändert nur noch zögernd seine Meinung, als er von Beckett erfährt, dass sie sich von ihrem Freund getrennt hat, auch will er nicht aufs Revier zurückkehren. Beckett muss ihn nun fast schon darum bitten. Aber erst, nachdem sie ihm gesteht, dass da eine Mauer in ihr sei, die sie nach dem Tod ihrer Mutter sich selbst zum Schutz ihrer Gefühle auferlegt hat, ist Castle bereit, wieder mit ihr zusammenzuarbeiten. Castle erhält überraschend einen Anruf eines gewissen „Smith“. Dieser offenbart ihm, dass Captain Montgomery ihm vor seinem Tod Akten hat zukommen lassen, welche die Hintermänner an den Morden entlarven würden. Er habe mit den Hintermännern einen Deal ausgehandelt: So lange es Castle schafft, Beckett von den Ermittlungen zu den Hintermännern abzuhalten, so lange hat sie von diesen keinen weiteren Anschlag zu befürchten. Castle willigt ein, verschweigt dies aber Beckett gegenüber. Offiziell ermittelt Beckett und ihr Team im Fall eines ermordeten Partygirls. Ihr Freund, ein Drummer einer Punkband, ist der Hauptverdächtige. Die Alarmanlage zeigt, dass er mit ihr nach Hause kam und am anderen Morgen das Haus verließ, drei Stunden nachdem sie im Bett neben ihm erschossen wurde. Der Fall scheint eindeutig und der Freund wird verhaftet. Bei der Verhaftung zeigt sich aber, dass Beckett noch nicht fit genug ist, um wieder zu arbeiten. Der Freund führt die Tatwaffe mit sich, behauptet aber, dass er nichts mit dem Tod der mit sechs Schüssen neben ihm im Bett ermordeten Frau zu tun habe. Er könne sich an nichts erinnern und will auch nichts gehört haben. Niemand glaubt ihm, dass er sechs unmittelbar neben ihm abgefeuerte Schüsse nicht gehört haben will. Castle ist es, der die richtigen Fragen stellt. Warum blieb der angebliche Täter noch stundenlang in der Wohnung? Diese wurde nicht durchwühlt. Castle stellt die Theorie auf, dass der Täter vor dem Pärchen die Wohnung betrat, sich versteckte und sie erst nach der Flucht des derzeitigen Hauptverdächtigen verließ. Castle findet dessen Versteck unterm Bett. Ein anderes Bandmitglied wird somit als Täter entlarvt. Dieses war mit dem Partygirl liiert, später abgeblitzt und nun eifersüchtig. Er setzte beide mit Betäubungsmitteln außer Gefecht und erschoss das Partygirl, wobei er ein Kissen als Schalldämpfer benutzte. Er versteckte sich anschließend wieder, bis deren Freund aufwachte und in Panik das Haus verließ. So würde der Verdacht auf diesen fallen, was ohne Castles Fragen auch funktioniert hätte. Bei der Verhaftung des wahren Täters zeigt Beckett sich wieder in alter Form. Nach der Verhaftung des Täters geht Beckett wieder zum Psychiater, der sie diensttauglich schrieb und gesteht ihm, dass sie ihn angelogen hat und dass sie sich an alles erinnern kann, was bei dem Schuss auf sie passierte. |           |                                 |                             |                      |                                       |                  |                                  |                 |
| 60 | 2         | Helden und Bösewichte           | Heroes & Villains           | 26. Sep. 2011        | 9. März 2012                          | Jeff Bleckner    | David Amann                      | 11,67 Mio.      |
| Ein bekannter Verbrecher wird brutal mit einem Samuraischwert zweigeteilt. Der Mörder war gekleidet wie die bekannte Comicfigur „Lone Vengeance“, die allerdings viele Nachahmer (Cosplay) hat. Schon vorher kam dieser Rächer immer mal wieder in die Presse, wenn er Ganoven verprügelte oder Hehlerware abfackelte. Castle und Beckett gestehen beide, dass sie Comics lieben, was allerdings nur bei Beckett eine Überraschung ist. Der Mord passt aber so gar nicht zum Bild von „Lone Vengeance“. Der benutzt zwar sein Schwert, um seine Gegner zu verwunden, sie zu demütigen, aber real und in den Comics tötet er niemals seine Gegner. Ein Cosplayer gerät in Verdacht, scheidet aber recht schnell wieder aus. Als Castle und Beckett den Tatort erneut aufsuchen, um ein Beweismittel sicherzustellen, werden sie vom realen „Lone Vengeance“ überrumpelt und der flüchtet mit dem Beweisstück spektakulär und artistisch. Ein Reporter gerät unter Verdacht, da er in seinen Comics Tatdetails zeichnet, die nur jene wissen können, die am Tatort waren. Er gesteht auch die Taten und sogar den Mord, jedoch erkennen Castle und Beckett, dass er nicht der Täter sein kann, da er gewisse Tatdetails von dem Mord nicht kennt. Er gibt aber Details preis, die klar erkennbar machen, dass er „Lone Vengeance“ kennt und deckt. Hintergrundrecherchen führen Beckett und ihr Team zur Wohnung des „Lone Vengeance“, den Beckett und Castle dort stellen können. Der Reporter deckte eine junge Polizistin namens Ann Hastings, welche tatsächlich als „Lone Vengeance“ durch die Nächte zieht, die aber nur für die Bestrafung der Verbrecher schuldig ist, nicht jedoch für den Mord. Ihr Vater starb bei einem Raubüberfall wegen 80 $, am Tag nach seiner Beerdigung bewarb sie sich an der Polizeiakademie. Dort bekommt sie nur beste Zeugnisse, Belobigungen und zeichnet sich durch großes Engagement und Erfolge aus. In gewisser Weise ist sie eine jüngere Version von Beckett. Ihr kann zur Erleichterung von Castle und Beckett keine Straftat nachgewiesen werden, jedoch redet Beckett ihr ins Gewissen, damit sie sich nicht nur der Rache hingibt, denn das hat auch sie fast zerstört. Als der Reporter und die Polizistin entlassen werden, umarmen sie sich. Castle meint, die beiden wären wie er und Beckett, ein Schriftsteller und seine Muse. Bevor der Fahrstuhl sich aber vor den beiden schließt, liegen sie sich küssend in den Armen und Castle schaut Beckett an und die dreht sich lächelnd weg. Der wahre Mörder ist ein Mafiaboss, der in der Verkleidung einen seiner Ganoven tötete, den er (zu Recht) als Informant für „Lone Vengeance“ in Verdacht hatte. Der Mafiaboss wollte so den „Lone Vengeance“ diskreditieren und dessen Informanten beseitigen, muss nun aber selber für immer ins Gefängnis. Victoria Gates duldet Castle bei den Ermittlungen, jedoch ist ihre Skepsis deutlich zu spüren. Als der Fall gelöst ist, lobt sie das Team von Polizisten um Beckett für die gute Arbeit und schließt Castle so ausdrücklich aus. Als die junge Polizistin entlassen wird, wendet sie sich an Beckett und bemerkt, dass ihre bisher fehlende Anzeige gegen die junge Frau für ihren Angriff auf Beckett und Castle wohl darin begründet ist, dass Beckett die Tat nicht mit Bestimmtheit der Polizistin zuschreiben kann, da diese maskiert war. Sie wünscht, dass die junge Polizistin ohne Makel aus der Sache rauskommt. Beckett und Castle sind verblüfft und Castle meint nur, dass Victoria Gates wohl gerade ein Herz gewachsen sei. |           |                                 |                             |                      |                                       |                  |                                  |                 |
| 61 | 3         | Kopflos                         | Head Case                   | 3. Okt. 2011         | 16. März 2012                         | Holly Dale       | David Grae                       | 11,18 Mio.      |
| Am Ort des Verbrechens treffen Beckett und Castle auf eine große Blutlache, aber keine Leiche. Aufnahmen einer Sicherheitskamera führen die beiden in eine Lagerhalle mit eingefrorenen Leichen, deren Besitzer sich weigert, die Leiche des Mordopfers herauszurücken. Das Opfer war ein Wissenschaftler, der an der Verlängerung des Lebens arbeitete, was ihm offenbar schlecht bekommen ist, wie Castle flapsig bemerkt, was ihm mal wieder strafende Blicke von Beckett und Lanie einbringt. Die Ehefrau des Opfers plant eine zweite Zeit des Zusammenlebens in der Zukunft nach dem Tode. Der Geldgeber des Opfers war wütend, weil die Forschungsergebnisse des Opfers öffentlich ins Netz zur freien Mitarbeit gestellt werden sollten. Ein Student des Opfers versuchte in den Computer des Opfers einzudringen. Dem Vater des Studenten gehört eine große Pharmafirma. In einer Absteige werden medizinische Instrumente gefunden, an denen Gehirn des Opfers klebt. Jedoch haben alle möglichen Täter Alibis. Der Geldgeber für die Forschungen, der recht unsympathische Pornoproduzent Beau Randolph, wird entlastet (er taucht in Folge 93 als Opfer nochmals auf). Der Student war zwar wütend, der Professor gab ihm aber ungerechtfertigt eine Bestnote, wenn er niemanden davon erzählt, wo er ihn getroffen hat (ein billiges Motel mit zweifelhaftem Ruf). Tatsächlich forschte der Professor an lebensverlängernden Medikamenten, war aber selber todkrank. Er hatte einen Gehirntumor, der sein Gehirn in wenigen Monaten zerstören würde. Er wandte sich an einen Kollegen, der ihn, lange bevor der mit Menschen seine neue Behandlungsmethode würde testen können, in dem Motel operierte. Dessen Behandlung zeigte keinen Erfolg. Die Ehefrau des Opfers gestand letztlich, ihren Mann aus Liebe erschossen zu haben. Sie wollte, dass der Mann, den sie liebte, im Vollbesitz seiner geistigen Kräfte für eine spätere Reanimation konserviert wird und nicht erst der Mann, dessen Gehirn vom Tumor zerstört wurde. Sie nimmt sich nach dem Geständnis selbst das Leben, um mit ihrem Mann in der Zukunft vereint werden zu können. Alexis bekommt einen Brief, der ihre Zukunftspläne durcheinanderbringt. Sie wurde in Stanford abgelehnt und ist verzweifelt. Jedoch fängt sie sich wieder, als sie begreift, warum ihr Vater das Ablehnungsschreiben seines ersten Romans von einem Verlag eingerahmt hat. Der spätere Bestseller, den dieser Verlag ablehnte, war der Grundstein für seinen Erfolg. Die Ablehnung durch den Verlag, spornte ihn zu noch besserer Arbeit an und blamierte den Verlag, der ihn ablehnte, im Nachhinein bis heute. |           |                                 |                             |                      |                                       |                  |                                  |                 |
| 62 | 4         | Dem Dreifachmörder auf der Spur | Kick the Ballistics         | 10. Okt. 2011        | 23. März 2012                         | Rob Bowman       | Moira Kirkland                   | 10,23 Mio.      |
| Die blonde College-Studentin Jean Herzfeld wird erschossen aus dem frisch gegossenen Beton einer Baustelle geangelt. Sie wurde mit Ryans Pistole hingerichtet, die der Dreifachmörder Jerry Tyson ihm in Staffel 3, Episode 6 abgenommen hatte. Ryan und Castle fühlen sich mitschuldig an dem Tod der jungen Frau, weil sie damals die Festnahme des Mörders verpatzt hatten. Beckett versucht vergeblich, die beiden zu trösten, und Gates ist entrüstet. Der Ex-Freund des Opfers Fin McQueen arbeitet auf der Baustelle und kommt aus dem Drogen-Milieu. Das Opfer wurde mit zwei Schüssen hingerichtet. Sie kannte offensichtlich ihren Täter und der ließ sie ein letztes Gebet sprechen, bevor er sie hinrichtete. Sie arbeitete neben ihrem Studium als Nachhilfelehrerin und glaubt an das Gute im Menschen. Der zynische Cop Seth Curver erpresste die ermordete Jane Herzfeld und zwang sie mit schmutzigen Tricks (mit von ihm untergeschobenen Drogen), für ihn als Informantin zu arbeiten, da eine der von ihr unterrichteten Jugendlichen zur Tong-Familie gehört, der asiatischen Drogenmafia. In dieser Familie verrät sie aber diesen Auftrag sofort Clifford Lee, dem Familienvater. Dieser vertraut ihr deshalb weiter, allerdings erkennt Jane Herzfeld nur zu genau, dass die Familie in den Drogenhandel verwickelt ist. Sie unterrichtete in der Familie auf Rat ihres Ex-Freundes einen jungen Chinesen namens Ben Lee als Nachhilfelehrerin. Im Laufe der Zeit kamen sich die beiden näher und verliebten sich. Jane Herzfeld machte dem jungen Ben Lee klar, dass es für ihn auch ein Leben außerhalb der Mafia geben kann und sie wollte mit ihm zusammen die Stadt verlassen. Ihr Ex-Freund erfährt das und will sie davon abhalten. Er fürchtet nicht nur sie dann endgültig an Ben Lee zu verlieren, er fürchtet auch Nachteile für sich, da er für die Lee-Familie als Krimineller Aufträge ausführt und sie der Familie empfohlen hat. Als er sie nicht von ihrer gemeinsamen Flucht mit Ben abhalten kann, verriet er alles der Mafia-Familie und der ältere Bruder des Chinesen, Phillip Lee, ermordete daraufhin die junge Frau. Als Ben Lee diese Wahrheit von Ryan und Esposito erfährt, liefert er seinen Bruder, den Mörder seiner Freundin, an die Polizei aus und geht ins Zeugenschutzprogramm. Der Mörder Phillip Lee möchte nun einen Deal mit der Staatsanwaltschaft. Er bietet 10 Jahre als Strafe an und er würde dafür Informationen über den Dreifachmörder Jerry Tyson liefern. Er wisse, welchen Namen er benutzen wolle und wohin er gehen würde. Dies lehnt nun aber Castle ab. Er macht Beckett klar, dass Jerry Tyson das alles so geplant hat. Phillip hat Jerry Tyson bei einem gemeinsamen Gefängnisaufenthalt krankenhausreif geprügelt. Nun rächte sich Jerry Tyson an Phillip, indem er ihm die heiße Waffe, die er damals Ryan abnahm, verkaufte. Er wusste, dass Phillip diese benutzen würde und dass die Polizei alles tun würde, um sie wieder zu bekommen. Die Information, die er Phillip über sich gab, sind nur Teil des Planes und falsch. Würde Phillip einen Deal bekommen und nur 10 Jahre statt lebenslänglich ins Gefängnis kommen, dann wäre das ein Sieg für Jerry Tyson. Alexis lässt sich von einer nicht wirklichen Freundin einen unangenehmen Job andrehen, der aber ihre Chancen für Stanford verbessern soll. |           |                                 |                             |                      |                                       |                  |                                  |                 |
| 63 | 5         | Im Auge des Betrachters         | Eye of the Beholder         | 17. Okt. 2011        | 30. März 2012                         | John Terlesky    | Shalisha Francis                 | 11,23 Mio.      |
| Während einer Gala wird das Kunstobjekt „Die Faust des Kapitalismus“, welches 50 Millionen Dollar Wert ist aus einem Museum gestohlen. Zur gleichen Zeit wird der leitende Direktor Brian Hayes an einem anderen Kunstobjekt aufgespießt. Es wird zunächst vermutet, dass er den Dieb auf frischer Tat ertappt hat, und nur deshalb ermordet wurde. Das Sicherheitssystem des Museums hatte während des Diebstahls nicht Alarm geschlagen. In die Untersuchungen mischt sich zum Missfallen von Beckett die Ermittlerin für Versicherungsschäden Serena Kay ein. Sie kennt sich mit der Thematik aus und zieht sofort die richtigen Schlussfolgerungen. Sie ist wirtschaftlich an der Wiederbeschaffung des Kunstwerkes interessiert, da sie 1 % Provision bekommt. Castle hingegen ist von ihr angetan, was zu Spannungen zwischen ihm und Kate führt. Erstmals ist es nun Kate, die gar nicht mal grundlos eifersüchtig wird. Sie muss erkennen, dass Castle nicht ihr gehört und sie ihn durchaus auch als Partner und Freund verlieren kann. Sie erkennt, wie sehr sie ihn inzwischen liebt und gesteht ihrem Psychiater dies nun auch ein, nicht aber Castle. „Die Faust des Kapitalismus“ ist eine private Leihgabe. Die Eigentümer, Anton und Joyce McQueen, ein zerstrittenes Ehepaar, stehen unter Verdacht sowie Angestellte des Museums. Die Ermittlungen stecken fest, da das Team nicht weiß, wie der Dieb das Kunstwerk aus dem Museum geschafft hat. Serena gerät nun selber unter Verdacht die Täterin zu sein. Sie wurde früher mehrfach wegen Kunstdiebstahls verdächtigt und gesteht Castle, dass sie auch als Diebin sehr gut sei. Sie wird dafür bezahlt, gestohlene Kunstobjekte wieder zu beschaffen. Den Versicherungen ist es dabei egal, wie sie das macht. Sie macht auch keinen Hehl daraus, dass die Verdächtigungen bei früheren Diebstählen durchaus zutreffend waren, jedoch hat sie immer nur gestohlen, was andere unrechtmäßig erwarben, wie z. B. Nazi-Raubkunst oder Hehlerware. Deshalb wurde sie nie verurteilt, da die von ihr Bestohlenen wussten, dass diese Kunst ihnen nicht gehörte und sie deshalb keine Anzeige erstatteten. Castle wird von Beckett dazu überredet, einen Abend mit Serena auszugehen, damit sie und ihr Team ihr Hotelzimmer durchsuchen können. Um für Beckett Zeit zu gewinnen, flirtet er heftig mit Serena, was Beckett falsch deutet und immer eifersüchtiger werden lässt. Beckett ist sauer und verhaftet Serena, da sie in deren Hotelzimmer Hightec-Einbruchswerkzeuge findet. Serena gesteht nun auch Beckett gegenüber freimütig ein, dass sie gestohlene Kunstwerke auch schon mal durch Diebstahl wieder zurückholt. Becketts Eifersucht ist deutlich zu spüren und geht sogar zu Lasten ihrer Objektivität. Die Spur führt Serena zu Falco, einen seit Jahren international gesuchten Meisterdieb. Dieser behauptet Falco nicht zu sein oder zu kennen und gibt vor, nur der harmlose Reisende William Hold zu sein, der gerne Galerien aufsucht. Beckett kann ihn nicht knacken, Serena schafft es aber. Er gesteht, dass er die Sicherheitsanlage auf Wunsch des Opfers hin ausschalten sollte. Dieser wollte so angeblich die eigene Sicherheitstechnik prüfen lassen, hatte in Wahrheit aber selber Geldprobleme und wollte sie so lösen. Falco gesteht, dass er schwach wurde, als er diesen Auftrag ausführte und zurückkam, um die Statue zu stehlen. Dies konnte er aber nicht, da dies bereits eine Frau getan hatte, die er nur flüchtig wahrgenommen hat und nicht erkannte. Castle schlussfolgert deshalb, dass die Statue noch immer im Museum sein müsste und findet sie versteckt in einem anderen Kunstobjekt, welches er dabei beschädigt. Nun gerät deren Künstlerin in Verdacht, denn nur sie konnte wissen, dass in ihrer Installation genug Platz für die Statue wäre. Diese berichtet aber, dass sie das Kunstwerk kurz vorher verkauft hat und es somit nach Beendigung der Ausstellung an Joyce McQueen und nicht an sie geliefert werden würde. Letztendlich wird diese als Täterin überführt. Sie wollte nur sicherstellen, dass nicht ihr Mann die Statue bei der Scheidung zugesprochen würde, der wollte sie aber gar nicht haben, sondern er benutzte sie nur als Druckmittel, um bei der Scheidung ein bestimmtes Weingut zugesprochen zu bekommen. Das Mordopfer Brian Hayes kam ihr dabei nur zufällig in die Quere. Obwohl Castle den Mordfall gelöst hat und „Die Faust des Kapitalismus“ wiedergefunden hat, erhält er später eine hohe Rechnung vom Museum wegen des zerstörten anderen Kunstwerks. Beckett versöhnt sich wieder mit ihm und letztlich auch mit Serena. Diese gesteht Beckett bezüglich ihres Verhältnisses zu Castle zum Schluss: „Ich stehle keine Dinge, die jemand anderem gehören.“ |           |                                 |                             |                      |                                       |                  |                                  |                 |
| 64 | 6         | Dämonen                         | Demons                      | 24. Okt. 2011        | 13. Apr. 2012                         | Bill Roe         | Rob Hanning                      | 10,80 Mio.      |
| Der TV-bekannte Geisterjäger Jack Sinclair wird im mysteriösen McClaren-Haus ermordet, gerade während er eine Dokumentation im Haus drehen wollte. Seine letzten Worte sind „Mercy, ich kann es sehen“, dann bricht die Bildübertragung zusammen. Als erstes wird der vorher entlassene Kameramann Burry verdächtigt, der hat aber letztlich ein Alibi. Castle vermutet Geister und Dämonen als Täter und geht mit der Theorie Beckett gewaltig auf die Nerven. Die Videos von der Ermordung Sinclairs zeigen aber, wie sich im Hintergrund Gegenstände beginnen zu bewegen. Türen schlagen zu und Stative rutschen wie von Geisterhand bewegt durch das Zimmer. Castle stellt durch eigene Recherchen fest, dass es in dem 1898 erbautem Haus schon zu 8 Morden gekommen ist. Der letzte Mord geschah vor 20 Jahren an einer jungen Frau. Ihr Ehemann McBendon ist seitdem auf der Flucht und wird gesucht. Er meldete sich vor 15 Jahren letztmals aus Wien bei seinem Bruder Piet McBendon mit einer Postkarte. Weitere Ermittlungen ergeben, dass der in der Nähe aufgewachsene Jack Sinclair schon als Kind Angst vor dem Haus hatte und es mied. Er suchte vor seiner Ermordung Rat bei der bekannten Geisterjägerin und Konkurrentin Mercy la Grande (ein Künstlername, der aber seine letzten Worte erklärt). Diese erkannte, dass Jack Zeuge des letzten Mordes gewesen sein muss, er dies aber bisher verdrängte und nun seine Erinnerungen zurückkommen. Der inzwischen pensionierte damalige Chefermittler, Detective Edison Smith, wird befragt, aber er kann nichts beitragen. Begeistert von den Geschichten um das alte Haus, recherchiert Castle weiter und findet heraus, dass der Architekt des Hauses, James McLaren, ein Schotte war und dass er gerne in Schottland nicht unübliche geheime Räume zum Belauschen etwaiger Gäste mit in seine Projekte übernahm. Castle und Beckett finden einen solchen Raum und darin den ermordeten Ehemann der vor 20 Jahren ermordeten Ehefrau sowie einen gewaltigen Elektromagneten, der für die Stromausfälle, aber auch für die sich bewegenden Gegenstände verantwortlich war. Der Ehemann starb zur selben Zeit wie seine Frau. Er kann also nicht der Täter gewesen sein. Nun gerät erst sein Bruder Piet McBendon, dann der Hausverwalter in Verdacht. Der Täter ist aber Detective Edison Smith, der wegen häuslicher Gewalt in das Haus gerufen wurde, sich in die Frau verliebte und als diese ihn abwies, sie ermordete. Er ermordete auch deren gewalttätigen Ehemann und als Jack Sinclair jetzt das Haus betrat, erinnerte er sich wieder daran, wie er zufällig als Kind den Mord durch das Fenster sah. Deshalb musste auch er sterben. Detective Edison Smith schickte auch die Karten aus Europa, um von sich abzulenken. Castles Tochter Alexis hat Probleme, die Fernbeziehung mit ihrem Freund aufrecht zu halten. Der Zeitunterschied zwischen Ost- und Westküste verhindert immer wieder, dass die beiden miteinander reden können. |           |                                 |                             |                      |                                       |                  |                                  |                 |
| 65 | 7         | Banküberfall                    | Cops & Robbers              | 31. Okt. 2011        | 20. Apr. 2012                         | Bryan Spicer     | Terence Paul Winter              | 12,58 Mio.      |
| Ausgerechnet in der Bank, in der Castle und seine Mutter gerade Geschäfte machen, gibt es einen Überfall mit Geiselnahme. Doch die auffallend gut ausgebildeten Täter sind offenbar nicht hinter dem Geld her. Da Castle während des Überfalls zufällig mit Beckett telefonierte, berichtet er live vom Tatort, bis er daran gehindert wird. Beckett löst Alarm aus und Spezialeinsatzkommandos gehen in Stellung. Deren Einsatzleiter muss Beckett ins Team holen, da der Chef der Bankräuber nur mit der Polizistin reden will, die Castle vorher angerufen hat, bis er von ihm daran gehindert wurde. Castle bekommt heraus, dass die Räuber in Wahrheit hinter einem Bankschließfach her sind und kann diese Information mit der Nummer des aufgebrochenem Schließfaches nach draußen morsen. Beckett betreibt Hintergrundrecherche: Die Spur führt zu einer alten Dame und deren verschwundener Tochter. Unterdessen spitzt sich die Lage in der Bank zu, die Geiselnehmer drohen, Geiseln zu töten. Eine Geisel bekommt einen epileptischen Anfall und darf die Bank verlassen. Beckett, getarnt als Sanitäter bringt den Mann aus der Bank. Castle steckt ihr dabei einen Zettel zu, um ihr mitzuteilen, dass die Geiselnehmer offenbar eine Sprengung mit C4 planen. Die Geiselnehmer fordern einen Bus zur Flucht. Die alte Dame wird von Ryan und Esposito ermordet in einer durchwühlten Wohnung aufgefunden. Schließlich kommt es in der Bank zur Explosion. Es werden Leichenteile gefunden, die eindeutig den Tätern zugeordnet werden. Die Geiseln sind jedoch alle unverletzt, da sie in einem anderen Raum untergebracht waren. Beckett findet Castle und die anderen Geiseln. Als sie Castle losschneidet, ist zu spüren, dass sich beide um den Hals fallen möchten, jedoch platzt Martha Rodgers taktlos dazwischen. Castle und seine Mutter fallen sich dann vor der Bank einander in die Arme und schließen die herbeigeeilte Alexis mit ein. Es ist Beckett mehr als deutlich anzumerken, dass sie so etwas vermisst und auch gerne mit in der Runde dabei gewesen wäre. Die Täter waren hinter einem Bankschließfach her, welches als Toter Briefkasten zur geheimen Kommunikation genutzt wurde. Es stellt sich heraus, dass die Geisel, welche den epileptischen Anfall hatte, in Wahrheit der Haupttäter war und dieser so entkommen konnte. Dabei plant er auch den Tod seiner Komplizen durch die Explosion mit ein. Er war der Auftraggeber und er hatte die Sprengsätze hergestellt, die ein Loch zu einer stillgelegten U-Bahntrasse hätten sprengen können. Da er die Sprengsätze aber so konstruierte, dass sie zu früh losgehen würden, beseitigte er somit seine Mittäter, die infolgedessen keine Zeit fanden, um in Deckung gehen zu können. Mithilfe der Informationen aus dem Schließfach kann der Täter den Aufenthaltsort seiner Frau und seines Sohnes ausfindig machen. Diese leben aufgrund von häuslicher Gewalt getrennt von ihm an einem geheimen Ort. Castle und das Team um Beckett bekommen dies aber heraus und identifizieren den alten Pfarrer der Familie als Kurier zum toten Briefkasten. Dieser hatte auch beim Untertauchen der vor der häuslichen Gewalt fliehenden Mutter mit ihrem Sohn geholfen. Er weiß auch, wo die beiden jetzt wohnen. Der Täter plante, seine Frau und seinen Sohn aufzusuchen und seinen Sohn an sich zu nehmen, um zusammen mit ihm leben zu können. Dies kann in letzter Sekunde durch die örtliche Polizei von Ithaca (ein Ort ca. 350 km nordwestlich von New York) verhindert werden. Alexis macht mit ihrem Freund Ashley Schluss, da er für sie mal wieder nicht erreichbar war, als sie ihn dringend brauchte. Castle lädt Beckett am Ende des Tages zu einem opulenten Abendessen zu sich und seiner Familie in seine Wohnung ein. |           |                                 |                             |                      |                                       |                  |                                  |                 |
| 66 | 8         | Heartbreak Hotel                | Heartbreak Hotel            | 7. Nov. 2011         | 27. Apr. 2012                         | Bill Roe         | Elizabeth Davis                  | 11,07 Mio.      |
| Castle, Ryan und Esposito sind wegen Mordermittlungen zum Casino „Sapphire“ in Atlantic City gefahren. Bei der Gelegenheit planen sie auch gleich Ryans Junggesellenabschied zu feiern. Wie sich herausstellt, wurde das Casino um mehrere Millionen Dollar betrogen, was das Motiv für den Mord zu sein scheint. Das Geld war jedoch von der Mafia geborgt, da das Casino sonst pleitegegangen wäre und die Bank keinen Kredit mehr geben wollte. Dabei kommt auch noch eine Erpressung ins Spiel. Da dem Casinoinhaber die Ermittlungen gegen ihn zu weit gehen, wirft er die drei aus dem Casino. Um wieder hineinzukommen, verkleiden sie sich als Elvis-Imitatoren. Da Castle unterwegs ist und auch Martha nicht da ist, plant Alexis einen gemütlichen Abend mit ein paar Freundinnen, um über ihre Trennung von Ashley hinwegzukommen. Die Party gerät jedoch völlig aus dem Ruder, da immer mehr ungebetene Gäste kommen, die über Facebook oder Twitter von der Party erfahren haben. Alexis hat Mühe, die Wohnung wieder halbwegs herzurichten, bis der völlig verkaterte Castle wiederkommt. |           |                                 |                             |                      |                                       |                  |                                  |                 |
| 67 | 9         | Der Scharfschütze               | Kill Shot                   | 21. Nov. 2011        | 4. Mai 2012                           | David M. Barrett | Alexi Hawley                     | 10,85 Mio.      |
| Ein Scharfschütze erschießt scheinbar wahllos Menschen auf offener Straße. Das erste Opfer wird – wie bei Beckett – mitten ins Herz getroffen. Dieser Umstand macht ihr schwer zu schaffen und sie ist weiterhin in psychologischer Behandlung. Der Scharfschütze hinterlässt am Tatort Hinweise auf den Ort, wo er als nächstes zuschlagen wird. Dabei hat er es auf Menschen abgesehen, welche in letzter Zeit viel Glück im Leben hatten, da er selbst vom Pech verfolgt zu sein scheint. |           |                                 |                             |                      |                                       |                  |                                  |                 |
| 68 | 10        | In Handschellen                 | Cuffed                      | 5. Dez. 2011         | 11. Mai 2012                          | John Terlesky    | Terri Miller & Andrew W. Marlowe | 8,12 Mio.       |
| Castle und Beckett wachen mit Becketts Handschellen aneinander gefesselt in einem dunklen verschlossenen Raum auf. Sie versuchen sich zu erinnern, was als letztes Geschehen ist. In Rückblicken wird erzählt, was zuvor passiert ist. Castle und Beckett wurden zu einem Mord in einem Hotel gerufen. Das Opfer wurde mit einer Spritze vergiftet und die Fingerkuppen entfernt, um die Identifikation zu erschweren. Während Ryan und Esposito versuchen herauszufinden, wo sich Castle und Beckett befinden, versuchen diese sich aus ihrem Gefängnis zu befreien. Ihre Situation spitzt sich zu, als sich ein Tiger zutritt zu ihrem Raum verschafft. Der Tiger war im Nebenraum eingesperrt und sollte im Rahmen von illegalem Handel mit geschützten Tierarten, welches ein Millionengeschäft ist, verkauft werden. |           |                                 |                             |                      |                                       |                  |                                  |                 |
| 69 | 11        | Bis dass der Tod uns scheidet   | Till Death Do Us Part       | 9. Jan. 2012         | 18. Mai 2012                          | Jeff Bleckner    | David Grae                       | 9,76 Mio.       |
| Die Hochzeit von Ryan und Jenny steht unmittelbar bevor. Beide wollen „entgiftet“ in die Ehe gehen und essen daher 10 Tage vor der Hochzeit keine feste Nahrung mehr, sondern trinken nur ein Gemisch aus Wasser und Zitronensaft. Im Mordfall geht es um Firmenspionage. Das Opfer nutzte seine Verführungskünste bei Frauen, um bei leitenden weiblichen Führungspersonen wichtige Details über Firmeninsiderwissen zu erlangen. Auch Ryans zukünftige Ehefrau steht mit Foto auf seiner Erfolgsliste, was Beckett, Castle und Esposito in Gewissensnöte bringt. Die kann ausgerechnet aber Ryan aufklären. Ryan wird handgreiflich gegen Esposito, als der einen Donut futtert und wird letztlich schwach, als der Tisch im Revier vor asiatischem Fastfood überquillt. Er beendet seine „Entgiftung“ mit Heißhunger. Zur Hochzeit als Gast eingeladen, outet sich Beckett als Single. Castle hingegen verspricht, dass er in Begleitung einer äußerst witzigen, intelligenten und attraktiven jungen Frau erscheinen wird. Als alle im Revier ihn fassungslos ansehen, gesteht er, dass er mit seiner Tochter kommen wird. Seine Tochter Alexis wird jedoch vom Sohn des Händlers, der ihr das Abendkleid für den Anlass verkauft, zu einem Privatkonzert mit Lady Gaga am gleichen Abend eingeladen. Castle gibt ihr frei und einigt sich mit Beckett, sie zu begleiten, dies aber erst auf der Hochzeitsfeier. Esposito ist sauer, weil Lanie Parish, die Gerichtsmedizinerin und Freundin von Beckett, mit der er erst kurz zuvor noch liiert war, schon einen neuen Begleiter für die Hochzeit gefunden hat. Dieser stellt sich für ihn als Captain America heraus, ist ein anerkannter Arzt, äußerst gutaussehend und sehr erfolgreich in der Krebsforschung. Esposito kommt letztlich mit einer attraktiven jungen Frau zur Hochzeit. Esposito ist aber mit Lanie wieder etwas versöhnt, als er ihr gesteht, dass die Frau nur seine Cousine ist und Lanies Begleitung von ihr nur als Tanzpartner geoutet wird. Der ist zwar ein großartiger Tänzer und einer ihrer früheren Kollegen, jedoch musste sie ihn sich von dessen Lebenspartner ausleihen. Er ist schwul und keine Konkurrenz für Esposito, der noch immer sehr unter ihrer Trennung leidet. |           |                                 |                             |                      |                                       |                  |                                  |                 |
| 70 | 12        | B für Bürgermeister             | Dial M for Mayor            | 16. Jan. 2012        | 25. Mai 2012                          | Kate Woods       | Christine Boylan                 | 9,41 Mio.       |
| Der Bürgermeister wird in einem Mordfall verdächtigt. Castle fürchtet um sein Privileg, in Becketts Team weiter mitarbeiten zu dürfen, da der Bürgermeister Castles Freund ist und ihm die Mitarbeit in Morddezernat gegen den Willen von Captain Victoria Gates erlaubt. Castle und Beckett können letztlich beweisen, dass alles nur eine Intrige ist und überführen den wahren Täter. |           |                                 |                             |                      |                                       |                  |                                  |                 |
| 71 | 13        | Ein Haufen Kläffer              | An Embarrassment of Bitches | 23. Jan. 2012        | 21. Sep. 2012                         | Tom Wright       | Rob Hanning                      | 10,05 Mio.      |
| Der weltberühmter Hundetrainer Francisco Pilar wird im Anschluss an eine Hundeshow, wo er als Juror tätig war, ermordet. Zunächst wird vermutet, dass ein Hundebesitzer, welcher sich bei der Bewertung seines Hundes von Francisco benachteiligt gefühlt haben könnte, der Mörder sein könnte. In die Ermittlungen ist auch die bekannte Kay Cappuccio verwickelt, die als It-Girl mit Reality-TV ihr Geld verdient. Sie zeigt sich im Verlauf der Ermittlungen als alles andere als oberflächlich oder dumm. Sie kennt ihre Rolle, öffnet sich aber Esposito als durchaus verletzlich und tiefgründig. Der Täter ist ihr Freund, der mit argentinischen Drogenkartellen zusammenarbeitet und der Francisco Pilar ausschaltete, als er begriff, dass der Drogenspürhunde sehr erfolgreich ausbildete, die seinen argentinischen Dealern immer wieder Millionenvermögen abnahmen. Kay Cappuccio hatte keine Ahnung von diesen Kontakten und lehnt Drogen und Drogenhandel kategorisch ab. Castle und Beckett teilen sich für kurze Zeit das „Sorgerecht“ für Franciscos hinterbliebenen Hund. Hierbei kommt es zu einer Szene, in der Castle Beckett beschreibt, wie der Hund gerne am Kopf gestreichelt werden möchte. Er demonstriert ihr das, indem er ihre Hand nimmt und genauso streichelt. Beckett genießt das sichtlich, entzieht Castle dann aber ihre Hand, denn noch immer ist sie nicht bereit dazu, ihm solche Zärtlichkeiten ihr gegenüber zu gewähren, jedoch fällt ihr das zunehmend schwerer. Castle zieht sich zurück. Der Hund entscheidet sich letztlich gegen beide und für das It-Girl Kay Cappuccio, was wohl auch daran liegt, dass sie selber den Hund mag und sie auch eine kleine Hündin besitzt, die den Rüden interessiert. |           |                                 |                             |                      |                                       |                  |                                  |                 |
| 72 | 14        | Der blaue Schmetterling         | The Blue Butterfly          | 6. Feb. 2012         | 28. Sep. 2012                         | Chuck Bowman     | Terence Paul Winter              | 8,70 Mio.       |
| Ein aktueller Mordfall hängt mit einer Begebenheit zusammen, welche sich im Jahre 1947 in New York City im berühmten „Pennybaker Club“ zugetragen hat. Die Geschichte in den 40er Jahren wird erzählt, indem die Hauptdarsteller der Serie in die Rollen der Personen aus den 40er Jahren schlüpfen. Castle ist ein Privatdetektiv, Beckett die Geliebte („Vera“) eines Mafiabosses, Ryan und Esposito die Handlanger des Mafiabosses und Lanie eine Sängerin im Pennybaker Club. Martha ist Castles Sekretärin und Alexis heuert als Veronica Castle an, ihre angebliche Schwester Vera ausfindig zu machen. Damals wie heute geht es dabei vermeintlich um den blauen Schmetterling, eine Halskette mit einem Anhänger in Schmetterlingsform, welcher vollständig aus blauen Diamanten bestehen soll. Angeblich soll er 1 Million Dollar Wert sein. Diese Folge hat einen der sehr wenigen Logikfehler der Serie. Der Privatdetektiv und Vera verstecken den blauen Schmetterling zum Schluss in der Außenwand des Clubs hinter einem Backstein nahe der Hintertür, gefunden wird er aber im geheimen Safe des Mafiabosses im Keller. |           |                                 |                             |                      |                                       |                  |                                  |                 |
| 73 | 15        | Pandora                         | Pandora                     | 13. Feb. 2012        | 19. Okt. 2012                         | Bryan Spicer     | David Amann                      | 8,86 Mio.       |
| Castle und Beckett müssen notgedrungen mit der CIA zusammenarbeiten, dürfen aber niemanden davon berichten. Außerdem müssen sie immer Masken tragen, wenn sie in das unterirdische CIA-Quartier gebracht werden, um den Standort geheim zu halten. Dabei treffen sie auch auf Castles frühere Muse Sophia Turner, welche ihn zum Schreiben seiner Derrick Storm Romane inspirierte. Die CIA ist auf die Unterstützung von Castle und Beckett angewiesen, da sie nicht gegen US-Bürger im Inland ermitteln darf. Untersucht wird im Zusammenhang mit einem Mord ein Terroranschlag, welcher unter dem Namen „Pandora“ geplant ist. Dieser soll immense Auswirkungen auf die Wirtschaft in den USA haben und das Land grundlegend verändern. Alexis macht bei Lanie in der Gerichtsmedizin ein Praktikum und ist daher an den Ermittlungen beteiligt. Die Folge endet mit einem Cliffhanger als Castle und Beckett gerade mit ihrem Auto an einem Hafen ins Wasser stürzen. Die Handlung wird in der nachfolgenden Episode fortgesetzt. |           |                                 |                             |                      |                                       |                  |                                  |                 |
| 74 | 16        | Der Auslöser                    | Linchpin                    | 20. Feb. 2012        | 26. Okt. 2012                         | Rob Bowman       | Andrew W. Marlowe                | 9,73 Mio.       |
| Die Handlung der vorigen Episode wird fortgesetzt. Die Ermittlungen zum Projekt „Pandora“ kommen voran. Es stellt sich heraus, dass mithilfe eines „kleinen“ Auslösers eine Reihe von Folgeereignissen ausgelöst werden sollen, welche schließlich im 3. Weltkrieg und einer neuen politischen Weltordnung gipfeln sollen (Schmetterlingseffekt). Der Auslöser soll die Ermordung der Tochter eines einflussreichen chinesischen Geschäftsmanns sein. Die Ermittlungen führen zu einem Maulwurf innerhalb der CIA. Um das Projekt „Pandora“ zu stoppen, muss das Mädchen unbedingt beschützt werden. |           |                                 |                             |                      |                                       |                  |                                  |                 |
| 75 | 17        | Es war einmal ein Verbrechen    | Once Upon a Crime           | 27. Feb. 2012        | 5. Okt. 2012                          | Jeff Bleckner    | Kate Sargeant                    | 9,10 Mio.       |
| Im Central Park wird die ehrgeizige Anwältin Amy Morgan ermordet. Sie ist angezogen wie Rotkäppchen und hat Kratzspuren im Gesicht, die aussehen, als stammen sie von einem Wolf. Es wird auch ein Wolfshaar in der Wunde gefunden. Bei der Obduktion stellt sich heraus, dass die Todesursache eine Drogenüberdosis war, welche ihr mit einer Spritze in den Rücken verabreicht wurde. Kurz darauf wird eine weitere Frau im Central Park auf die gleiche Weise ermordet, Christina Curtis, eine Galeristin. Sie trägt ein Schneewittchen-Kostüm und hält einen Apfel in der Hand. Auf ihre Haut hat ihr Mörder zudem „Rot wie Blut, Weiß wie Schnee, Schwarz wie Ebenholz“ geschrieben. Es kann zunächst keine Verbindung zwischen den beiden Opfern gefunden werden. Das Team findet heraus, dass der Mörder drei Kostüme bestellt hat. Das dritte Kostüm ist ein Dornröschen-Kostüm. Die beiden ersten Opfer hatten jeweils die merkwürdige Summe 50.605 Dollar von ihrem Bankkonto abgehoben. So kann auch das potentielle dritte Opfer ausgemacht werden, Charlotte Boyd, eine High-End Maklerin (gespielt von Meghan Markle), da sie ebenfalls den gleichen Geldbetrag von ihrem Konto abgehoben hatte. Das Team findet sie bewusstlos, als Dornröschen verkleidet und mit Drogen versetzt in ihrem Schlafzimmer. Sie lebt noch und wird ins Krankenhaus gebracht. Durch ein bei ihr gefundenes Foto kann nun auch die Verbindung der drei Frauen hergestellt werden. Alle drei waren zusammen mit einem Freund, Owen Thomas, vor sieben Jahren bei einer Party, bei dem sie alle reichlich Drogen genommen hatten. Owen Thomas ist nach der Party von einem Auto angefahren worden und an inneren Blutungen gestorben. Die drei Frauen gaben vor, dass sie zunächst zusammen heimfuhren, er aber zudringlich wurde und von ihnen deshalb rausgeworfen wurde. Sein Todestag war der 05.06.05 (dies ist der Grund für die ungewöhnlichen Geldbeträge in Höhe von 50.605 Dollar). Es stellt sich heraus, dass der Bruder von Owen Thomas, Darren Thomas, der Mann von Amys („Rotkäppchens“) Schwester ist und die drei Frauen erpresst hat. Er hatte beim Entrümpeln der Wohnung seines Vaters einen belichteten Film gefunden und ihn entwickeln lassen. Durch diese Fotos aus dem Auto hatte er von der Verbindung der 3 Frauen zu seinem Bruder erfahren und macht sie für den Tod seines Bruders verantwortlich. Er wollte die Frauen für ihre Tat „bezahlen“ lassen und mit dem Geld einen Stipendien-Fond einrichten. Der Fall scheint klar: Darren hatte ein Motiv, hat die Frauen erpresst, hat das erpresste Geld in seinem Besitz und hat kein Alibi für die Tatzeiten. Der Fall wird abgeschlossen. Zuhause dämmert es jedoch Castle, dass sie möglicherweise den falschen Täter wegen der Morde verhaftet haben. Stutzig macht ihn der Umstand, dass die beiden Toten perfekt kostümiert waren, das dritte Opfer aber nicht. Castle und Beckett gehen zu Charlotte („Dornröschen“) ins Krankenhaus, wo sich die wahre Geschichte offenbart. Charlotte hatte vor 7 Jahren Owen Thomas angefahren und damit getötet (nicht wie zuvor von den Frauen behauptet ein fremdes Auto). Die drei Frauen hatten sich geschworen, dies geheim zu halten. Da Charlotte aber auch aufgrund der Erpressung sich nicht mehr sicher sein konnte, dass die anderen beiden nicht doch irgendwann die Wahrheit erzählen, hat sie die beiden und sich selbst vergiftet. Bei sich selbst hat sie jedoch eine deutlich geringere Dosis verwendet, sodass es unwahrscheinlich war, dass sie daran stirbt. Da sie das Kostüm selbst anziehen musste, war es nicht so perfekt hergerichtet, wie bei den beiden Mordopfern. Während Castle und Beckett ermitteln veranstaltet Martha zum Missfallen von Castle eine Lesung in seinem Heim-Büro. |           |                                 |                             |                      |                                       |                  |                                  |                 |
| 76 | 18        | Tanz mit dem Tod                | A Dance With Death          | 19. März 2012        | 2. Nov. 2012                          | Kevin Hooks      | Moira Kirkland                   | 11,52 Mio.      |
| Während einer Aufzeichnung für die Fernsehshow „Night of Dance“, ein Tanzwettbewerb, wird die aus reichem Hause stammende Halbfinalistin Odette Morton erschossen aufgefunden. Zunächst wird Eddy Gordon verdächtigt, welcher im Viertelfinale gegen Odette aus dem Wettbewerb geflogen war. Dieser hatte in einem Video angedeutet, er würde sie umbringen. Da nun in der Show ein Teilnehmer fehlt wird der zuletzt ausgeschiedene Kandidat wieder zurückgeholt, in diesem Falle Eddy Gordon. Eddy hat jedoch ein Alibi. Bei der Untersuchung von Odettes Wohnung werden von ihr keine Fingerabdrücke gefunden, sondern nur welche von Barbra Landau. Barbra sieht Odette verblüffend ähnlich. Es stellt sich heraus, dass Barbra gegen Bezahlung von Odette als ihre Doppelgängerin fungierte und u. a. zu von Odette unliebsamen Terminen gegangen ist. Bei einem Zugunglück vor einem Jahr wurde Odette getötet, Barbra hat jedoch überlebt. Dabei hat sie die Chance auf ein besseres Leben ergriffen und Odettes Identität übernommen. Es wird nun vermutet, dass der Mörder wusste, dass Odette in Wahrheit Barbra ist. Barbra hatte erkannt, dass Odettes Großvater im hohen Alter nicht eines natürlichen Todes gestorben ist, sondern ermordet wurde. Sie vermutet den Butler als Schuldigen. Als dieser verhört wird, kommt jedoch eine andere Geschichte zu Tage. Odettes Großvater war nicht mit Odettes liiertem Mr. Lynchberg (der Finanzberater der Familie Morton) einverstanden und drohte sie zu enterben. Odette lenkte den Butler ab, während ihr Freund Odettes Großvater mit einem Kissen erstickte. Als Mr. Lynchberg Barbra, die er für Odette hielt, auf die Tat ansprach und diese nicht wusste, was er meinte, erkannte er, dass die Doppelgängerin Barbra die Identität von Odette übernommen hatte und kurz davor war, die Wahrheit über den Mord von Odettes Großvater herauszufinden. Er konnte somit nicht seine Mittäterin zum Schweigen erpressen, sondern musste Barbra töten, um nicht entlarvt zu werden. Castles Mutter Martha versucht unterdessen die Gunst der berühmten Theaterkritikerin Una Makuni zu erlangen. Diese soll in einer Kolumne positiv über Marthas Schauspielschule berichten. |           |                                 |                             |                      |                                       |                  |                                  |                 |
| 77 | 19        | 47 Sekunden                     | 47 Seconds                  | 26. März 2012        | 9. Nov. 2012                          | Paul Holahan     | Shalisha Francis                 | 11,87 Mio.      |
| Eine Reporterin berichtet gerade live im Fernsehen von einer politischen Demonstration, als dort eine Bombe explodiert. Es sterben 5 Menschen und 28 werden verletzt. Die Explosionsstelle ist direkt neben einem Laternenmast. Ein Handyfoto, welches 47 Sekunden vor der Explosion gemacht wurde, zeigt, dass zu diesem Zeitpunkt dort noch keine Bombe platziert war. Das FBI und das NYPD versuchen die letzten 47 Sekunden vor der Explosion zu rekonstruieren, um herauszufinden, wie die Bombe dorthin gelangt ist. Dazu werden u. a. hunderte Zeugen befragt, GPS-Positionen von Handys und Bildmaterial ausgewertet. Es werden verschiedene Personen verdächtigt. Die Bombe, welche in einem Rucksack versteckt war, befand sich zunächst zwischen zwei Müllcontainern. Ein Taschendieb hatte den scheinbar herrenlosen Rucksack entdeckt und wollte ihn an sich nehmen. Da er jedoch nun von einer Person verfolgt wurde, die behauptet, es sei ihr Rucksack, stellte er ihn, ohne hineinzusehen, kurze Zeit später an dem Laternenmast ab. Wenige Sekunden später explodiert die Bombe. Es stellt sich heraus, dass die Reporterin sowie der Anführer der Demonstrationsbewegung hinter dem Anschlag stecken. Der Anführer wollte damit mehr Aufmerksamkeit für seine Bewegung gewinnen und die Reporterin durch den live-Bericht ihre Karriere fördern. Es sollte jedoch niemand zu Schaden kommen, weshalb die Bombe ursprünglich etwas abseits zwischen den Müllcontainern platziert war und völlig untypisch für eine Rohrbombe nicht mit Nägeln oder ähnlichen Metallstücken versehen war, welche als Splitter die Wirkung vergrößern würden. Dass die Bombe wenige Sekunden vor der Explosion woanders hingebracht wurde, war nicht geplant. Die Reporterin wusste nichts von dem neuen Bombenstandort und zündete die Bombe mithilfe einer umfunktionierten Garagentorfernbedienung kurz nach Beginn ihrer Reportage. Beckett hatte bisher immer behauptet, sie könne sich nicht an den Anschlag auf sie (Folge 58) erinnern. In einem Verhör erwähnt sie jedoch nebenbei, dass sie sich an alle Einzelheiten genau erinnern kann (und somit auch an Castles Liebesgeständnis). Castle bekommt dies hinter der Glasscheibe des Verhörraums mit. Er ist sehr enttäuscht von Kate, dass sie sich bisher nicht dazu geäußert hat. Gerade im Zusammenhang mit diesem Fall, als ihnen allen bewusst wird, dass sie eines Tages eventuell nicht mehr die Möglichkeit haben werden, jemandem etwas zu sagen, was sie schon lange sagen wollten. Hatte er vorher immer wieder versucht ihr eine neue Liebeserklärung zu machen, wobei er aber immer daran gehindert wurde, denkt er jetzt, dass Kate seine Liebe nicht erwidern kann und schweigt deshalb. Er erkennt nicht, dass auch Kate ihm inzwischen ihre Liebe gestehen möchte, aber gleichfalls immer wieder daran gehindert wird. Es wird für Castle sichtlich unerträglich und er macht sich nun zunehmend rar und bleibt auch den Ermittlungen immer wieder fern. Als Kate ihn nach der Lösung des Falls einlädt, mit ihr noch einen Drink in einer Bar zu nehmen, lehnt er ab. Kate erkennt erstaunt, dass Castle sich plötzlich anders verhält, aber noch ahnt sie nicht den wahren Grund, auch wenn Castle dazu Andeutungen macht, die Kate aber noch nicht in den richtigen Zusammenhang bringen kann. |           |                                 |                             |                      |                                       |                  |                                  |                 |
| 78 | 20        | Der Brite                       | The Limey                   | 2. Apr. 2012         | 16. Nov. 2012                         | Bill Roe         | Elizabeth Davis                  | 11,69 Mio.      |
| Das englische Model Naomi Allen wird in einem Motelzimmer tot aufgefunden. Es wurde ein Mann gesehen, welcher vom Tatort „geflüchtet“ ist. Es stellt sich heraus, dass es der gut aussehende britische Detective Inspector Colin Hunt vom Scotland Yard war. Dieser darf nach Absprache mit Captain Victoria Gates an den Ermittlungen teilnehmen als Gegenleistung für Informationen. Er hatte Naomi gut gekannt und ihm ein Bild mit einer nichtzuordenbaren Nummer hinterlassen. Die Ermittlungen gestalten sich schwierig, da ein britischer Botschaftsmitarbeiter verdächtigt wird, dieser jedoch durch seine Immunität geschützt ist. Es ist Castle der die Nummer als Botschaftsgepäck-Nummer identifiziert. Ein entsprechendes Gepäckstück befindet sich aktuell auf dem Flugplatz. Colin untersucht unerlaubt dieses Diplomatengepäck und entdeckt dabei drei Stinger Raketen. Die Ermittlungen ergeben, dass der stellvertretende Konsul Nigel Wyndham regelmäßig Waffen nach Uganda schmuggelt. Dabei hat er auch die Ermordung von Naomi durch seinen Handlanger Darius Young beauftragt, da Naomi Allen ihm auf die Schliche gekommen war. Naomis Freund Aden Miller wurde in Uganda von Guerillas mit diesen geschmuggelten Waffen getötet. Lanie Parish fragt Kate Beckett als Freundin, wie lange sie Castle noch zappeln lassen will. Sie macht ihr mehr als deutlich klar, dass Beckett Castle durchaus auch verlieren kann. Direkt darauf angesprochen leugnet zuerst Beckett ihre Liebe zu Castle, gesteht sie dann aber gegenüber Lanie erstmals ein. Beckett ist jetzt bereit dazu, Castle ihre Gefühle zu gestehen. Sie kommt aber nicht dazu, denn Castle geht zu ihr spürbar auf Distanz (Grund: siehe Folge 77), was Beckett deutlich spürt, aber nicht einordnen kann. Lanie macht Beckett klar, dass Castle sich sehr verändert hat, seit er in ihrer Nähe ist und dass er sich schon lange nur noch für sie interessiert. Beckett erkennt dies an, merkt aber auch, dass Castle seit kurzem (genauer: seit ihrem Geständnis sich an Castles Liebesgeständnis zu erinnern, welches sie Castle gegenüber leugnete) zu ihr auf Distanz geht und versucht in alte Muster zurückzufallen. Seine aktuellen Dates wirken jedoch eher wie Verzweiflungstaten, da offensichtlich klar ist, dass die Flugbegleiterin ihn nicht länger würde interessieren können. Castle, der inzwischen annimmt, dass Beckett seine ihr gestandene Liebe nicht erwidern kann, hat vier Dates mit einer Flugbegleiterin in drei Tagen. Die junge Flugbegleiterin ist zwar überhaupt nicht sein Typ, aber Castle sagt, von Beckett dazu angesprochen, dass er nun erst mal etwas unkompliziertes und oberflächliches braucht (um seinen Schmerz zu überdecken, was er ihr natürlich nicht sagt). Dass diese Beziehung nichts von Dauer sein wird, ist allen klar. Beckett erkennt, dass sie wohl zu lange gewartet hat und beginnt endlich zu begreifen, dass es womöglich schon zu spät für ihre Liebe ist. Castle bleibt immer öfter den Ermittlungen fern und da er sich auch aufgrund der Anwesenheit von Colin zeitweise von den Ermittlungen zurückzieht, zögert Beckett weiterhin, sich ihm gegenüber zu öffnen. Ihr wird aber schmerzlich bewusst, dass sie vielleicht zu lange gezögert hat. Sie gab Castle nie eine Chance, aber er datete vorher schon lange keine anderen Frauen mehr und alle konnten sehen, dass er nur noch sie wollte. Mehrfach versucht sie nun mit ihm ins persönliche Gespräch zu kommen, aber nun ist sie es, die immer wieder daran gehindert wird. |           |                                 |                             |                      |                                       |                  |                                  |                 |
| 79 | 21        | Kopfjäger                       | Headhunters                 | 16. Apr. 2012        | 23. Nov. 2012                         | John Terlesky    | Alexi Hawley                     | 11,23 Mio.      |
| Neben einer Leiche mit Namen Glitch wird eine Tasche mit drei abgetrennten Köpfen gefunden. Der Fall wird von Detective Slaughter untersucht. Castle ist von ihm begeistert, da er ein „Kontrastprogramm“ zu Becketts Team bietet, wo alles meist „streng nach Vorschrift“ gehandhabt wird. Castle sucht in ihm eine neue Inspiration für seine Nikki Heat Bücher. Allerdings bedient Slaughter sich unkonventioneller Ermittlungsmethoden (z. B. Gewaltanwendung und Zeugenbeeinflussung). Auch bringt er sich und Castle unnötig in Gefahr. Er ist unter dem Namen „Der Wittwenmacher“ bekannt, da seine letzten drei Partner im Dienst getötet wurden, zwei davon am ersten Tag. Die drei Köpfe wurden auf einem Friedhof ausgegraben und sollten zur Abschreckung im Krieg zwischen drei konkurrierenden Mafiabanden verschiedener Länder dienen. Das Mordopfer Glitch, ein Mafiamitglied wurde von seinem eigenen Vater getötet, da er wiederholt Mist gebaut hatte. Der Vater musste sich daher „um das Problem kümmern“. Da sich Castle wieder öfters von Beckett fernhält, befürchtet sie immer mehr, dass sie zu lange gewartet hat, um mit ihm eine Beziehung einzugehen. Sie erkennt nicht, dass Castle nur deshalb immer öfter fern bleibt, weil er der Frau, der er seine Liebe gestand und die nie darauf antwortete, nicht mehr als nötig begegnen möchte. Der Schmerz der scheinbar unerwiderten Liebe sitzt bei ihm tief und Castle ahnt nicht, wie falsch er dabei liegt. Er stürzt sich nur deshalb in die Arbeit mit Slaughter, um seinen Schmerz zu überwinden, was ihm aber nicht gelingt. Andere Frauen datet er aber nicht mehr, denn tief in sich drin weiß er, dass er nur mit Beckett wirklich zusammen sein will. Alexis bekommt endlich von mehreren Unis die Zusage, dort studieren zu dürfen. |           |                                 |                             |                      |                                       |                  |                                  |                 |
| 80 | 22        | Zombies                         | Undead Again                | 30. Apr. 2012        | 30. Nov. 2012                         | Bill Roe         | Christine Boylan                 | 11,08 Mio.      |
| Der Devisenhändler David Lock wird im Parkhaus seiner Arbeitsstelle tot aufgefunden. Er hat menschliche Bissspuren. Zunächst wird Charlie, ein Kollege von David, verdächtigt, da Charlie anstelle von David eine Beförderung erhalten hatte. Er wird aufgebracht in seiner Wohnung gefunden und behauptet felsenfest, dass er und David im Parkhaus von einem Zombie angegriffen wurden. Auf einem Überwachungsfoto ist auch ein Mann zu sehen, welcher wie ein Zombie aussieht und vom Tatort flieht. Während Castle natürlich von der Zombie-Geschichte begeistert ist, glauben alle anderen Teammitglieder nicht an Zombies. Charlie wird entlastet und soll freigelassen werden. Da er jedoch behauptet, von dem Zombie gebissen worden zu sein, und vermutet, sich daher selbst in einen Zombie zu verwandeln, möchte er zum Schutz seiner Mitmenschen zunächst weiter in Haft bleiben. Die Ermittlungen ergeben, dass es in der Gegend eine Gruppe von Menschen gibt, welche sich regelmäßig als Zombies verkleiden und durch die Straßen laufen. Anhand der Bissspuren wird der Täter überführt. Er heißt Kail Jennings. Allerdings hat er die Tat nicht von sich aus getan, sondern wurde von Tom Williams unter Drogen gesetzt. Durch die Droge (Scopolamin) konnte er Kail seinen Willen „aufzwingen“ und hat ihn so zu der Tat genötigt. Tom ist der Verlobte von Gretta Mastriani, welche eine Affäre mit David hatte. Es scheint der perfekte Mord zu sein, da es keine Beweise gibt, und sich Kail aufgrund der Droge an nichts erinnern kann. Durch eine List gelingt es jedoch Tom ein Geständnis zu entlocken. Castle gibt auf dem Revier bekannt, dass dies der letzte Fall mit Beckett sein wird. Er kann den Schmerz der scheinbar unerwiderten Liebe zu Beckett nicht mehr ertragen, was alle anderen auch sehen und verstehen. Es kommt immer wieder zu Gesprächen zwischen Castle und Beckett, in denen sie sich scheinbar über Täter oder Opfer unterhalten, die in Wahrheit aber das Beziehungsproblem zwischen Castle und Beckett beschreiben. Beckett erkennt die Zusammenhänge nun endlich auch und macht Andeutungen, dass sie langsam zu einer neuen Beziehung bereit ist, da sie den Tod ihrer Mutter und den Mordanschlag auf sie nahezu verarbeitet hat. Sie gesteht ihm auch, dass sie dazu eine Therapie macht und diese vor dem Abschluss steht. Beckett fängt an sich nun endlich ein wenig ihm gegenüber zu öffnen und sagt ihm, dass sie sehr hofft, dass er auch weiterhin an den Ermittlungen teilnimmt. Sie macht ihm dabei sehr deutlich bewusst, dass sie ihn und die Nähe zu ihm nicht verlieren will. Das ist zwar immer noch nicht die Antwort, die Castle, der ihr seine Liebe gestand, erhoffte, aber er schöpft neue Hoffnung und kommt daher am nächsten Tag wieder ins NYPD. Alexis entscheidet sich zu Castles Freude für eine Universität in der Nähe. |           |                                 |                             |                      |                                       |                  |                                  |                 |
| 81 | 23        | Für immer                       | Always                      | 7. Mai 2012          | 7. Dez. 2012                          | Rob Bowman       | Terri Miller & Andrew W. Marlowe | 12,36 Mio.      |
| Der ehemalige Dieb Orlando Costas wird mit zwei Schusswunden von einem Taxifahrer tot aufgefunden. Die Wunden stammen von verschiedenen Waffen. Es stellt sich heraus, dass das Opfer zuvor in das Haus der Frau von Captain Montgomery eingebrochen war, um Akten zu stehlen. Sie hat ihm dabei in die Schulter geschossen. Der tödliche Schuss traf das Opfer jedoch mitten in die Stirn. Eine DNA-Untersuchung von Hautspuren unter den Fingernägeln des Opfers beweisen, dass sein Mörder dieselbe Person ist, die auch auf Beckett geschossen hat. Beckett war gerade dabei das Attentat auf sie zu überwinden, da kommen die Gefühle aufgrund der Verbindung mit diesem Fall wieder hoch. Vincente del Gardo ein ranghohes Mitglied der Gang Cazadores wird verdächtigt, da dessen Sohn Diego Gutieres einst von Montgomery verhaftet wurde. Orlando war ebenfalls Mitglied der Cazadores. Der Täter kann mithilfe eines Überwachungsfotos ausfindig gemacht werden. Er tritt unter dem falschen Namen Cole Maddox auf. Castle bekommt wiederholt einen Anruf von einer Person namens Mr. Smith, welcher ihm erneut nahelegt, dass er Beckett dazu bringen soll, den Fall ruhen zu lassen, da sie sonst in Gefahr ist. Mr. Smith, ein guter Freund Montgomerys, besitzt Akten, die den Mörder von Becketts Mutter Johanna entlarven. Montgomery hatte ihm die Akten vor seinem Tod geschickt. Smith hat sie jedoch erst nach dem Anschlag auf Beckett erhalten. Er hat dann einen Deal mit dem Mörder vereinbart, dass er die Akten nicht veröffentlicht, solange Beckett nichts passiert. Castle erzählt nun endlich Beckett davon. Sie ist wütend, dass er dies solange verheimlicht hat und über ihren Kopf hinweg für sie entschieden hat. Beckett will den Fall nicht aufgeben. Castle sagt ihr nochmals, dass er sie liebt und auch, dass er weiß, dass sie dies weiß und nie darauf geantwortet hat, aber auch dass er nicht dabei zusehen möchte, wie sie ihr Leben wegwirft, indem sie weiter an diesem Fall ermittelt. Castle geht davon aus, dass ihr dies das Leben kosten wird. Daher beendet er seine Zusammenarbeit und jede Beziehung mit Beckett. Mithilfe der GPS-Funktion in einem Mietwagen kann die Position von Maddox bestimmt werden. Ryan will Gates informieren, aber Beckett und Esposito lehnen das ab, da Beckett und ihr Team so mit Sicherheit von dem Fall abgezogen würden. Beckett und Esposito finden in einem Hotelzimmer die von Montgomery gestohlenen Akten. Sie finden heraus, dass Maddox einen Bekannten von Montgomery (Mr. Smith) sucht. Dabei werden sie von Maddox überrascht. Maddox flieht, Beckett nimmt die Verfolgung bis aufs Dach des Gebäudes auf. Dabei kommt es zum Kampf und Beckett stürzt fast vom Gebäude. Sie kann sich gerade noch festhalten, bis Ryan mit Gates und Verstärkung eintrifft und sie wieder rettet. Captain Gates suspendiert Beckett und Esposito, da sie ihr die Informationen zum Ermittlungsstand vorenthalten hatten. (Hätte Gates von der Verbindung zu Becketts Attentäter gewusst, hätte sie Beckett von dem Fall abgezogen. Außerdem traut Beckett niemandem, da korrupte Polizisten in den Fall ihrer Mutter verwickelt waren.) Ryan hatte jedoch nachträglich Gates informiert, da er den Alleingang für zu gefährlich hielt, was Beckett schließlich durch das Eintreffen der Verstärkung das Leben gerettet hat. Auf ihre deshalb folgende Zwangsbeurlaubigung durch Captain Gates hin quittiert Beckett den Dienst. Esposito ist schwer enttäuscht von seinem Partner Ryan, weil dieser Captain Gates informierte. Ihre Freundschaft zerbricht und Esposito geht, als er wie Beckett vom Dienst suspensiert wird, wortlos an ihm vorbei. Ryan ist verzweifelt, denn dieses Ende wollte er nicht. Castle ist allein zu Haus. Beckett kommt zu ihm und sagt ihm, dass sie fast gestorben wäre und dabei nur an ihn gedacht hat. Dass sie Maddox entkommen lassen musste, ist ihr nun egal. Alles was sie nun nur noch will, ist Castle und endlich sagt sie ihm das auch. Alexis schreibt an der Abschlussrede von ihrer Schule, was ihr sehr schwerfällt. Maddox kann Mr. Smith schließlich ausfindig machen und taucht in seiner Wohnung auf. Maddox selbst ist nicht der Mörder von Becketts Mutter, sondern nur sein Handlanger. Er will von Mr. Smith die belastenden Informationen bekommen und Beckett anschließend ein für alle Mal unschädlich machen. |           |                                 |                             |                      |                                       |                  |                                  |                 |

## Staffel 5
Die Erstausstrahlung der fünften Staffel war vom 24. September 2012 bis zum 13. Mai 2013 auf dem US-amerikanischen Sender ABC zu sehen. Die deutschsprachige Erstausstrahlung der ersten 13 Episoden, ausgenommen der Weihnachtsfolge, sendete der deutsche Free-TV-Sender Kabel eins vom 1. Februar bis zum 26. April 2013. Die restlichen Episoden, mit Ausnahme der 22. und 24. Episode, wurden vom 29. Juli bis zum 16. September 2013 bei Sat.1 erstausgestrahlt. Die zuvor ausgelassene Weihnachtsfolge sowie die anderen zwei ausgelassenen Episoden wurden aufgeteilt vom 20. Dezember 2013 bis zum 3. Januar 2014 gezeigt.
| Nr. (ges.) | Nr. (St.) | Deutscher Titel                   | Originaltitel                  | Erstausstrahlung USA | Deutschsprachige Erstausstrahlung (D) | Regie            | Drehbuch                                                       | Zuschauer (USA) |
| --- | --------- | --------------------------------- | ------------------------------ | -------------------- | ------------------------------------- | ---------------- | -------------------------------------------------------------- | --------------- |
| 82 | 1         | Nach dem Sturm                    | After the Storm                | 24. Sep. 2012        | 1. Feb. 2013                          | Rob Bowman       | David Amann                                                    | 10,45 Mio.      |
| Castle und Beckett haben ihre erste Nacht zusammen verbracht, wollen die frische Beziehung jedoch vor den Anderen zunächst geheim halten. Unterdessen ist der Mörder von Becketts Mutter immer noch auf freiem Fuß. Kate, die gerade erst ihren Job beim NYPD gekündigt hat, wird von Ryan mit dem Fall konfrontiert. Maddox foltert unterdessen Mr. Smith um von ihm die belastende Akte zu erhalten. Wenn Maddox die Akte bekommt, ist Beckett in höchster Gefahr. Daher ermitteln Castle, Beckett, Ryan und Esposito auf eigene Faust und finden die Identität von Mr. Smith heraus (welcher mit Vornamen Michael heißt). Mr. Smith hat die Akte in einer Bauruine versteckt. Das Team trifft kurz nach Maddox dort ein. Maddox öffnet das Fach, woraufhin eine Sprengfalle explodiert. Maddox stirbt und die Akte wird in tausend Stücke zerrissen. Maddox’ richtiger Name ist Cedric Marcs. Mithilfe einiger Aktenfetzen kann das Team die Zusammenhänge erschließen. Montgomery und weitere Polizisten hatten damals Mafiosi entführt und damit Geld erpresst. Da diese vor Gericht nicht aussagten, sind die Polizisten immer frei gesprochen worden. Der damalige stellv. Staatsanwalt von New York William H. Bracken fand das heraus und ist in das Geschäft mit eingestiegen. Seine Karriere machte jedoch Fortschritte, und so ist er heute Senator und möglicherweise bald Präsidentschaftskandidat. Er entschloss sich, alle Menschen, die von den Erpressungen wussten, umzubringen, um seine Karriere nicht zu gefährden. Beckett bedroht ihn mit einer Waffe und stellt ihn zur Rede. Sie möchte, dass er die Morde, vor allem den an ihrer Mutter zugibt. Bracken hat jedoch als Senator so großen Einfluss und Macht, dass er auch Beckett umbringen lassen könnte. Beckett blufft und behauptet, sie sei im Besitz der Akte (welche jedoch aufgrund der Explosion keine ausreichenden Beweise mehr liefert). Sie handelt mit Bracken denselben Deal aus, den zuvor Mr. Smith mit Bracken hatte. Sollte Beckett oder jemand an dem ihr etwas liegt etwas zustoßen, so wird die Akte veröffentlicht und Brackens Karriere wäre damit zerstört. Beckett will anschließend wieder beim NYPD arbeiten, muss jedoch erst ihre Suspendierung absitzen. |           |                                   |                                |                      |                                       |                  |                                                                |                 |
| 83 | 2         | Bewölkt mit Aussicht auf Mord     | Cloudy with a Chance of Murder | 1. Okt. 2012         | 8. Feb. 2013                          | Kate Woods       | Elizabeth Beall                                                | 10,35 Mio.      |
| Beckett hat ihren ersten Arbeitstag nach der Suspendierung. Sie und Castle wollen ihre Beziehung weiter geheim halten, da Liebschaften unter Kollegen beim NYPD verboten sind. Castle ist zwar streng genommen kein Mitarbeiter des NYPD, es wäre jedoch für Captain Gates ein willkommener Anlass, Castle vor die Tür zu setzen. Sie müssen feststellen, dass es ihnen schwerfällt, dieses Geheimnis zu bewahren. Esposito ist immer noch sauer auf Ryan. In Uptown wird die bekannte Wetterfee Mandy Michaels ermordet. Zunächst wird eine konkurrierende Wetterfee verdächtigt. Die Ermittlungen ergeben, dass Mandy herausfand, dass eine Firma gesundheitsschädliches Styrol als Abfallprodukt ihrer Produktion in die Umwelt bläst. Dies führt zu Asthmaanfällen bei Mandy und einigen in der Nähe der Firma spielenden Kindern. Sie hat jedoch einen Partner, Miles Hackston, ein Nachrichtensprecher bei ihrem Fernsehsender, der mit ihr an der Story arbeitet. Aufgrund der Tragweite will er sich in allen Belangen rechtlich absichern, was mehrere Wochen dauern würde. Mandy hingegen will die Story sofort der Umweltbehörde melden, weil Kinder krank werden. Um die frühzeitige Veröffentlichung zu verhindern und um die exklusive Enthüllungsstory (welche seine Karriere fördern würde) nicht zu verlieren, kommt es zum Streit zwischen ihm und Mandy. Dabei kommt eine Waffe ins Spiel und Mandy wird erschossen. Ryan und Esposito werden vom Bodyguard eines Verdächtigen verprügelt. Ryan steckt für Esposito einen Schlag ein, was die beiden schließlich wieder versöhnt. |           |                                   |                                |                      |                                       |                  |                                                                |                 |
| 84 | 3         | Dein Geheimnis ist bei mir sicher | Secret’s Safe with Me          | 8. Okt. 2012         | 15. Feb. 2013                         | John Terlesky    | Terence Paul Winter                                            | 10,61 Mio.      |
| Die 25-jährige Wendy Dupree wird mittels eines Schusses in die Brust ermordet. Mit letzter Kraft kann sie noch mit ihrem Blut die Buchstaben „LIE“ schreiben. Zumindest glauben das die Ermittler zunächst, bis sie herausfinden, dass sie die Botschaft falsch herum gelesen haben. Sie bedeutet „317“ und bezeichnet die Nummer eines Mietlagers, dessen Inhalt versteigert werden soll. Castle ersteigert die Sachen und sucht darin nach Beweisen und dem Motiv für den Mord, einem sehr wertvollen Armband aus einem Raubüberfall. Unter den Sachen befindet sich auch eine Sammlerpuppe, welche Captain Gates schon lange suchte. Castle schenkt ihr die Puppe, womit er sich bei Gates einschmeicheln kann. Später vermutet Castle, dass das Armband in der Puppe versteckt ist und zerstört sie und aus Versehen noch eine weitere Puppe von Gates, was Gates wieder zu Castles „Feind“ macht. Castle kann in diesem Fall endlich den Satz „Der Butler wars!“ zweifelsfrei sagen. Da Castle seiner Mutter und Tochter von der Beziehung zu Kate erzählt hat, fürchtet diese, dass es bald das ganze Revier weiß, was ihre Zusammenarbeit gefährden würde. Alexis zieht in eine Studentenwohnung. Der Auszug von Zuhause fällt ihr schwer. |           |                                   |                                |                      |                                       |                  |                                                                |                 |
| 85 | 4         | Mord ist sein Hobby               | Murder, He Wrote               | 15. Okt. 2012        | 22. Feb. 2013                         | Rob Bowman       | David Grae                                                     | 10,94 Mio.      |
| Beckett und Castle verbringen ein romantisches Wochenende in Castles luxuriösem Ferienhaus in den Hamptons, als plötzlich ein sterbender Mann in Castles Pool stolpert. Da die örtliche Polizei mit dem Mordfall überfordert ist, beschließen Castle und Beckett kurzerhand, diese bei den Ermittlungen zu unterstützen. Es werden mehrere Labore für die Produktion der Droge Meth entdeckt. Während der Festnahme des Verdächtigen fällt Castle noch eine Unstimmigkeit auf, was unmittelbar zum wahren Täter Deputy Jones führt. Nachdem der Fall aufgeklärt ist, können Castle und Beckett endlich ihr Wochenende genießen. Ryan und Esposito versuchen herauszufinden, wer Becketts neuer Freund ist. Im Laufe der Ermittlungen erfährt Ryan von der Beziehung zwischen Castle und Beckett, behält diese Information aber für sich und schlägt Esposito stattdessen vor, dass sie Kates Privatsphäre respektieren und nicht weiter nachforschen sollten. |           |                                   |                                |                      |                                       |                  |                                                                |                 |
| 86 | 5         | Unter Verdacht                    | Probable Cause                 | 29. Okt. 2012        | 1. März 2013                          | John Terlesky    | Andrew W. Marlowe                                              | 10,84 Mio.      |
| Die junge Frau Tessa Horton wird auf grausame Weise ermordet und mit Stacheldraht an der Decke ihrer Wohnung befestigt. Alle Beweise deuten auf Castle als Täter hin, doch der hat die junge Frau vorher noch nie gesehen. Dennoch finden sich seine Fingerabdrücke am Tatort und es gibt E-Mails auf seinem Computer, die eindeutig eine Affäre der beiden beweisen. Zudem wird auf seinem Computer ein Skript über den perfekten Mord gefunden. Weiterhin taucht ein Überwachungsvideo auf, wo anscheinend Castle zu sehen ist, wie er für das Mordopfer einen Ring kauft. Beckett ist daher gezwungen ihn fest zu nehmen. Als Castle in der Zelle des Reviers sitzt, bekommt er Besuch von einem alten Bekannten: den Dreifachmörder Jerry Tyson. Der gibt zu, alles inszeniert zu haben, um sich an Castle zu rächen, doch es gibt keinen Beweis dafür, dass er überhaupt jemals auf dem Revier war. Jerrys Plan ist es, Castle nach der Verlegung in die U-Haft am nächsten Tag umbringen zu lassen. Damit würde er auch Beckett erheblichen Schaden zufügen, da sie, obwohl sie von Castles Unschuld weiß, nicht in der Lage wäre, Castle zu retten. Beckett gesteht nun auch Ryan und Esposito, dass sie bei der Überprüfung Castles wohl auch ihre Beziehung zueinander entdecken würden. Beide erklären ihr aber, dass sie dies schon länger wissen, was aber nur für Ryan stimmt, der Esposito erst im Laufe der Ermittlungen von dieser Tatsache informiert. Dem Team bleibt nur wenig Zeit, Castles Unschuld zu beweisen, was ihnen schließlich auch nicht rechtzeitig gelingt. Durch eine gefälschte Überführungseinheit der Polizei, die Castle durch seine Verbindungen zu allen möglichen Leuten auslöst, gelingt ihm jedoch die Flucht. Er gibt dabei jedoch Beckett genügend Hinweise, um mit ihr anschließend wieder in Kontakt zu treten. Anschließend können sie auch die Beweise finden, die Castle entlasten. Castle und Beckett sind mit dem Auto unterwegs und müssen an einer Zugbrücke warten. Da taucht plötzlich Jerry wieder auf und es kommt zum Schusswechsel, bei dem Jerry vermeintlich getroffen von der Brücke in den Fluss stürzt. Seine Leiche kann jedoch nicht gefunden werden. Castle vermutet daher, dass Jerry noch immer am Leben ist. Castle glaubt, dass Jerry durch seinen fingierten Tod wieder ungestört morden kann, da niemand mehr glaubt, dass er noch am Leben ist. |           |                                   |                                |                      |                                       |                  |                                                                |                 |
| 87 | 6         | Mord im Weltall                   | The Final Frontier             | 5. Nov. 2012         | 8. März 2013                          | Jonathan Frakes  | Kate Sargeant                                                  | 10,02 Mio.      |
| Auf der Comicmesse Supernovacon, wo Castle gerade eine Signierstunde veranstaltet, wird eine Frau ermordet. Sie war Teil eines sog. Fanerlebnisses von Nebula 9, einer wenig erfolgreichen Science-Fiction-Fernsehserie, welche bereits nach 12 Folgen abgesetzt wurde. Bei dem Fanerlebnis wird in einer Raumschiffattrappe Nebula 9 nachgespielt. Dabei spielen auch teilweise die originalen Schauspieler der ehemaligen Serie mit. Während Castle die 12 ausgestrahlten Folgen der Serie für 12 zu viele hält, war Beckett als Jugendliche ein riesen Fan und verkleidete sich damals auch als Lieutenant Chloe, ein Character der Serie. Das Opfer, die Organisatorin des Fanerlebnisses, wurde mithilfe eines Laserstrahls getötet, welcher ein Loch in ihren Oberkörper brannte. |           |                                   |                                |                      |                                       |                  |                                                                |                 |
| 88 | 7         | Abgesang                          | Swan Song                      | 12. Nov. 2012        | 15. März 2013                         | David M. Barrett | Rob Hanning                                                    | 10,07 Mio.      |
| James „Jimbo“ Swan, der Lead-E-Gitarrist der aufstrebenden Band „Holy Shemp“ wird in seinem Tour-Wohnmobil ermordet. Ein Filmteam ist vor Ort, welches gerade eine Dokumentation über die Band dreht. Aufgrund des Mordes wittert der Regisseur eine große Story und will weiter filmen, was dem Ermittlerteam zunächst überhaupt nicht passt. Das Rathaus erlaubt dem Filmteam jedoch weiter zu drehen, und hofft dabei auf gute PR für das Polizeirevier. Das Ermittlerteam weiß zum Teil nicht so recht mit der ständigen Anwesenheit des Filmteams umzugehen und verhält sich entsprechend ungewöhnlich. Die Ermittlungen ergeben, dass James seinen ehemaligen Lehrmeister, den jungen Buck Cooper, als neuen Bassisten in die Band bringen wollte, was den aktuellen Bassisten dazu gebracht hat James mit einer Gitarre zu schlagen, was zu dessen Tod führte. Das Filmteam nimmt im Polizeirevier zufällig auf, wie Castle Beckett durchs Haar streift. Um keine unpassenden Szenen, welche zu schlechter PR führen würden zu veröffentlichen, sichtet Gates das gesamte Filmmaterial. Castle und Beckett fürchten, dass sie dabei von deren Beziehung erfährt. Gates übersieht jedoch die Szene. |           |                                   |                                |                      |                                       |                  |                                                                |                 |
| 89 | 8         | Der tote Priester                 | After Hours                    | 19. Nov. 2012        | 22. März 2013                         | David M. Barrett | Shalisha Francis                                               | 10,36 Mio.      |
| Castle und Beckett essen zusammen mit Castles Mutter Martha und Becketts Vater Jim zu Abend. Aufgrund verschiedener Interessen von Martha und Jim gerät das Gespräch jedoch etwas aus dem Ruder. Da kommt ein Mord in einem verlassenen Gebäude in Downtown Castle und Beckett gerade recht, um der peinlichen Situation zu entfliehen. Das Opfer ist der 52-jährige Pater Joe McMurtrey, welcher mit 3 Schüssen in die Brust getötet wurde. Im Laufe der Ermittlungen suchen Castle und Beckett einen Zeugen auf. Da außerdem die Mafia hinter ihm her ist, fliehen sie gemeinsam. Es zeigt sich, dass die Umstände anders sind, als sie zunächst schienen und Castle und Beckett werden in die Geschäfte mit reingezogen. Der Zeuge entpuppt sich als Täter und die Mafia ist nur hinter ihm her, um mit ihm zu reden, nicht um jemanden zu ermorden. Der Mafiaboss, der des Mordes am Pater verdächtigt wird, ist in Wahrheit dessen Freund aus Kindertagen und er wollte nur mit dem Zeugen reden, um Hinweise auf den anscheinend unbekannten Täter zu bekommen. Der Mafiaboss kann Castle ergreifen, Beckett hingegen überwältigt dessen Handlanger, jedoch bedroht jetzt der angebliche Zeuge sie. Es kommt zu einem Telefonat, in dem Beckett Andeutungen einfließen lässt, welche Castle misstrauisch machen und er beginnt die Wahrheit zu erraten, was ihm und dem Mafiaboss das Leben rettet. Da sie ihre Handys abgeben mussten, wissen die anderen Teammitglieder eine Zeit lang nicht, wo sie sich befinden. Die Situation kann schließlich durch eintreffende Verstärkung der Polizei entschärft werden. Martha und Jim verstehen sich inzwischen sehr gut, da sie sich gemeinsam um ihre Kinder Sorgen gemacht haben. Der Mafiaboss zeigt hingegen Reue, als Castle ihm klarmacht, dass sein Freund der Pater, immer fest daran geglaubt hat, dass er auf den rechten Weg zurückfinden wird. Er übernimmt die Verantwortung für seine früheren Taten. |           |                                   |                                |                      |                                       |                  |                                                                |                 |
| 90 | 9         | Das Geheimnis des Weihnachtsmanns | Secret Santa                   | 3. Dez. 2012         | 20. Dez. 2013                         | Paul Holahan     | Christine Roum                                                 | 8,50 Mio.       |
| Es ist Weihnachten und ein als Weihnachtsmann verkleideter Mann fällt vom Himmel. Während Castle davon ausgeht, dass es der echte Weihnachtsmann war, der von seinem Schlitten gefallen ist, vermuten die anderen Teammitglieder, dass er aus einem Flugzeug gestoßen wurde. Sein Name ist Edmund Smith und in seinem Rücken steckt eine 38er Kugel. Ein Weihnachtsmanndarsteller-Lehrer, welcher ein Flugzeug besitzt, wird verdächtigt. Es stellt sich heraus, dass Smith bereits am Boden von der Kugel getroffen wurde, anschließend verletzt als Passagier in einen kleinen Hubschrauber stieg, die Tür nicht schloss und dann aus dem Hubschrauber stürzte. Außerdem finden die Ermittler heraus, dass Edmund früher ein übler Immobilienmakler war, der zuletzt versuchte seine schlechten Taten wiedergutzumachen. Dabei wollte er auch die dunklen Geschäfte seiner ehemaligen Firma mit offenlegen. Seine Ex-Frau führt seit ihrer Scheidung einen gehobenen Lebensstil, welcher sich vor allem durch die Einnahmen der Firma finanziert. Bei einem Untergang der Firma hätte sich Edmunds Ex-Frau von ihrem Lebensstil verabschieden müssen. Daher tötete sie Edmund, um das Geheimnis zu bewahren. |           |                                   |                                |                      |                                       |                  |                                                                |                 |
| 91 | 10        | Bessere Hälften                   | Significant Others             | 7. Jan. 2013         | 5. Apr. 2013                          | Holly Dale       | Terence Paul Winter                                            | 8,66 Mio.       |
| Da Becketts Wohnung desinfiziert werden muss, wohnt sie im Moment bei Castle. Alexis wollte eigentlich mit ihrer Mutter Meredith (Castles Ex-Frau) Urlaub in Paris machen. Alexis hat jedoch das Drüsenfieber. Daher beschließt Meredith kurzerhand, ebenfalls bei Castle einzuziehen, um sie gesund zu pflegen. Castle kann ihr den Wunsch nicht abschlagen. Beckett ist von dieser Situation verständlicherweise wenig begeistert. Castle sieht ein, dass er Meredith gar nicht erst hätte einziehen lassen dürfen (sondern sie stattdessen in ein Hotel schicken sollen), bringt es nun jedoch nicht übers Herz, sie jetzt wieder rauszuschmeißen, da doch Alexis krank ist. Zu allem Überfluss gehen Beckett und Meredith gemeinsam essen, um sich über Castle auszutauschen. Das Mordopfer ist Michelle Twohey, welcher ein Eispickel in den Hals gestoßen wurde. Sie ist eine Scheidungsanwältin, welche recht erfolgreich in erster Linie die Ehefrauen vertritt. Der Anfangsverdacht gegen eine Ehefrau, für die sie scheinbar nur schlecht gearbeitet hat, bestätigt sich nicht. Auch ein Mann, dessen Frau sie vertrat, welche aber auf See von der gemeinsamen Jacht spurlos verschwand, kann seine Unschuld in dem aktuellen Fall beweisen. Jedoch leidet er schwer darunter, dass er als Mörder seiner Ehefrau gebrandmarkt wird und so sein soziales Umfeld und sein Einkommen verlor. Castle ist es, der durch Zufall bemerkt, dass diese angeblich tote Ehefrau noch am Leben ist. Sie lebt glücklich unter anderen Namen weiter. Als sie jedoch merkte, dass die Anwältin gleichfalls dahinter kam, dass sie noch lebte, hat sie diese getötet, um ihren Ex weiter ausgrenzen zu lassen und selber glücklich weiterleben zu können. |           |                                   |                                |                      |                                       |                  |                                                                |                 |
| 92 | 11        | Schlechter Einfluss               | Under the Influence            | 14. Jan. 2013        | 12. Apr. 2013                         | John Terlesky    | Elizabeth Beall                                                | 9,14 Mio.       |
| Die DJ Holly Rhodes wird erschossen aufgefunden. Am Abend zuvor hatte sie auf einer Album-Release-Party von Popstar Regine Kayne aufgelegt, wo sie sich frühzeitig entfernte. Die Ermittlungen ergeben, dass ihre Hilfskraft, der minderjährige Joe „Monster“ Melone, welcher ihr Equipment auf- und abbaut, bei vielen Partys wertvollen Schmuck gestohlen hat. Er handelt jedoch im Auftrag von Shane Winters. Zunächst deckt Joe ihn. Damit Joe während der Ermittlungen nicht ins Gefängnis oder ins Jugendheim muss, nimmt Esposito ihn bei sich auf. Er versucht den Jungen auf die rechte Bahn zu lenken. Auf Regines Party hat Joe (im Auftrag von Regine) ein Handy gestohlen, um in einem Tonstudio an noch unveröffentlichte Musikaufnahmen von Regines Konkurrentin Josi zu kommen. Eine vorläufige Veröffentlichung von Josis Album im Internet würde ihren Erfolg schmälern. Holly ertappte Regine, als sie gerade das Handy heimlich zurücklegen wollte. Holly zieht zu ihrem Schutz ihre Waffe. Regine gelingt es jedoch Holly mit ihrer eigenen Waffe zu erschießen, damit diese Regine nicht verrät. Esposito sucht Shane Winters auf. Er macht ihm klar, dass für den Fall, dass er Joe nicht in Ruhe lässt, er ihn in Notwehr erschießen wird. Da er vorher Shanes riesigen Bodyguard mit einem einzigen Tritt aus dem Weg geräumt hat, wird Shane klar, dass er es sehr ernst meint. |           |                                   |                                |                      |                                       |                  |                                                                |                 |
| 93 | 12        | Tödliche Girls                    | Death Gone Crazy               | 21. Jan. 2013        | 19. Apr. 2013                         | Bill Roe         | Jason Wilborn                                                  | 8,82 Mio.       |
| Der Geschäftsführer des Nachtclubs „College Girls Gone Crazy“ Beau Randolph (er taucht in Episode 61 erstmals auf) wird stranguliert und ermordet. Er hatte zwar reichlich Neider und Feinde, aber alle können ihre Unschuld beweisen. Im Laufe der Ermittlungen kommt zudem heraus, dass Beau Randolph in den letzten Wochen sich merkwürdig und für ihn sehr untypisch verhielt. Er trennte sich von seiner oberflächlichen Geliebten Tiffany Shaw, wollte großen Mengen Geld bei Little Frog Enterprise, einer Kinder-Medienfirma, investieren, mied Partys und engagierte einen weiblichen Bodyguard. Zudem schloss er einen fünf Millionen schweren Treuhandfond für JD Mayfield ab, eine Person, die nicht gefunden werden kann. Ein Sex-Tape mit Beau Randolph und einer unbekannten Frau taucht auf. Diese wird als Candice Mayfield identifiziert, die Tochter eines der schärfsten Kritiker Randolphs. Die Polizei vermutet eine Erpressung von Beau Randolph gegen Candice Mayfield, damit diese ihren Vater zum Schweigen bringt, und dass diese in ihrer Not Randolph getötet hat. Candice Mayfield leugnet das aber und erklärt, dass zum Zeitpunkt ihres One-Night-Stands weder sie noch Beau Randolph wussten, wer der jeweils andere war. Sie gesteht aber, dass sie Randolph später sagte, dass er nun Vater wird und sie war sich sicher, dass er sie mit dem Kind sitzen lässt. Randolph reagierte aber gänzlich anders als erwarte, denn er beschloss seinen extravaganten Lebensstil aufzugeben, den Sex-Club für immer zu schließen und sein Leben vollkommen zu ändern, da er nun endlich einen Sinn darin sieht und Vater werden wollte. Er verspricht ihr, seinen erfolgreichen und großen Gewinn abwerfenden Sex-Club schließen und das gesamte Unternehmen samt Sex-Videos und CDs abwickeln zu wollen. Candice Mayfield glaubt ihm das aber nicht und meidet den Kontakt zu ihm. Beau Randolph umwirbt Candice Mayfield jedoch ständig weiter und beweist ihr, dass er es ernst meint und Verantwortung für das Kind übernehmen will. Für dieses ungeborene Kind ist auch der Treuhandfond. Als Candice Mayfield diese Veränderungen Beau Randolphs realisiert, will sie ihm eine Chance geben, doch dazu sollte es nun nicht mehr kommen. Die Schließung des Clubs hätte für Randolphs Mitarbeiter und potentiellen Nachfolger als Geschäftsführer Troy die Geldquelle versiegen lassen. Um dies zu vermeiden ermordet Troy Randolph und will anschließend die Geschäfte übernehmen. Alexis teilt ihr Leben in einem Videoblog öffentlich mit, was Castle ganz und gar nicht gefällt, da er der Meinung ist, dass sie zu viel von sich preisgibt. |           |                                   |                                |                      |                                       |                  |                                                                |                 |
| 94 | 13        | Rückschlag                        | Recoil                         | 4. Feb. 2013         | 26. Apr. 2013                         | Tom Wright       | Schauspiel: Rob Hanning Handlung: Rob Hanning & Cooper McMains | 8,89 Mio.       |
| Eine junge Frau wird ermordet und in einer Tonne verbrannt. Die Spuren führen zu Senator Bracken. Beckett erhofft sich durch seine Verhaftung sich bei ihm für die Ermordung ihrer Mutter zu rächen. Doch bald wird der Verdächtige zum Opfer, als am Tatort eine Tasche mit einem Notizbuch gefunden wird, das Mordpläne gegen Bracken enthält. Und so muss Beckett notgedrungen mit ihm zusammenarbeiten und ihn beschützen, was sie in eine psychische Krise treibt. Zum Ende der Folge rettet sie ihm das Leben, indem sie ihn vor einer Autobombe bewahrt. Die Vorfälle kann Bracken öffentlichkeitswirksam zu seinem Vorteil nutzen, um bei der Bevölkerung „Pluspunkte“ zu sammeln in Hinsicht auf seine Kandidatur zum Präsidenten der USA. Bracken bietet Beckett an, ihr zu helfen, falls sie Hilfe braucht. Castle sagt ihm, dass er nicht wie Beckett gehandelt hätte. Er hätte nur zugesehen und nicht sein Leben für Bracken riskiert. |           |                                   |                                |                      |                                       |                  |                                                                |                 |
| 95 | 14        | Wenn die Realität zuschlägt       | Reality Star Struck            | 11. Feb. 2013        | 5. Aug. 2013                          | Larry Shaw       | David Grae                                                     | 8,97 Mio.       |
| Das NYPD führt Ermittlungen am Drehort der Reality-Show, „The Wives of Wall Street“, durch. Eine der Teilnehmerinnen, Hannah Green, wird erstochen in einer Bushaltestelle sitzend aufgefunden. Es stellt sich heraus, dass, im Gegensatz zu den anderen Teammitgliedern, Captain Gates ein großer Fan der Serie ist. Sie ordnet deshalb an, dass sich jeder eine Folge der Serie abends zuhause ansehen soll. Castle schaut gleich mehrere Folgen an, was schließlich auch bei den Mordermittlungen weiterhilft. Es ist Valentinstag und Castle möchte Beckett ein Paar Ohrringe schenken. Er versteckt diese jedoch zusammen mit einer kurzen Nachricht versehentlich statt in Becketts, in Gates Blazer. Castle und Beckett befürchten nun, dass Gates von ihrer Beziehung erfährt. Gates hingegen glaubt hingegen nur, dass dies ein missglückter Versuch von Castle ist, ihre Gunst zu gewinnen. Beckett „schenkt“ Castle zum Valentinstag symbolisch eine leere Schublade in ihrer Kommode. |           |                                   |                                |                      |                                       |                  |                                                                |                 |
| 96 | 15        | Entführt – Teil 1                 | Target (1)                     | 18. Feb. 2013        | 29. Juli 2013                         | Bill Roe         | David Amann                                                    | 9,85 Mio.       |
| Castles Tochter Alexis und ihre Freundin Sara El-Masri werden entführt. FBI-Agent Harris arbeitet bei diesem Fall mit Becketts NYPD-Team und Castle zusammen. Die Entführer hatten aufgrund von Alexis’ Videoblog von deren geplanten Aktivitäten erfahren und sie so abgepasst und entführt. Sara ist die Tochter eines sehr reichen ägyptischen Geschäftsmannes. Er hatte unter den früheren Machthabern großen Reichtum erworben und sich viele Feinde gemacht. Castle ist verzweifelt und es ist ihm anzumerken, dass er absolut alles tun würde, um seine Tochter zurückzubekommen. Victoria Gates hingegen erlaubt Beckett alles zu tun, was nötig ist, um Castles Tochter wiederzufinden. Sie macht Beckett sehr deutlich, dass sie ihre volle Unterstützung hat und absolut alles unterstützen und zur Not auch decken wird, was Beckett und ihr Team zu tun für notwendig erachten. Erstmals steht sie voll zu Castle und er hat ihr tiefstes Mitgefühl. Kate Beckett spricht Richard Castle erstmals auch in der Dienststelle mit seinem Vornamen und nicht mehr mit dem bis dahin üblichen „Castle“ an, sie dutzt ihn immer wieder, auch liegen sich die beiden wiederholt in den Armen. Hatte Victoria Gates vorher möglicherweise einen Verdacht, dass sich Castle und Beckett näher standen, als es bloße Freunde tun, wird sie Augenzeuge, wie nah die beiden sich offensichtlich stehen, aber sie verliert darüber kein Wort. Als der verletzte Fluchtwagenfahrer aufgespürt wird, verweigert der jede Auskunft. Castle bittet daraufhin Beckett ihn mit dem Fahrer allein zu lassen, was ihm Beckett gewährt. Es ist Castle seine Verzweiflung, aber auch seine Entschlossenheit anzusehen, alles zu tun, bis hin zur körperlichen Gewalt, um an weitere Informationen zu kommen. Es ist nicht zu sehen, wie es Castle geschafft hat, den Fahrer zum Reden zu bringen, aber dieser verrät ihm eine neue Spur. Auf Becketts Frage, was er getan hat, um die Information zu bekommen, antwortet Castle, er hätte an die Menschlichkeit des Täters appelliert. Die Spur führt zu einer verlassenen Farm, wo die beiden Mädchen jedoch nicht mehr festgehalten werden. Die beiden können inzwischen aus ihrem Gefängnis ausbrechen, werden jedoch kurz darauf wieder eingefangen. Alexis konnte dabei jedoch kurz mit Castle telefonieren. Die Polizei lokalisiert den Anruf in Paris. |           |                                   |                                |                      |                                       |                  |                                                                |                 |
| 97 | 16        | Entführt – Teil 2                 | Hunt (2)                       | 25. Feb. 2013        | 29. Juli 2013                         | Rob Bowman       | Andrew W. Marlowe                                              | 10,77 Mio.      |
| Sara El-Masri wird gegen eine Lösegeldzahlung freigelassen. Alexis’ Aufenthalt ist jedoch weiter unbekannt. Castle fliegt nach Paris, um auf eigene Faust seine Tochter zu finden. Castles Geheimdienstkontakte entpuppen sich als käufliche Verräter, jedoch vereitelt sein ihm bis zu diesem Zeitpunkt unbekannter Vater seine Tötung, indem er die Verräter tötet. Seinen Vater ist ein Agent und meidet daher den Kontakt zu Castle, um ihn zu schützen. Er operiert außerhalb der Geheimdienste auf allerhöchsten Befehl und er tötet auch, wenn dies nötig ist. Wurde zuerst angenommen, dass das Hauptziel der Entführung Sara war, stellt sich heraus, dass es eigentlich um Alexis’ Entführung ging. Feinde von Castles Vater versuchen auf diese Weise an ihn heranzukommen. Castles Vater hatte einst eine gegnerische Agentin Anna getötet, deren Ehemann nun Rache sucht. Es gelingt Castle und seinem Vater den Aufenthaltsort von Alexis ausfindig zu machen. Gemeinsam schmieden sie einen Plan, um in das Gebäude einzubrechen und Alexis zu befreien. Die Aktion scheitert und Castle wird gefasst. Dies gehört aber zum Plan, um Castle in die Nähe seiner Tochter zu bringen. Castle wurde von seinem Vater mit einigen Sonderausstattungen versehen, so kann er mit einer explodierenden Armbanduhr Alexis Käfig aufsprengen. Die Aktion gelingt und der Drahtzieher hinter der Entführung wird von Castles Vater getötet, doch bleibt zunächst unklar, ob Castles Vater auch überlebt hat. Wieder zu Hause angekommen bekommt Castle per Post ein Buch zugeschickt, welches ein Hinweis ist, dass es seinem Vater gut geht. Er kann jedoch aus Sicherheitsgründen weiterhin keinen Kontakt zu Castle und seiner Familie pflegen. Beckett wirft Castle nicht vor, dass er überstürzt nach Paris aufbrach, sie bittet ihn aber, sie das nächste mal nicht zurückzulassen, da sie inzwischen auch zur Familie gehört. |           |                                   |                                |                      |                                       |                  |                                                                |                 |
| 98 | 17        | Zu Tode erschreckt                | Scared to Death                | 18. März 2013        | 12. Aug. 2013                         | Ron Underwood    | Shalisha Francis                                               | 11,26 Mio.      |
| Eine Frau wird mit schreckverzerrtem Gesicht und ohne ersichtliche Todesursache aufgefunden. Castle findet bei dem Opfer eine DVD, die vom Inhalt sehr an das Video von The Ring erinnert, einschließlich einer Todesdrohung in drei Tagen um Mitternacht. Da Castle das Videos angesehen hat, befürchtet er, nur noch 3 Tage zu leben. Die Spur führt zu einem Serienmörder, welcher jedoch bereits seit einiger Zeit tot ist. Mysteriöser Weise wurde sein Grab geöffnet und sein Leichnam ist verschwunden. Ein Mann wird ermordet. Die Verbindung beider Opfer ist, dass beide damals im Prozess gegen den Serienmörder ausgesagt hatten. Castle nervt Beckett einmal mehr gewaltig mit seiner Theorie, dass der Serienmörder als ein untoter Zombie für die Morde verantwortlich sein könnte. Vorsichtshalber trägt er bei den weiteren Ermittlungen unter anderem eine Flasche mit Weihwasser und andere Zombieabwehrmittel mit sich. Als Castle und Beckett einen dritten Zeugen ausfindig machen können, welcher ebenfalls seinen Tod erwartet, können sie den Fall aufklären. Es zeigt sich, dass der Täter nicht aus dem Umfeld des Serienmörders stammt. Es ist Amanda, die Tochter eines im Zusammenhang mit den früheren Morden zu Unrecht inhaftierten Verdächtigen, der sich in der Haft nach drei Tagen das Leben nahm, als die drei Zeugen ihn unter dem Druck der Polizei irrtümlich als möglichen Mörder identifizieren. Amanda tötet die Zeugen mit einem modifizierten Elektroschocker, was die Grimassen der Opfer erklärt. Castle schlägt die Täterin mit der Flasche Weihwasser nieder, welche so unbeabsichtigt doch noch ihren Zweck erfüllt. |           |                                   |                                |                      |                                       |                  |                                                                |                 |
| 99 | 18        | Fenton O’Connell                  | The Wild Rover                 | 25. März 2013        | 19. Aug. 2013                         | Rob Hardy        | Terence Paul Winter                                            | 10,57 Mio.      |
| Kevin Ryan wird bei der irischen Mafia, bei der er schon einmal undercover als Fenton O’Connell ermittelte, eingeschleust, um ein wichtiges Buch zu stehlen und eine Kronzeugin zu beschützen. Das Buch dient als Beweis, um einen Großteil der Mafia zu verhaften und zu verurteilen. Am Ende der Episode verrät Kevins Frau ihm, dass sie schwanger ist, was sie zuvor längere Zeit vergeblich versucht hatten. |           |                                   |                                |                      |                                       |                  |                                                                |                 |
| 100 | 19        | Das Fenster zum Hof               | The Lives of Others            | 1. Apr. 2013         | 26. Aug. 2013                         | Larry Shaw       | Terri Miller & Andrew W. Marlowe                               | 11,79 Mio.      |
| In der hundertsten Folge ist Castle nach einem Skiunfall, bei dem er sich das Knie verletzt hat, auf Krücken und einen Rollstuhl angewiesen. In seiner Langeweile beschließt er in Anlehnung an Alfred Hitchcocks Spielfilm Das Fenster zum Hof, die Menschen in den gegenüberliegenden Wohnungen mit einem Fernglas zu beobachten. Als er glaubt, einen Mord gesehen zu haben, meldet er dies bei Beckett im Morddezernat. Das Team kann jedoch bei der Befragung des Mannes und der Durchsuchung seiner Wohnung keine Hinweise finden, dass er seine Frau ermordet hat. Das Team kümmert sich daraufhin wieder um einen anderen Mordfall, welcher von Überwachungskameras aufgezeichnet wurde. Castle beobachtet weiter und glaubt immer wieder neue Beweise für den Mord zu sehen, u. a. glaubt er zu sehen, wie der Mann mitten in der Nacht einen Teppich (mit der darin eingewickelten Leiche) fort schafft. Seine Freunde halten ihn für paranoid oder sagen, dass die Schmerzmittel Castles Sinne vernebeln. Da ihm niemand glaubt, macht er sich auf eigene Faust mit Krücken auf den Weg und durchsucht die Wohnung des Mannes, kann jedoch keine aussagekräftigen Beweise sichern. Beckett ist genervt von Castles ständigen Mordtheorien und beschließt, die Sache ein für alle mal zu klären. Während Beckett zum Nachbar geht, um ihn nochmals zu befragen, beobachtet Castle die Szene mit seinem Fernglas. Dabei hat es den Anschein, dass der Nachbar Beckett mit einem Messer angreift. Castle stürzt daraufhin mit seinen Krücken los, um ihr zu helfen. Drüben angekommen, findet er jedoch nicht eine verletzte Beckett, sondern eine Überraschungsparty zu seinem Geburtstag vor. Es stellt sich heraus, dass die ganze Mordgeschichte nur vorgespielt war, um Castle die Langeweile zu vertreiben. Alle, natürlich außer Castle selbst, waren mit eingeweiht, darunter auch Alexis, Captain Gates und ein paar Schauspielschüler von Castles Mutter. Beckett hat dies als Geburtstagsgeschenk für Castle organisiert. Castle sagt, dies sei das schönste Geburtstagsgeschenk, das er je bekommen hat. Gleichzeitig fragt er sich, wie er das zu Becketts Geburtstag toppen könnte. |           |                                   |                                |                      |                                       |                  |                                                                |                 |
| 101 | 20        | Bigfoot ist der Mörder            | The Fast and the Furriest      | 15. Apr. 2013        | 2. Sep. 2013                          | Jonathan Frakes  | Christine Roum                                                 | 10,18 Mio.      |
| Eine junge Frau wird mit schrecklichen Gesichtsverletzungen vor der Notaufnahme abgelegt. Am ermittelten Tatort finden sich Fußabdrücke von Bigfoot, mitten in New York. War Bigfoot der Täter? Castle ist begeistert. Jedoch führen die Spuren der Bigfoot-Forscherin zu einem normalen Täter. |           |                                   |                                |                      |                                       |                  |                                                                |                 |
| 102 | 21        | Wachtel oder Täubchen             | The Squab and the Quail        | 22. Apr. 2013        | 9. Sep. 2013                          | Paul Holahan     | Schauspiel: Jason Wilborn Handlung: Jason Wilborn & Adam Frost | 11,76 Mio.      |
| Mord im Luxusrestaurant. Da anscheinend der Falsche mit Gift ermordet wurde, muss Beckett Leibwächter für einen jungen, attraktiven Millionär spielen, was Castle natürlich überhaupt nicht gefällt … |           |                                   |                                |                      |                                       |                  |                                                                |                 |
| 103 | 22        | Stillstand                        | Still                          | 29. Apr. 2013        | 27. Dez. 2013                         | Bill Roe         | Rob Hanning                                                    | 10,53 Mio.      |
| Becketts Leben ist plötzlich in Gefahr, als sie auf eine Bombe mit Druckschalter tritt und sich nicht mehr bewegen darf. Während das Bombeneinsatzkommando nach einem Weg sucht, die Bombe zu entschärfen, versucht Castle Beckett mit der Frage „Wer hat sich zuerst in den jeweils anderen verliebt?“ abzulenken. In zahllosen Rückblenden wird gezeigt, wie Castle und Beckett sich kennen und lieben lernten. Das Bombenräumkommando kann die Bombe, an der auch noch ein Zeitzünder gefunden wird, nicht in der verbleibenden Zeit räumen. Ryan und Esposito finden den Bombenbauer, aber der kooperiert nicht. Als Esposito ihn mit körperlicher Gewalt zum Reden bringen will, findet er ihn nur noch tot in der Zelle vor. Der ohnehin unheilbar kranke Bombenbauer hat Selbstmord begangen und nun gibt es keine Chance mehr, die Bombe, auf der Beckett steht, durch die Eingabe des richtigen Passwortes zu entschärfen. Castle weicht dennoch nicht von der Seite Becketts und im letzten Moment kann er das Passwort erraten. Als Beckett nach der Rettung Castle um den Hals fallen will, erscheint ihre Chefin Gates und sie zuckt gerade noch rechtzeitig zurück. Jedoch fordert Gates sie nun auf, Castle endlich zu küssen, denn sie hatte längst erkannt, dass die beiden mehr als nur Freunde sind. |           |                                   |                                |                      |                                       |                  |                                                                |                 |
| 104 | 23        | Der menschliche Faktor            | The Human Factor               | 6. Mai 2013          | 16. Sep. 2013                         | Bill Roe         | David Amann                                                    | 10,84 Mio.      |
| Was nach einer Autobombe ausgesehen hat, entwickelt sich als Raketentreffer mitten in New York, abgeschossen von einer unbemannten Drohne. |           |                                   |                                |                      |                                       |                  |                                                                |                 |
| 105 | 24        | Für Höheres bestimmt              | Watershed                      | 13. Mai 2013         | 3. Jan. 2014                          | John Terlesky    | Andrew W. Marlowe                                              | 11,16 Mio.      |
| Nach einem Bewerbungsgespräch zu einem hoch angesehen Job in Washington D.C. muss Beckett sich entscheiden: Ihre Karriere oder ihre Freunde und Castle. Sie ist dazu gezwungen, ihr bisheriges Leben in New York und vor allem ihre Beziehung mit Rick zu betrachten. Unterdessen wird die Leiche einer jungen Frau in einem Wassertank gefunden. Während der Ermittlungen stellt sich heraus, dass dies nicht das einzig Seltsame an dem Fall und dem Opfer ist. |           |                                   |                                |                      |                                       |                  |                                                                |                 |

## Staffel 6
Die Erstausstrahlung der sechsten Staffel war vom 23. September 2013 bis zum 12. Mai 2014 auf dem US-amerikanischen Sender ABC zu sehen. Die deutschsprachige Erstausstrahlung der ersten 15 Episoden sendete der deutsche Free-TV-Sender Kabel eins vom 3. Januar bis zum 11. April 2014. Die restlichen Episoden wurden vom 14. September bis zum 2. November 2014 bei Sat.1 erstausgestrahlt.
| Nr. (ges.) | Nr. (St.) | Deutscher Titel                                | Originaltitel                  | Erstausstrahlung USA | Deutschsprachige Erstausstrahlung (D) | Regie          | Drehbuch                                                          | Zuschauer (USA) |
| --- | --------- | ---------------------------------------------- | ------------------------------ | -------------------- | ------------------------------------- | -------------- | ----------------------------------------------------------------- | --------------- |
| 106 | 1         | Walküre                                        | Valkyrie                       | 23. Sep. 2013        | 3. Jan. 2014                          | John Terlesky  | Rob Hanning                                                       | 11,46 Mio.      |
| Beckett tritt ihre neue Stelle in Washington an, was sie und Castle als Ermittler-Duo auseinanderreißt. Allerdings dauert es nicht lange, bis Castle als Verdächtiger im Verhörraum in Washington sitzt. Das ist aber nicht sein einziges Problem. Es stellt sich heraus, dass Castle bei seinem Eingreifen in Becketts Ermittlungen vergiftet wurde und nur noch einen Tag zu leben hat. |           |                                                |                                |                      |                                       |                |                                                                   |                 |
| 107 | 2         | Vergiftet                                      | Dreamworld                     | 30. Sep. 2013        | 10. Jan. 2014                         | Tom Wright     | David Grae                                                        | 10,88 Mio.      |
| Beckett und ihre Kollegen suchen fieberhaft nach der Person, die versucht weitere Mengen des Giftes zu verbreiten, da diese auch das Gegengift besitzt, welches die einzige Möglichkeit ist, Castle zu retten. Im Zuge der Ermittlungen gerät auch der Verteidigungsminister und ein geheimer Militärstützpunkt („Traumwelt“) ins Visier. Die Ermittler finden heraus, dass der Verteidigungsminister den Tod einer US-Geheimagentin (Deckname „Walküre“) vorsätzlich in Kauf genommen hat, um einen wichtigen al Kaida-Chef und einige seiner Anhänger töten zu können. Der Verlobte der Agentin, ein US-Reporter, steckt hinter dem von ihm ungewollten Anschlag auf Castle und er will nun mit dem Gift die Ehefrau des Verteidigungsministers töten. Es ist der zunehmend schwächer werdende Castle, der letztlich den Plan durchschaut und sich und die Ehefrau retten kann. Beckett ist mit dem Ausgang des Falles sehr unzufrieden, muss sie doch akzeptieren, dass der eigentlich schuldige Verteidigungsminister ungeschoren davon kommt. |           |                                                |                                |                      |                                       |                |                                                                   |                 |
| 108 | 3         | Der ermordete Fernsehstar                      | Need to Know                   | 7. Okt. 2013         | 17. Jan. 2014                         | Larry Shaw     | Elizabeth Beall                                                   | 10,51 Mio.      |
| Während Beckett noch in D.C. ist, mischt sich Castle in Ryans und Espositos neueste Untersuchung ein, den Mord an dem ehemaligen Kinderstar Charlie Reynolds. Der Fall wird bald von Beckett und McCord übernommen, als Beweise vorliegen, die Charlie mit der russischen Mafia in Verbindung bringen, und Beckett wird mit einem ethischen Dilemma konfrontiert, das sie schließlich ihren Job beim Generalstaatsanwalt kostet. |           |                                                |                                |                      |                                       |                |                                                                   |                 |
| 109 | 4         | Der größte Fan                                 | Number One Fan                 | 14. Okt. 2013        | 24. Jan. 2014                         | John Terlesky  | Terence Paul Winter                                               | 11,11 Mio.      |
| Castle wird zu einer Geiselnahme mit einer Mordverdächtigen gerufen, die nur mit ihm sprechen will, und gerät in Lebensgefahr, als er sich gegen zwei der Geiseln austauscht. Castle glaubt, dass sie unschuldig ist und entdeckt, dass ihr ein Mord angehängt wurde. Gates erlaubt Beckett, die nach den Ereignissen in der letzten Folge aus ihrem Job beim FBI entlassen wurde, bei den Ermittlungen zu helfen, obwohl sie aufgrund von Budgetkürzungen nicht wieder auf dem Revier eingesetzt werden kann. Nachdem der Fall gelöst ist und der wahre Täter gefasst wurde, wird Beckett dank der Unterstützung eines einflussreichen Mannes, den sie während der Ermittlungen kennengelernt hat und der sich als der lange verschollene biologische Vater der Mordverdächtigen entpuppt, wieder in den aktiven Dienst aufgenommen. |           |                                                |                                |                      |                                       |                |                                                                   |                 |
| 110 | 5         | Besuch aus der Zukunft                         | Time Will Tell                 | 21. Okt. 2013        | 31. Jan. 2014                         | Rob Bowman     | Terri Edda Miller & Andrew W. Marlowe                             | 10,59 Mio.      |
| In dieser Episode wird das Thema Zeitreisen aufgeworfen. Es finden sich immer wieder Anspielungen auf die Filme „Twelve Monkeys“ und „Terminator“. Zum Ende der Folge schüttet Beckett aus Versehen einen Becher Kaffee über einen Brief und erkennt, dass der Fleck mit dem Fleck auf dem „Beweis-Brief“, den sie vom zeitreisenden Verdächtigen erhalten hat, identisch sind. |           |                                                |                                |                      |                                       |                |                                                                   |                 |
| 111 | 6         | Das Geheimnis des verborgenen Schatzes         | Get a Clue                     | 28. Okt. 2013        | 7. Feb. 2014                          | Holly Dale     | Christine Roum                                                    | 10,69 Mio.      |
| Alexis und Pi habe ihre erste Wohnung bezogen und Martha und Castle sind zum Einweihungsessen eingeladen – dabei benimmt sich Castle Pi gegenüber unmöglich, was Alexis sehr enttäuscht. Auf dem Weg zum Tatort schüttet Castle Beckett sein Herz aus und wünscht sich einen 'guten Mord' – nur um seine Sorgen zu vergessen. Das Opfer ist Susanna Ritchland, die erstochen aufgefunden wurde. In ihrer Wohnung werden Fotos von Freimaurerzeichen und Bücher zum Thema Mittelalter gefunden. Zuerst wird ein Mönch verdächtigt, der ihr in der Mordnacht gefolgt war und der Castle und Beckett zu einem Kloster führt. Wie sich herausstellt, hat Susanna an einer Art Schnitzeljagd des Historischen Instituts von New York teilgenommen, die sich als ein vom Direktor Nolan Burns inszenierter Versuch herausstellt, einen Schatz zu finden, den er, nach einem alten Pergament des Steinmetzes Theodore Rose, irgendwo in New York vermutet. Susanna hatte aber nicht aus Neugierde teilgenommen, sondern sie ist eine Nachfahrin von Theodore Rose, dessen Mythos sie als Familiensaga kennt und von dem sie nun erstmals eine Kopie des Pergaments in Händen hält und beginnt, den Hinweisen auf das Versteck im Kloster zu folgen. Castle kann, inspiriert durch Martha, die Puzzleteile der Jagd zusammensetzen und er und Beckett finden im Kloster eine verborgene Krypta, die auch der Tatort war, sowie den Schatz – ein kleines Fass voller Half-Dimes von 1792. Als Täter wird der Cousin überführt, der sich inkognito in die Schnitzeljagd eingekauft hatte und so Susanna überwachen konnte. Er wollte verhindern, dass die wertvollen Münzen einem Museum gestiftet werden, da er finanziell etwas klamm ist. Nachdem die Tat aufgeklärt ist, fährt Castle zu Alexis und will sich entschuldigen – sie lässt ihn aber abblitzen und schlägt die Tür vor ihm zu. |           |                                                |                                |                      |                                       |                |                                                                   |                 |
| 112 | 7         | Wettlauf gegen die Zeit                        | Like Father, Like Daughter     | 4. Nov. 2013         | 14. Feb. 2014                         | Paul Holahan   | Marc Dube                                                         | 10,87 Mio.      |
| Alexis und ihr Professor haben als Studienprojekt ein Wiederaufnahmeverfahren im Mordfall Kimberly Talbert angestrengt und wollen die Unschuld von Frank Hanson beweisen. Er wurde vor 15 Jahren wegen Mordes zum Tode verurteilt und soll schon in drei Tagen exekutiert werden. Aber sie scheitern. In dieser aussichtslosen Situation überwindet sich Alexis und bittet ihren Vater um Hilfe. Wochenlang hatten sie wegen Castles ungebührlichem Verhalten gegenüber Pi bei der Wohnungseinweihung nicht miteinander gesprochen. Castle sieht dies als Möglichkeit, sich zu rehabilitieren, und sichert seine Hilfe zu. Zusammen fahren sie nach Pennsylvania und rollen den Fall noch einmal und unter Zeitdruck auf. Mit Hilfe des Teams in New York finden sie nach und nach heraus, dass Frank seinen Bruder John blutüberströmt über der Toten vorfand und ihn aus Schuldgefühlen deckte. John muss der Mörder sein, und doch kommt auch diese Theorie zunehmend ins Wanken, als sie feststellen, dass der Mord etwa 30 Minuten früher stattfand und sie einen kleinen Anhänger auf den Videos der Forensik entdecken, der unter der Leiche lag und sie zum Polizisten Lane führt. Er hatte damals bei Kimberly Chemienachhilfe bekommen und dies zum Kochen von Meth benutzt. Nach einer Party im Haus mit der Meth-Küche befürchtete er, dass Kimberly dies bemerkt haben könnte und der Polizei melden würde. Deshalb brachte er sie um. Mit den neuen Beweisen gelingt die Wiederaufnahme und Frank wird freigesprochen. Am Ende bedankt sich Alexis besonders bei Beckett, die schon befürchtet hatte, nicht den richtigen Kontakt zu Alexis zu bekommen und die anfing, sich aus der sich findenden Familie Rodger/Castle/Beckett ausgeschlossen zu fühlen. |           |                                                |                                |                      |                                       |                |                                                                   |                 |
| 113 | 8         | Diamantenmord                                  | A Murder Is Forever            | 11. Nov. 2013        | 21. Feb. 2014                         | Bill Roe       | Chad Gomez Creasey & Dara Resnik Creasey                          | 10,05 Mio.      |
| Alice Clark, eine ehemalige Primatenforscherin, die nun als Beziehungscoach in New York arbeitet, wird zu einem Vortrag erwartet, erscheint aber nicht. Stattdessen wird ihr Wagen, in dem sie tot auf dem Fahrersitz sitzt, durchsucht und die Sitze aufgeschlitzt. Ein Raubmord war es nicht, da das NYPD 10.000 US$ Bargeld und andere Wertsachen bei ihr findet. Schnell wird der 'Ausputzer' Barrett Hawke auf Videos identifiziert, wie er in die Etage mit ihrem Büro fährt. Er durchsuchte nicht nur das Auto, sondern auch ihr Büro. Als er von Ryan und Esposito festgesetzt werden soll, schafft er es noch gerade so, alle kompromittierenden Hinweise zu löschen und zu schreddern. Alices Assistent bestätigt, dass einzig eine Akte fehlt, die der Paartherapie von Andrew und Monica Spencer, der aber angibt, die Akte von Alice selbst ausgehändigt bekommen zu haben. Im Gegenzug sollte er ihr anonym ein Zimmer in einem zu seinem Konzern gehörenden Hotel zur Verfügung stellen. Im Safe des Zimmers finden Castle und Beckett einen lupenreinen, 100-karätigen Diamanten. Nach kurzer Recherche ist klar, dass er Steve und Janet Warner gehört, die ihn aber nicht als gestohlen gemeldet haben. Tatsächlich waren sie überfallen worden, behaupten aber im Verhör, dass es sich um Modeschmuck handele. Allerdings hatten die Warners Alice während eines Beratungsgesprächs versehentlich davon erzählt, dass Steve solche (künstlichen) Diamanten herstellen kann, da er im Physikstudium ein solches Verfahren zur Herstellung von künstlichen Diamanten entwickelt hatte, die Rechte aber nach Rückschlägen dem Diamantenkartell VonRone überlassen hatte. Allerdings hatte er für private Zwecke dieses Verfahren verbessert und seiner Frau als Beweis seiner Liebe einen großen Diamanten hergestellt, was aber geheim bleiben sollte. Alice hatte dies allerdings ihrem Freund und südafrikanischen Aktivisten Leo Wyngaard erzählt, den sie während ihrer Primatenforschung in Ruanda kennengelernt hatte. Leo, der die Auswirkungen des illegalen Diamantenhandels vor Ort gesehen hatte, wittert eine Chance, durch dieses Verfahren den internationalen (Blut-)Diamantenhandel zum Erliegen zu bringen und überfällt die Warners, um sie mit dem Diamanten unter Druck zu setzen, in das Vorhaben einzuwilligen. Aber die Warners lehnen dies ab und engagieren stattdessen Hawke, der den Diamanten wieder beschaffen soll, sodass das Geheimnis gewahrt bleibt. Er teilt den Warners mit, dass Alice an dem Überfall beteiligt war; Janet trifft sich darauf mit Alice, wobei es zu Meinungsverschiedenheiten kommt und Janet Alice ermordet. |           |                                                |                                |                      |                                       |                |                                                                   |                 |
| 114 | 9         | Zwillinge                                      | Disciple                       | 18. Nov. 2013        | 28. Feb. 2014                         | Rob Bowman     | David Amann                                                       | 10,93 Mio.      |
| Als das Team um Beckett zu einer ermordeten jungen Frau aufgefunden wird, stehen alle unter Schock: Das Opfer ist ihrer Kollegin Lanie nicht nur dank eines chirurgischen Eingriffs wie aus dem Gesicht geschnitten – es trägt an einer intimen Stelle sogar dasselbe Tattoo wie die Ermittlerin. Während Castle und Beckett noch rätseln, warum die Tote aussehen wollte wie Lanie, taucht eine männliche Leiche auf, die ein Doppelgänger von Esposito zu sein scheint. Eine Schönheitschirurgin gerät unter Verdacht, sie kann die Morde aber nicht begangen haben. Als Castle den Dreifachmörder als möglichen Komplizen ins Spiel bringt, stellt das Team fest, dass die Doppelgänger alle Akten und medizinische Unterlagen zum Dreifachmörder gestohlen haben. Als Mörder wird ein Wachmann entlarvt, der aber unmöglich alles geplant haben kann. Die Chirurgin kommt als Strippenzieherin in Frage, aber sie taucht unter. Es bleibt der Verdacht, dass sie die Partnerin des Dreifachmörders war oder gar noch ist. Letztlich bleibt dies unaufgeklärt. Anmerkung: Diese Folge wird bei den Wiederholungen am frühen Nachmittag in Deutschland nicht gezeigt. |           |                                                |                                |                      |                                       |                |                                                                   |                 |
| 115 | 10        | Der Gute, die Bösen und das Baby               | The Good, the Bad and the Baby | 25. Nov. 2013        | 7. März 2014                          | John Terlesky  | Terri Miller                                                      | 11,41 Mio.      |
| Ein Mann schleppt sich blutend in eine Morgenmesse, und bevor er tot zusammenbricht, drückt er dem verdutzten Priester ein Baby in den Arm. Der Tote heißt Cameron Ducan und war bei einem Chauffeurservice angestellt. Allerdings bleiben der Name und die Herkunft des Babys unklar. Sein Auto steht noch vor der Kirche und den Spuren zufolge ist von oben herab auf ihn geschossen worden. Der Besitzer des Chauffeurservices macht Beckett und Castle auf einen Gesprächspartner aufmerksam, der Cameron eingeschüchtert haben soll und der sich als Jimmy Wolfinsky herausstellt. Er hat wegen Bankraubs 7 Jahre gesessen und ist nun frei. Im Verhör zeigt er sich erschüttert und gibt zu, dass Cameron sein Komplize war – allerdings hatte der keine Rechnung mit ihm offen, sondern gibt an, dass Cameron beim Bankraub vor 7 Jahren bis zur letzten Sekunde im Fluchtfahrzeug gewartet hatte und er sich in der Bank verspätet hatte. Er ist also nicht der Mörder. Lanies Erkenntnissen nach müssen die Schüsse im Umkreis von ein paar Blocks gefallen sein, denn bei den Wunden hatte Cameron nicht mehr als 5 Minuten zu leben. Ryan und Esposito finden eine Wohnung, aus der geschossen wurde, und sie stellen dort Blut wie auch verbranntes Zelluloid sicher. In einem Müllcontainer finden sich neben Windeln für das Baby auch Tischtennisbälle und ein Weinkonservierungstool, was mehr Fragen als Antworten übrig lässt. Wie sich aus den GPS-Aufzeichnungen des Wagens ergibt hat Cameron verschiedene Fluchtwege von oder zu einem Geschäftshaus in Alphabet City ausprobiert. Die Überwachungskameras vor dem Haus zeigen, wie Cameron im Auto wartet und zwei weitere Männer mit einem kleinen Aktenkoffer auf das Haus zu gehen und später wieder ins Auto steigen. Aber der Sicherheitschef des Gebäudes sagt aus, dass es keinen Einbruch gegeben hätte und dass auch nichts vermisst würde. Bei der Ziehung der Lottozahlen fällt es Castle wie Schuppen von den Augen und er kann mit Hilfe von einem bei Cameron gefundenen Lottoscheins die Zahlen vorhersagen – damit ist klar, dass mit den Tischtennisbällen, dem Argongas und dem Wachs die Spielbälle manipuliert wurden. Und in dem Gebäude findet die Ziehung statt – die Täter müssen die Lottokugeln ausgetauscht haben und dafür muss es einen Innentäter geben, nämlich den Sicherheitschef des Gebäudes. Schnell stellt sich heraus, dass die Lottofee von den Tätern erpresst wurde – dazu hatte man ihren Mann, Paul, und das Baby, dessen Namen Benny ist, entführt und sie, die die Lottokugeln vor der Ziehung auswählt, angehalten den Koffer mit den manipulierten Bällen zu wählen, falls sie ihren Mann und das Baby wiedersehen will. Castle und Beckett kommen dahinter, dass der Chef des Chauffeurdienstes und der Sicherheitschef unter einer Decke stecken. In der Garage wird wenig später Paul befreit. Er sagt aus, dass Cameron von den beiden für den Job angeworben worden war und er aber in einem Moment mitgehört hatte, dass die Geiseln in einem fingierten Unfall zu Tode kommen sollen. Dies hatte er aber nicht mit seinem Gewissen vereinbaren können und war mit dem Baby geflohen. |           |                                                |                                |                      |                                       |                |                                                                   |                 |
| 116 | 11        | In der Flammenhölle                            | Under Fire                     | 6. Jan. 2014         | 14. März 2014                         | Paul Holahan   | Andrew W. Marlowe & David Amann                                   | 8,83 Mio.       |
| In einem ausgebrannten Gebäude wird die Leiche eines Brandermittlers gefunden, der einem Serienbrandstifter auf der Spur war. Im Zuge der Ermittlungen stoßen Castle und Beckett auf das Gebäude, das dieser vermutlich als nächstes anzünden wird, doch es stellt sich heraus, dass dort seine Werkstatt lag. Diese ist vermient und Ryan und Esposito werden im folgenden Inferno gefangen. Zu allem Überfluss setzen bei Ryans Frau Jenny auch noch die Wehen ein. |           |                                                |                                |                      |                                       |                |                                                                   |                 |
| 117 | 12        | In geheimer Mission                            | Deep Cover                     | 13. Jan. 2014        | 21. März 2014                         | Tom Wright     | Terence Paul Winter                                               | 9,03 Mio.       |
| Der 20-jährige Verkäufer von gebrauchten Schallplatten Ted Rollins wird tot unter seiner laufenden Dusche gefunden, weil jemand mit dessen Handy den Notruf auslöste. Er selber kann dies aber nicht gewesen sein, weil er schon Stunden vorher an einem anderen Ort getötet wurde. Alle wundern sich, wie der Tote mit seinem Job sich eine so große Wohnung leisten kann. Castle findet zufällig unter den Dielenbrettern einen Laptop, welcher den Toten als Hacker outet. Die Spezialisten der New Yorker Polizei müssen sich aber geschlagen geben, als sie vergeblich versuchen, den Computer zu knacken. Es wird lediglich erkannt, dass der Tote versucht hat, sich in die Server eines internationalen Finanzdienstleisters zu hacken. Castle und Beckett suchen diesen auf. Der Chef entpuppt sich als Castles Vater Jackson Hunt (der sich Anderson Cross nennt, letztlich sind aber beide Namen falsch), der Castle aber vorher noch instruiert, dies sich nicht anmerken zu lassen. Auf Grund von Spuren auf der Kleidung und des Mageninhalts (Castle kann den Verkaufsort der Speisen auf Grund seines Wissens über die besten Fastfood Restaurants eingrenzen) des Toten wird der wahre Tatort, der Freizeitpark auf Coney Island, gefunden. Gleichzeitig wird bei dem Toten der Abdruck einer iranischen Münze auf der Fußsohle gefunden. Die Spur führt zum iranischen Geheimdienst. Jackson Hunt kontaktiert seinen Sohn Castle, um an die Ermittlungsergebnisse der Polizei zu kommen, gerät aber zunehmend selber unter Verdacht, als er auf einem Überwachungsvideo vom Tatort auftaucht. Beckett erinnert sich zudem, dass er zu der Phantomzeichnung passt, die im Zusammenhang mit der Entführung von Castles Tochter gemacht wurde. Jackson Hunt taucht unter, kommt aber kurz danach zu Castles Wohnung. Dort muss Castle ihm eine Kugel aus dem Bauch operieren, die ihm vom wahren Täter verpasst wurde, als er dessen Spur aufnahm und von ihm in eine Falle gelockt wurde. Als Beckett dazu kommt, lüftet Castle das Geheimnis. Beckett bleibt aber misstrauisch. Jackson Hunt erklärt ihr, dass ein hoher CIA-Mitarbeiter eine Liste mit US-Auslandsagenten gestohlen hat und er mit Hilfe von Ted Rollins erkannt hat, dass diese Liste an den Iran verkauft werden soll. Die Übergabe hat aber noch nicht stattgefunden. Castle und Beckett versuchen nun die Übergabe zu verhindern, werden aber ausgetrickst. Der CIA-Verräter kann sich Castles bemächtigen, wird aber von Jackson Hunt letztlich hingerichtet, der am Ende alle austrickste. Als Castle Beckett zu dem Toten und zu seinem Vater holt, sind die jedoch verschwunden. Es wird nun auch klar, dass es Jackson Hunt war, der den vom CIA-Mitarbeiter getöteten Hacker Ted Rollins in seine Wohnung brachte und der dort den Notruf aktivierte. Jackson Hunt wollte so den Toten in den Zuständigkeitsbereich Becketts bringen und sie und Castle dazu missbrauchen, ihm bei seinem Plan zur Entlarvung des Täters zu helfen. Privat suchen Castle und Beckett nach einem Termin für ihre Hochzeit. Alle Termine haben aber Hindernisse, mal ist es zu heiß (Sommer), mal zu kalt (Winter), dann hat der eine Termine, dann der Vater Becketts. Letztlich sagt Castle seine Termine ab und man einigt sich auf September. |           |                                                |                                |                      |                                       |                |                                                                   |                 |
| 118 | 13        | Im Rampenlicht                                 | Limelight                      | 20. Jan. 2014        | 28. März 2014                         | Bill Roe       | Rob Hanning                                                       | 8,96 Mio.       |
| Das 12. Revier übernimmt den Fall von Mandy Sutton (Alexandra Chando), einem Teenager-Popstar, dessen Aufstieg zum Ruhm die Aufmerksamkeit der Medien mit sich brachte. Dieser Fall begann, nachdem ihr Körperdouble Claire Samuels tot in einer Gasse gefunden wurde. Währenddessen erfährt Beckett die Gefahren ihrer Verlobung mit Castle am eigenen Leib, als Boulevardberichte auftauchen, wonach Castle wieder mit seiner Ex-Frau zusammenkommt. |           |                                                |                                |                      |                                       |                |                                                                   |                 |
| 119 | 14        | Dressed to Kill                                | Dressed to Kill                | 3. Feb. 2014         | 4. Apr. 2014                          | Jeannot Szwarc | Elizabeth Beall                                                   | 10,02 Mio.      |
| Castle und Beckett untersuchen einen Mord in der wettbewerbsorientierten Welt der Haute Couture, nachdem die Assistentin der Zeitschriftenredakteurin Matilda King (Frances Fisher) tot aufgefunden wurde. |           |                                                |                                |                      |                                       |                |                                                                   |                 |
| 120 | 15        | Smells Like Teen Spirit                        | Smells Like Teen Spirit        | 17. Feb. 2014        | 11. Apr. 2014                         | Kevin Hooks    | Chad Gomez Creasey & Dana Resnik Creasey                          | 7,75 Mio.       |
| Castle und Beckett werden hinzugezogen, als zwei Teenager-Mädchen Zeuge werden, wie eine Freundin während eines Videoanrufs durch Telekinese getötet wird. Es stellt sich heraus, dass das Video bereits aufgenommen war und eine der beiden Mädchen die Freundin ermordet hat. |           |                                                |                                |                      |                                       |                |                                                                   |                 |
| 121 | 16        | Drei Geständnisse und ein Mord                 | Room 147                       | 24. Feb. 2014        | 14. Sep. 2014                         | Bill Roe       | Adam Frost                                                        | 8,74 Mio.       |
| Was als einfacher Mordfall beginnt, nimmt eine verwirrende Wendung, als drei Personen das Verbrechen gestehen – und obwohl alle drei Details des Mordes kennen, die nur der Mörder wissen konnte, entlastet jeder die anderen. Währenddessen kämpft Alexis mit ihren Schuldgefühlen und ihrer neu gewonnenen Unabhängigkeit, nachdem ihre Beziehung zu Pi in die Brüche gegangen ist. |           |                                                |                                |                      |                                       |                |                                                                   |                 |
| 122 | 17        | Beckett undercover                             | In the Belly of the Beast      | 3. März 2014         | 21. Sep. 2014                         | Rob Bowman     | Andrew W. Marlowe & David Amann                                   | 8,39 Mio.       |
| Beckett wird für einen gefährlichen Undercover-Einsatz rekrutiert, bei dem es darum geht, einen fast mythischen Drogenbaron zu stoppen. Ohne Unterstützung, ohne Geheimdienst und ohne Hilfe von Castle muss sie eine Verschwörung aufdecken, die zu Senator William Bracken und seiner Bewerbung um das Präsidentenamt zurückführt. |           |                                                |                                |                      |                                       |                |                                                                   |                 |
| 123 | 18        | Der Dolch des Ninja                            | The Way of the Ninja           | 17. März 2014        | 28. Sep. 2014                         | Larry Shaw     | Handlung: Christine Roum & Shawn Waugh Schauspiel: Christine Roum | 9,99 Mio.       |
| Eine japanische Frau namens Jade wird getötet, als sie nach den Verantwortlichen für den Tod ihrer Eltern sucht, als sie noch jung war. Castle findet die Mordwaffe, aber sie wird ihm von einem Ninja aus der Hand gerissen. Die Ermittlungen führen sie zu einem Mr. Saito, der mit der Yakuza in Verbindung steht. Er wird getötet, und Castle und Beckett wären ebenfalls getötet worden, aber sie werden von Jades Schwester, Saya, dem Ninja, gerettet. Der Mörder war ein amerikanischer Auftragnehmer für die Yakuza. |           |                                                |                                |                      |                                       |                |                                                                   |                 |
| 124 | 19        | Der Zweck heiligt die Mittel                   | The Greater Good               | 24. März 2014        | 5. Okt. 2014                          | Holly Dale     | David Grae                                                        | 9,78 Mio.       |
| Ein Notruf führt das Team zur Leiche eines Wall-Street-Brokers. Der Anrufer arbeitet für die US-Staatsanwaltschaft, zusammen mit Gates’ Schwester Elizabeth (Salli Richardson). Das Opfer war ihr Insider, der gegen seinen Chef ermittelte. Er überwies 25 Millionen Dollar, die er von seinem Chef erhalten hatte, und plante, das Geld nach Venezuela zu bringen. Elizabeths Partnerin war jedoch der Meinung, dass das Maklergeschäft noch untersucht werden müsse, und tötete ihn für „das Allgemeinwohl“. |           |                                                |                                |                      |                                       |                |                                                                   |                 |
| 125 | 20        | Zeitreise in die Siebziger                     | That ’70s Show                 | 21. Apr. 2014        | 12. Okt. 2014                         | John Terlesky  | David Amann                                                       | 9,76 Mio.       |
| Eine gefundene Leiche entpuppt sich als Mafia-Gangster, der 1978 ermordet wurde. Um einen Zeugen zum Reden zu bringen, gestalten Beckett und Castle erst die Pathologie, dann das ganze Revier um. Dabei wird Castle zu „Captain Castle“. |           |                                                |                                |                      |                                       |                |                                                                   |                 |
| 126 | 21        | Der Tod kommt auf heißen Reifen                | Law & Boarder                  | 28. Apr. 2014        | 19. Okt. 2014                         | Tom Wright     | Jim Adler                                                         | 10,39 Mio.      |
| Der Mord an einem Skateboarder wird untersucht, der auf den ungeklärten Tod eines kleinen Jungen in der Vergangenheit hindeutet. |           |                                                |                                |                      |                                       |                |                                                                   |                 |
| 127 | 22        | Veritas/ Vincit omnia veritas                  | Veritas                        | 5. Mai 2014          | 26. Okt. 2014                         | Rob Bowman     | Rob Hanning & Terence Paul Winter                                 | 9,00 Mio.       |
| Beckett gegen Bracken; Beckett ermittelt weiter auf eigene Faust gegen Senator Bracken, der inzwischen für das Amt des Präsidenten der USA kandidiert und bekommt dabei einen Mord angehängt. Esposito und Ryan müssen Captain Gates in die Geschichte um die Ermordung von Becketts Mutter einweihen. Senator Bracken kann Beckett überlisten und überlässt sie seinen Handlangern, damit diese einen Selbstmord fingieren, jedoch gelingt denen dies nicht, da Beckett sie austrickst und erschießt. Senator Bracken sucht eine Tonbandkassette, die vermutlich für ihn belastendes Material enthält. Auf Grund des ihr angehängten Mordes und der Hilfe ihres Teams wird das Team und Castle verhaftet, jedoch kann Castle in letzter Sekunde ein Rätsel von Becketts Mutter lösen. Durch diese Lösung findet Beckett das belastende Band in einer Porzellanfigurengruppe, die ihrer Mutter gehörte und die sie auf ihrem Schreibtisch stehen hat. Es enthält die Aussage Brackens, in der er sich damit brüstet, zur Not jeden so beseitigen zu lassen, wie Becketts Mutter. Beckett wird rehabilitiert und kann nun endlich den Senator wegen des Mordes an ihrer Mutter verhaften, was sie auch tut. In dieser Folge unterläuft den Drehbuchautoren einer der ganz wenigen Logikfehler in dieser Serie. Becketts Mutter versteckt das Tonband mit dem Geständnis Brackens in einer Porzellanfigurengruppe. Das konnte sie aber gar nicht, da sie dazu noch hätte leben müssen, hätte sie beim Verstecken noch gelebt, hatte Bracken ihren Mord gar nicht gestehen können, da er noch nicht stattgefunden hat. |           |                                                |                                |                      |                                       |                |                                                                   |                 |
| 128 | 23        | In guten wie in schlechten Zeiten/ Jugendsünde | For Better or Worse            | 12. Mai 2014         | 2. Nov. 2014                          | John Terlesky  | Terri Edda Miller & Andrew W. Marlowe                             | 10,59 Mio.      |
| Als Beckett und Castle ihre Heiratsurkunde beantragen, wird festgestellt, dass Beckett bereits verheiratet ist. Sie fuhr sturzbetrunken mit einem Studienkameraden in Las Vegas durch eine Drive-In-Heiratskapelle und gilt damit offiziell als verheiratet. Den damaligen Freund hat sie aber schon wenige Wochen später verlassen, da er ein Lügner, Betrüger und potentiell kleinkrimineller Ganove war. Genau das ist er auch jetzt noch, nur dass er inzwischen wegen etlicher minderschwerer Verbrechen auch schon in verschiedenen Bundesstaaten verhaftet und inhaftiert wurde. Er willigt nur in die Blitzscheidung ein, wenn Beckett ihm aus diversen Patschen hilft und eine ihn jagende Rockergang vom Halse schafft. |           |                                                |                                |                      |                                       |                |                                                                   |                 |

## Staffel 7
Die Erstausstrahlung der siebten Staffel war vom 29. September 2014 bis zum 11. Mai 2015 auf dem US-amerikanischen Sender ABC zu sehen. Die deutschsprachige Erstausstrahlung sendete der deutsche Free-TV-Sender Sat.1 vom 2. Februar 2015 bis zum 8. Februar 2016.
| Nr. (ges.) | Nr. (St.) | Deutscher Titel                  | Originaltitel                | Erstausstrahlung USA | Deutschsprachige Erstausstrahlung (D) | Regie             | Drehbuch                                 | Zuschauer (USA) |
| --- | --------- | -------------------------------- | ---------------------------- | -------------------- | ------------------------------------- | ----------------- | ---------------------------------------- | --------------- |
| 129 | 1         | Amnesie                          | Driven                       | 29. Sep. 2014        | 2. Feb. 2015                          | Rob Bowman        | David Amann                              | 10,49 Mio.      |
| Castle ist auf dem Weg zu seiner Hochzeit in die Hamptons und telefoniert mit Beckett, als ihn ein schwarzer SUV einholt und ihn schließlich von der Straße drängt. Als Beckett durch die Polizei vom Unfall erfährt, eilt sie mit ihrem Team und Teilen der Hochzeitsgesellschaft zum Unfallort und findet Castles Wagen in Flammen im Straßengraben vor. Es stellt sich aber heraus, dass er nicht im Wagen war. Die erste Suche nach ihm bleibt ohne Erfolg, bis auf kleine Hinweise, die das Drumherum betreffen und auf eine Entführung hindeuten. Kurz kann die Position von Castles Handy bestimmt werden – Beckett, Ryan und Esposito können gerade noch verhindern, dass der SUV auf einem Schrottplatz zu einem Block Altmetall gepresst wird. Die Befragung des Arbeiters bringt nichts, aber sie kommen über eine Anrufkontrolle an den Auftraggeber, den Mafioso Vincent 'Vini' Cardano. Er kennt Castle und sagt aus, er und Castle hätten das Kriegsbeil begraben und er sei telefonisch angewiesen worden, den SUV verschwinden zu lassen. Die Bezahlung sei über einen als toten Briefkasten genutzten Müllcontainer in der Lower Eastside abgewickelt worden. Die Überwachungsvideos zeigen, dass es Castle selber ist, der die Summe dort deponierte. Nun zweifelt auch Beckett. Das FBI wird eingeschaltet, das es für möglich hält, dass Castle sein Verschwinden inszeniert haben könnte. Beckett aber ist hin- und hergerissen und sucht ununterbrochen nach Castle und der Wahrheit. Zwei Monate später findet eine von einem Fischer alarmierte Patrouille der Küstenwache Castle 80 Meilen vor der Küste in einem Ruderboot treibend. Er ist bewusstlos und dehydriert und das Boot weist 3 Einschusslöcher auf. Der Skipper der Küstenwache schätzt, dass das Boot etwa 6 Tage auf hoher See getrieben haben könne und seinen Startpunkt an der Küste von Rhode Island oder Maine gehabt haben könne. Das grenzt die Nachforschungen ein und Satellitenbilder zeigen das Boot an einem Steg in Gloucester, Massachusetts. In einem Wohnwagen in der Nähe treffen sie auf einen Mann, der sich als Henry Jenkins vorstellt und der angibt, das Boot gehöre ihm und dass es gestohlen worden sein könne. Zudem gibt er an, dass er nur gelegentlich vor Ort sei, aber am Wasser hätte ein Mann gecampt, auf den Castles Beschreibung zuträfe. Tatsächlich finden sich ein Zelt mit Castles Uhr, dem Hochzeitsanzug und anderen persönlichen Sachen. Auf Bitten von Beckett hat sich Lanie Castle und dessen Kleidung genauer angeschaut. Sie findet, außer einem in seine Hose eingenähten Schlüssel mit einer eingravierten '38', keine verwertbaren Spuren. Misstrauisch machen beide aber die Dengefieber-Antikörper in seinem Körper und eine mehrere Wochen alte und mittlerweile verheilte Schusswunde. Als Castle endlich aufwacht, ist das letzte, woran er sich erinnert, der SUV, der ihn von der Straße drängte, und er glaubt auch nur kurz bewusstlos gewesen zu sein. Als ihm Beckett die Fakten schildert, ist er bestürzt und will sich schnell an der Aufklärung beteiligen, aber alle im Team halten es nun für möglich, dass Castle eine Amnesie nur vortäuscht und sein Verschwinden selber organisiert hat. |           |                                  |                              |                      |                                       |                   |                                          |                 |
| 130 | 2         | Puppenmord                       | Montreal                     | 6. Okt. 2014         | 9. Feb. 2015                          | Alrick Riley      | Andrew W. Marlowe                        | 9,60 Mio.       |
| Der Spielzeughersteller Wallace Willinger treibt tot und in Verpackungsfolie eingewickelt im Hudson River und die Leiche weist auffällige Reinigungsspuren an den Händen und am Kopf auf. Seine Frau berichtet, er habe sich in den letzten Wochen seit dem Tod seines geliebten Hundes sehr verändert und habe länger und härter gearbeitet, was aber seine Mitarbeiter in der Firma verneinen. Er sei hingegen vielfach früher gegangen. Nur mit etwas Glück finden Ryan und Esposito in seinem Schreibtisch versteckte Hausschlüssel und ein Prepaid-Handy, das sie zu einer Maskenbildnerin führt. Sie gibt an, dass er, den sie nur als Joe Meyers kennt, sie engagiert habe, um zu lernen, wie man Theater-Masken und Makeup anwendet, da er sich für ein Forschungsprojekt in einen 70-jährigen verwandeln wollte. Ein in der Kleidung der Leiche gefundener Kassenbon führt Ryan und Beckett zu einer Wohnung, für die die Schlüssel passen, und sie finden die Requisiten, mit denen sich Wallace die Maske aufgetragen hat. Zudem finden sie einen Schäferhund in der Wohnung. Mittels eines Flyers eines Lieferdienstes tasten sie sich zum Ziel voran – ein Lagerhaus der Spielzeugfirma, wo man die 70-jährige Version von Wallace als den Nacht-Hausmeister identifiziert, der in den letzten Wochen dort – in seiner eigenen Firma inkognito – angestellt gewesen sei. Castle hingegen kommt bei einem Fernseh-Interview bei Fragen zu seinem Verschwinden in arge Bedrängnis und lobt spontan 250.000 US$ für Hinweise auf seinen Verbleib in den zwei Monaten aus. Neben vielen toten Fährten meldet sich ein Hochzeits-Pärchen, das ihn auf einem ihrer in Montreal aufgenommenen Fotos im Hintergrund identifiziert hat und wo er mit einem Mann spricht. Beckett erkennt in dem Mann den falschen Henry Jenkins wieder, den sie im Wohnwagen antraf und der sich als Besitzer des Ruderboots ausgab, in dem Castle letztlich gefunden wurde. Alexis macht ausfindig, dass es sich bei dem Gebäude um eine Bank handelt und schlussfolgert, dass der Schüssel mit der eingravierten '38', der eingenäht in Castles Kleidung gefunden worden war, zu einem Schließfach passen könne. Sie reisen nach Montreal und Castle eröffnet ein weiteres Schließfach und bringt mit einer List den Bankangestellten dazu, das '38'-Schließfach und nicht das Neue zu öffnen. Im Fach finden sie drei von Castle verfasste Briefe, adressiert an Beckett, Alexis und seine Mutter Martha. Inhalt ist jeweils eine Speicherkarte mit je einem kurzen Video, das Castle während seines Verschwindens aufgenommen hat und in dem er versucht zu erklären, dass er nicht aus eigenem Antrieb verschwunden war und um Verständnis bittet. Die Computerforensikerin Tory Ellis kann bestimmen, dass das Video in einem verlassenen Industriegebäude in Montreal aufgenommen wurde – klar, dass Castle sich sofort dorthin aufmacht. Dort trifft er den falschen Henry Jenkins wieder, der ihm erklärt, Castle hätte darum gebeten zu vergessen. Und er zitiert zum Beweis eine Begebenheit aus Castles Jugend, die Castle noch nie einem anderen Menschen anvertraut hatte, aber dem Mann gegenüber, damit Castle sicher weiß, dass er um das Vergessen gebeten hatte. Der Schäferhund entpuppt sich als Drogenspürhund und Castle hat plötzlich die Theorie, dass sich Wallace undercover in seine eigene Firma eingeschleust hat, um Drogen aufzuspüren. Beckett, Ryan und Esposito nehmen den Hund mit ins Lagerhaus, wo er auch direkt auf eine Kiste aus China importierter Puppen anspringt, mit denen Heroin ins Land geschmuggelt wird. Wallace hatte seinen eignen Hund verloren, als er ihm in diesem Lagerhaus eine der Puppen zum Spielen gab und er hinein biss und durch das Heroin vergiftet wurde. Dem ging Wallace nach und wollte es aufklären. Doch er wurde in seiner Rolle als Hausmeister beim Stöbern erwischt und erzeugte Argwohn bei den Lagerarbeitern, die dann seinen Assistent Matt verständigten. Ihn hatte Wallace für die Koordination mit dem asiatischen Markt eingestellt – aber sein Assistent hat seine Stellung ausgenutzt, diesen lukrativen Schmuggel aufzuziehen und hat ihn ermordet, als er drohte aufzufliegen. Am Ende versprechen sich Beckett und Castle die Gründe des Verschwindens aufzuklären und innerhalb eines Monats zu heiraten. |           |                                  |                              |                      |                                       |                   |                                          |                 |
| 131 | 3         | Unsichtbare Gefahr               | Clear and Present Danger     | 13. Okt. 2014        | 16. Feb. 2015                         | Kate Woods        | Chad Gomez Creasey & Dara Resnik Creasey | 9,17 Mio.       |
| Zunehmend normalisiert sich Becketts und Castles Privatleben – aber bevor es richtig zweisam werden kann stört sie ein Anruf des Reviers. William Fairwick, ein 25-jähriger Schadensregulierer der Greenblatt-Versicherung, wird tot in seiner Wohnung gefunden. Die Wohnung war verwüstet und von innen verschlossen und nichts wurde entwendet. Erstaunlicherweise zeigen Videos des Eingangsbereichs – nichts. Castle wittert natürlich übernatürliche Kräfte am Werk. Wills Nachbar, Henry Wright, stellt sich als Hacker und Terraquest-Spieler vor und gibt an, dass Will als begnadeter Billardspieler außerhalb seiner Dienstzeiten reiche Banker in einem Billard-Club abzockte. Dem Betreiber und seinem Mentor hatte er einmal anvertraut, er sei einen Pakt mit dem Teufel eingegangen und das seine Zeit nun abgelaufen sei. Die in seiner Wohnung gefunden 20.000 $ in bar können einem Ganoven zugeordnet werden. Dieser gibt an, er hätte sie in einem dubiosen Spiel an Will verloren – wie verhext hätten sich die Kugeln bewegt. Allerdings hätte Will die 20 Riesen im Austausch gegen Infos für einen möglichen Einbruch in eine Wohnung zurückgeben wollen, aber diese sei mit allen sicherheitstechnischen Finessen ausgestattet und nicht einnehmbar gewesen. Wie sich herausstellt, gehört die Wohnung Tom Talmadge, einem Entrepreneur, der mit einer Mitfahrapp reich geworden ist. Er liegt nach einem Angriff im Krankenhaus, wo Beckett und Castle ihn aufsuchen. Er wollte nach dem Vorfall keine Aussage machen und erklärt es damit, dass man es eh nicht glauben würde. Als Castle ihm von den Vorkommnissen berichtet, erzählt er ihnen, dass er von einer unsichtbaren Kraft überwältigt worden sei. Als er wieder zu sich gekommen sei, habe Will sich über ihn gebeugt und hätte geschrien 'du bringst ihn noch um'. Aber er hätte keine Idee davon, wer oder was ihn angegriffen habe. Wills Verbindungsnachweise bringen Beckett und Castle zu Donna Brooks, einer Biologieprofessorin an der Hudson Universität. Sie berichtet davon, dass sie mit Will am MIT studiert und auch davon ausgegangen sei und dass er im 1. Semester einen Zusammenbruch erlitt und das MIT verließ. Beckett und Castle versuchen, sich einen Reim darauf zu machen. Beide stellen fest, dass Wills KeyCard der Schlüssel sein könnte. Als sie in Wills Wohnung danach suchen wollen, werden sie von einer unsichtbaren Person angegriffen, die sich die KeyCard schnappen will. Geistesgegenwärtig schafft es Castle, diese gegen seine Kreditkarte auszutauschen, sodass die beiden sich mit der richtigen Karte auf die Suche nach Wills Arbeitsplatz machen. Die KeyCard selber verrät nichts, aber über die Kundenliste des Lanyards kommen sie an die Adresse eines Bürohochhauses und probieren, auf einer anonymen Etage einige der Türen mit der Karte zu öffnen, und haben bei einer Erfolg. Sie stehen in einem Empfangsbereich und die Assistentin lässt sie einen Moment zappeln und kurz darauf sind sie von Sicherheitskräften umzingelt. Sie sind in einer geheime Regierungsbehörde gelandet, die sich mit Quantentechnologie zu Tarnungszwecken befasst. Und die Leiterin gibt an, dass Will wegen seiner herausragenden Computerkenntnisse vom MIT angeworben worden sei – der Zusammenbruch sei nur vorgetäuscht worden. Aber einen Tarnanzug hätten sie noch nicht zum Laufen bekommen und sie seien auch aufgrund eines Computerhacks, den sie den Chinesen zuschreiben, lahmgelegt. Castle zweifelt den Hack an, weil er das Terraquest-Signet in den Daten sieht. Als sie sich Henry daraufhin genauer ansehen wollen, hat dieser seine Wohnung aufgegeben und ist untergetaucht. Sie stellen auch fest, dass er mit Talmadge an der CalTec war und er Tom verklagt hatte, weil er glaubt, dass Talmadge ihm den Code für die Mitfahrapp gestohlen habe. Aber Castle und Tory machen ihn in Terraquest ausfindig und bestimmen seinen Aufenthaltsort – er gibt bei der Befragung an, dass er mit und für Will die notwendigen Gleichungen gelöst habe und es einen funktionierenden Anzug gebe. Dazu waren Information der Biologin Donna und ihrer Tintenfische notwendig, die Will beschafft habe. Henry hatte sich mit Will zusammengetan, weil er in Talmadges Wohnung nach Beweisen für den Betrug suchen wollte. Den Hack hätten sie gestartet, weil keine Regierung über so viel Macht verfügen sollte. Als Beckett und Castle Donna aufsuchen, schlüpft sie in den Anzug und will sich aus der Affäre ziehen. Aber Beckett und Castle nehmen sie fest, nachdem sie die Unsichtbarkeit mit Pulver aus Feuerlöschern aufgehoben haben. Der Anzug wird von der geheimen Regierungsbehörde einkassiert und letztendlich kommen Beckett und Castle zu ihrer Zweisamkeit... |           |                                  |                              |                      |                                       |                   |                                          |                 |
| 132 | 4         | Der einzige Zeuge                | Child’s Play                 | 20. Okt. 2014        | 23. Feb. 2015                         | Rob Bowman        | Rob Hanning                              | 8,82 Mio.       |
| Ein Eiswagen rollt langsam unter eine Brücke, prallt gegen einen Pfeiler und jemand flüchtet durch die Hecktür. Zurück bleibt der erschossene Eisverkäufer Anton Vetotchkin, ein Exil-Abchase. Aber auch ein Kind muss mit im Wagen gewesen sein, jedenfalls deuten verschobene Blutspritzer an einem Einbauschrank darauf hin sowie die Einverständniserklärung für einen Schulausflug deutet auf ein Kind aus der zweiten Klasse von Fr. Ruiz hin und Castle bietet sich an als Vertrauensperson in die Klasse zu gehen, als die offiziellen Befragungen nichts ergeben. Anton studierte Grafik, aber die Seminarleiterin Nathalie stellt fest, dass alle seine Arbeiten vom Computer gelöscht worden sind. Bei den Ermittlungen stellt sich heraus, dass Anton zu dem Ex-Cop Clark Jeffey Kontakt hatte – sie teilen sich sogar einen toten Briefkasten. Über die Kontakte kommt das NYPD auf Dimitri Kalenkov, einem Mitglied der Russen-Mafia. Es stellt sich heraus, dass er ein Freund von Anton war, der ebenso wie Jeffey erschossen aufgefunden wird. Castle macht langsam Fortschritte, ohne dabei von den kleinen Gehässigkeiten der Kinder verschont zu bleiben. Am Ende stellt sich heraus, dass der kleine Jason indirekt Zeuge ist – Nathalie ist seine Stiefschwester und sie war bei ihrem Freund Anton im Eiswagen. Sie hatte an dem Tag auf Jason aufgepasst. Anton und Jeffy stellten illegal Pässe her, mit denen Zwangsarbeiter aus den USA ausreisen sollten. Sie kannte deren prekäre Situation und wollten helfen. Bei dieser Arbeit bekam Anton ein Bild, das den ihm bekannten und international gesuchten Kriegsverbrecher Prekovyew zeigt, der in Abchasien Verbrechen an der Bevölkerung beging. Da Anton sich nicht 100%ig sicher war, zeigte er das Bild seinem Freund Dimitri. Vorher gab es noch kein Bild von Prekovyew und das gefährdet ihn, sodass er auf der Suche nach dem Bild schon Nathalies Wohnung durchwühlt hat, als Beckett und Castle in der Wohnung auftauchen. Er liegt unter dem Bett und folgt den beiden in die Schule, weil sich Castle sicher ist, dass Jason das Bild in der in seinem Tisch befindlichen Fototasche steckt. In der Schule kommt es zum Showdown, den Beckett und Castle gewinnen und Prekovyew kann verhaftet werden. Emotional verabschiedet sich Castle danach von 'seinen' Kids. |           |                                  |                              |                      |                                       |                   |                                          |                 |
| 133 | 5         | Internet Stalker                 | Meme is Murder               | 27. Okt. 2014        | 2. März 2015                          | Bill Roe          | Jim Adler                                | 8,75 Mio.       |
| Das Team untersucht den Mord an der Internet-Berühmtheit Abby Smith. Der Mörder stellt Fotos von ihrem Tod ins Internet und verhöhnt die Polizei sogar mit Hinweisen auf weitere Morde. Castle glaubt, dass der Mörder möglicherweise selbst einmal Opfer von Cybermobbing war. Das Überwachungsvideo führt sie zu Adam Lane, der die Mitbegründer eines Foto-Sharing-Dienstes an einen geheimen Ort gebracht hat. Lane hat einen Online-Wettbewerb für die beiden ins Leben gerufen, bei dem derjenige stirbt, der innerhalb von 60 Minuten die wenigsten Stimmen erhält. Durch psychologische Taktik gelingt es Beckett, Lane dazu zu bringen, den Ort zu verraten – Ryan und Esposito erreichen die Gefangenen noch rechtzeitig. |           |                                  |                              |                      |                                       |                   |                                          |                 |
| 134 | 6         | Parallelwelt                     | Time of Our Lives            | 10. Nov. 2014        | 9. März 2015                          | Paul Holahan      | Terri Miller                             | 9,52 Mio.       |
| Ein Inka-Artefakt soll in New York im Museum untersucht werden, kommt dort aber nie an. Der Fahrer und der Begleiter des Artefakts werden fern der Route, die man hätte fahren müssen, ermordet aufgefunden. Castle und Beckett stoßen auf Nachfahren der Inkas, welche das Artefakt, welches angeblich aus Meteormaterial angefertigt wurde, gegen eine Nachbildung austauschen wollten. Sie sind für die Änderung der Fahrtroute zuständig gewesen, wurden aber überfallen. Die Spur führt zu einer Fabrik, in der Castle und Beckett tatsächlich das Artefakt finden, als Castle es berührt gibt es einen blauen Lichtblitz. Als er wieder zu sich kommt, ist er in einer Parallelwelt angekommen. Beckett, Ryan und Esposito kennen ihn nicht, seine Tochter ist nach L.A. geflohen und nur zufällig zu Besuch, er selber steht am Rande der Pleite, weil sein Buch ein Flop war, und Beckett konnte auch den Mörder ihrer Mutter nie finden. Langsam realisiert Castle die Situation und kann sich bei der von ihrer Arbeit frustrierten Captain Beckett immer wieder einmischen, auch wenn die ihn ständig rauswerfen lässt. Beide kommen sich aber ein wenig näher und finden dank Castle den Mörder. Der schweigt aber lieber und das Artefakt bleibt verschwunden. Sein hochbezahlter Anwalt hört aber die Gespräche die Castle und Beckett über ihn führen. Wenig später wird Castle entführt. Der Drahtzieher hinter allem ist ein Immobilienmogul, der die Macht des Artefakts für sich haben will, aber keine Ahnung hat, wie er das anstellen soll. Der Anwalt des Mörders ist sein Anwalt und hat ihm alles erzählt. Beckett und ihr Team finden Castle, und es kommt zum Showdown in einer alten Fabrik. Als dabei auf Beckett geschossen wird, wirft Castle sich dem Geschoss in die Flugbahn und wird schwer getroffen. Beckett gesteht ihm noch, dass er sie gewaltig motiviert und imponiert hat, als Castle nach dem Artefakt greift und wieder in seine Welt zurückkehrt. In dieser ist er unverletzt, trägt aber wenig später zur Verhaftung aller Täter bei. |           |                                  |                              |                      |                                       |                   |                                          |                 |
| 135 | 7         | Wilde Flitterwochen              | Once Upon a Time in the West | 17. Nov. 2014        | 16. März 2015                         | Alrick Riley      | Terence Winter                           | 9,38 Mio.       |
| Eine junge Frau wird in New York mit dem Gift des Fingerhutes vergiftet. Das Gift hat sie ca. 14 Stunden vorher verabreicht bekommen und da war sie auf einer Wild-West-Erlebnis-Ranch in Arizona. Der örtliche Sheriff will nicht ermitteln, da die Wild-West-Erlebnis-Ranch ein großer Arbeitgeber in der Region ist. Castle und Beckett fliegen hin und können mehrere Verbrechen aufklären. Zuerst finden sie das Goldversteck zweier Eisenbahnräuber, die 100 Jahre zuvor einen Goldtransport überfielen und das Gold in der Region versteckten, bei ihrer Flucht danach aber erschossen wurden. Das Gold konnte niemand finden, bis drei Männer es entdeckten. Der Vater der jungen Frau wollte die 100 Millionen Dollar den rechtmäßigen Eigentümern übergeben und nur den Finderlohn kassieren, der einheimische Angehörige der drei wollte alles und ermordet den Vater. Der Dritte im Bunde teilte sich das Geld mit dem Einheimischen und kümmerte sich anschließend um die Tochter des Ermordeten. Der Einheimische benutzte das Geld, um die Wild-West-Erlebnis-Ranch zu gründen. Es kommt zum Showdown zwischen Castle und dem Einheimischen, jedoch schießt die gerade noch rechtzeitig aufgetauchte Beckett am schnellsten. Ryan und Esposito spenden jeder zwei Tage Urlaub, sodass Castle und Beckett auf der Ranch nun doch noch so etwas wie Flitterwochen machen können, denn Beckett hatte ihren gesamten Urlaub bei der Suche nach Castle verbraucht. |           |                                  |                              |                      |                                       |                   |                                          |                 |
| 136 | 8         | Virus                            | Kill Switch                  | 24. Nov. 2014        | 23. März 2015                         | Jeannot Szwarc    | David Amann                              | 9,55 Mio.       |
| Als Esposito einem Mordverdächtigen in eine U-Bahn folgt und sieht, wie er eine Bombe an der Brust trägt, muss das übrige Team das Motiv des Verdächtigen untersuchen. Sie finden heraus, dass er auch das Potenzial hat, das H5N1-Virus an die Öffentlichkeit zu bringen. |           |                                  |                              |                      |                                       |                   |                                          |                 |
| 137 | 9         | Last Action Hero                 | Last Action Hero             | 1. Dez. 2014         | 30. März 2015                         | Paul Holahan      | Christine Roum                           | 8,45 Mio.       |
| 138 | 10        | Bluteid                          | Bad Santa                    | 8. Dez. 2014         | 13. Apr. 2015                         | Bill Roe          | Chad Gomez Creasey & Dara Resnik Creasey | 7,32 Mio.       |
| Die Ermittlungen zum Tod eines Notarztes führen dazu, dass Castle seine Verbindungen zur Mafia und zu einem Don der Verbrecherfamilie, Dino Scarpella, nutzt, um den Fall zu lösen. |           |                                  |                              |                      |                                       |                   |                                          |                 |
| 139 | 11        | Privatdetektiv Richard Castle    | Castle, P.I.                 | 12. Jan. 2015        | 20. Apr. 2015                         | Milan Cheylov     | Rob Hanning                              | 6,77 Mio.       |
| Da Castle am Ende der Folge Bluteid die Erlaubnis zur weiteren Zusammenarbeit mit dem NYPD entzogen wird, ist ihm langweilig. Um wieder bei Becketts Fällen dabei sein zu können, absolviert er einen online-Kurs, um die Lizenz als Privatdetektiv zu erlangen. Dies erlaubt ihm zwar nicht den Zugriff auf die Ressourcen des NYPD (bspw. Abrufen von Telekommunikationsdaten) aber ermöglicht ihm legal eigene Ermittlungen anzustellen. Becketts Team und Castle ermitteln unabhängig voneinander am aktuellen Fall, wobei sie auf unterschiedlichen Wegen immer wieder zum gleichen Ergebnis kommen. |           |                                  |                              |                      |                                       |                   |                                          |                 |
| 140 | 12        | Verzweifelte Heilige             | Private Eye Caramba!         | 19. Jan. 2015        | 27. Apr. 2015                         | Hanelle Culpepper | Adam Frost                               | 7,60 Mio.       |
| Um seine Tätigkeiten als Privatdetektiv besser wahrnehmen zu können, richtet Castle sich dafür ein Büro ein. |           |                                  |                              |                      |                                       |                   |                                          |                 |
| 141 | 13        | Augenzeuge                       | I, Witness                   | 2. Feb. 2015         | 11. Jan. 2016                         | Tom Wright        | Terence Paul Winter & Amanda Johns       | 7,41 Mio.       |
| Castle arbeitet weiter als Privatdetektiv und hilft einer alten Bekannten herauszufinden, ob ihr Mann sie betrügt. Dabei wird er Augenzeuge eines Mordes. Am Tatort können jedoch keine Spuren davon gefunden werden. Castle glaubt nun, dass alles nur inszeniert war, um ihn zu täuschen und einen anderen Mord zu vertuschen. Ryan versucht unterdessen Esposito zu verkuppeln. |           |                                  |                              |                      |                                       |                   |                                          |                 |
| 142 | 14        | Die Rückkehr des Dreifachmörders | Resurrection                 | 9. Feb. 2015         | 11. Jan. 2016                         | Bill Roe          | David Amann                              | 7,43 Mio.       |
| Der totgeglaubte Dreifachmörder ist zurück. Seine Komplizin ist eine Schönheitschirurgin, die Gesichter verschiedener Personen so verändert, dass sie genau wie eine bestimmte andere Person aussehen. Da Castle den Dreifachmörder besser kennt als jeder andere, wird ihm erlaubt bei diesem einen Fall wieder beim NYPD mitzuarbeiten. Mithilfe der Doppelgänger gelingt es dem Dreifachmörder die Ermittler auf eine falsche Fährte zu locken und Beckett zu kidnappen. |           |                                  |                              |                      |                                       |                   |                                          |                 |
| 143 | 15        | Mit den eigenen Waffen           | Reckoning                    | 16. Feb. 2015        | 11. Jan. 2016                         | Rob Bowman        | Andrew W. Marlowe                        | 8,47 Mio.       |
| Das Team versucht verzweifelt Becketts Aufenthaltsort herauszufinden. Castle versucht inzwischen das Spiel umzudrehen, um den Dreifachmörder einen Schritt voraus zu sein. Die Schönheitschirurgin plant, da sie bereits im Visier der Polizei ist, ihre Identität zu verschleiern, indem sie sich Becketts Gesicht verpflanzt. Beckett kann sich jedoch befreien und sie töten, bevor das Team eintrifft. Aufgrund Castles hervorragender Leistung bei diesem Fall darf er wieder offiziell als Berater des 12. Revier des NYPD arbeiten. |           |                                  |                              |                      |                                       |                   |                                          |                 |
| 144 | 16        | Mord auf dem Mars                | The Wrong Stuff              | 23. Feb. 2015        | 18. Jan. 2016                         | Paul Holahan      | Terri Miller                             | 7,61 Mio.       |
| Castle und Beckett wollen sich in Castles Wohnung einen ruhigen Abend machen. Davon kann aber keine Spur sein, da Alexis und Martha jeweils mit einem Freund die Wohnung in Beschlag genommen haben. Alexis’ Freund trägt Castles Lasertag-Ausrüstung und Marthas Freund Castles Pyjama, worüber er gar nicht erfreut ist. Die Situation klärt sich, da Castle und Beckett zu einem Mordfall gerufen werden. Der Tote ist ein Teilnehmer einer Mars-Simulation. Um die Simulation realistischer zu gestalten befindet sich in dem Raum, der als Marsoberfläche dient, ein leicht giftiges Gas. Die „Raumfahrer“ müssen daher immer einen Raumanzug tragen, wenn sie ihre „Marsstation“ verlassen. Auch Beckett, Esposito und Castle müssen einen solchen Anzug tragen, um zur Marsstation zu gelangen um die Raumfahrer zu befragen. Castle ist davon so begeistert, dass er es als den „besten Fall aller Zeiten“ bezeichnet und versucht sich so zu bewegen, als wäre die Schwerkraft geringer als auf der Erde. Die Raumstation besitzt auch einen lernfähigen, intelligenten Computer mit Sprachein- und Ausgabe namens Mira. Da alle Raumfahrer ein Alibi haben und auf einem Foto der Marsrover mit der Mordwaffe zu sehen ist, gerät zwischenzeitlich Mira als Mörder in Verdacht. Dies scheint sich zu bestätigen, als Mira scheinbar versucht das Team mit der Umgebungsatmosphäre zu vergiften, damit sie selbst nicht als Mörder entlarvt wird. Am Ende stellt sich jedoch heraus, dass alle drei Raumfahrer den Mord an ihrem Kollegen gemeinsam geplant und mithilfe von Mira durchgeführt und vertuscht haben. Als Castle und Beckett zurück in ihre Wohnung kommen erfahren sie von Martha, dass sie bald in eine eigene Wohnung ziehen möchte. Da es ihnen nun zu zweit plötzlich viel zu ruhig in ihrer Wohnung ist, gehen sie in ein Restaurant. |           |                                  |                              |                      |                                       |                   |                                          |                 |
| 145 | 17        | Hongkong Supercop                | Hong Kong Hustle             | 16. März 2015        | 18. Jan. 2016                         | Jann Turner       | Chad Gomez Creasey                       | 8,94 Mio.       |
| Henry Graham wird mit einem Schuss in die Brust ermordet. Chief inspector San vom Hongkong PD mischt sich in die Ermittlungen ein, weil der Ermordete ein Freund von ihr war. Sie ist augenscheinlich der „perfekte“ Polizist, weil sie in ihrem Job alles richtig macht und trotzdem ihre Familie nicht vernachlässigt. Beckett bewundert sie und möchte gern so sein wie sie, da sie glaubt auf ihrer Karriereleiter und auch im persönlichen Bereich stecken geblieben zu sein. Es stellt sich jedoch heraus, dass auch Sans leben nicht perfekt ist. Gemeinsam lösen sie den Mordfall. |           |                                  |                              |                      |                                       |                   |                                          |                 |
| 146 | 18        | Aus nächster Nähe                | At Close Range               | 23. März 2015        | 25. Jan. 2016                         | Bill Roe          | Jim Adler                                | 8,04 Mio.       |
| Ryan nimmt einen zweiten Job im Sicherheitsdienst an, um Geld für den College-Fonds seiner Tochter zu verdienen, und ist bei einer Wohltätigkeitsveranstaltung im Einsatz, als der Kongressabgeordnete, den er bewacht, angeschossen und eine Sozialarbeiterin erschossen wird. |           |                                  |                              |                      |                                       |                   |                                          |                 |
| 147 | 19        | Eine Leiche vor Gericht          | Habeas Corpse                | 30. März 2015        | 25. Jan. 2016                         | Kate Woods        | Rob Hanning                              | 8,16 Mio.       |
| Ein Todesfall bei einer Schlägerei in einer Gasse bringt das Team dazu, die Welt der Anwälte für Personenschäden zu untersuchen. Außerdem bereitet sich das Team darauf vor, bei einer Wohltätigkeitsveranstaltung in einem Talentwettbewerb gegeneinander anzutreten. |           |                                  |                              |                      |                                       |                   |                                          |                 |
| 148 | 20        | Schläfer                         | Sleeper                      | 20. Apr. 2015        | 1. Feb. 2016                          | Paul Holahan      | David Amann                              | 8,34 Mio.       |
| Castle hat wiederkehrende Träume über die Zeit in der er spurlos verschwunden war. Mithilfe eines Therapeuten denkt er, ein Freund aus seiner Kindheit ist involviert. Als sich dies jedoch als unzureichend herausstellt, finden Castle und Beckett eine andere Person aus den Träumen tot auf. Anscheinend ist der Täter eine weitere Person aus Castle's Träumen, welcher sich als ehemaliger russischer Agent herausstellt. Während eine weitere Leiche findet, hat Castle einen Durchbruch. Ein weiterer ehemaliger Mitschüler ist in die Angelegenheit verwickelt. Castle unbeabsichtigt dessen CIA-Tarnung auffliegen und erfährt von ihm einige Informationen über sein Verschwinden. Daraufhin findet der russische Killer Castle, doch bevor dieser ihn erschießen kann, taucht Jenkins auf. Dieser erklärt Castle widerwillig, warum man ihn an seinem Hochzeitstag von der Straße gedrängt und nach Thailand gebracht hat. |           |                                  |                              |                      |                                       |                   |                                          |                 |
| 149 | 21        | Über den Wolken                  | In Plane Sight               | 27. Apr. 2015        | 1. Feb. 2016                          | Bill Roe          | Dara Resnik Creasey                      | 8,31 Mio.       |
| Als Castle und Alexis nach London reisen, wird der Air Marshal des Flugzeugs ermordet aufgefunden. Mit der Hilfe von Beckett am Boden liefern sich Castle und Alexis einen Wettlauf mit der Zeit, um den Mörder zu finden, bevor er seinen verhängnisvollen Plan ausführt. |           |                                  |                              |                      |                                       |                   |                                          |                 |
| 150 | 22        | Der Tod kommt live               | Dead from New York           | 4. Mai 2015          | 8. Feb. 2016                          | Jeannot Szwarc    | Terence Paul Winter                      | 8,26 Mio.       |
| Der Schöpfer der erfolgreichen Sketch-Comedy-Serie Saturday Night Tonight (eine Parodie auf Saturday Night Live) namens Sid Ross wird mit seiner eigenen Krawatte erdrosselt und in einen Aufzugsschacht geworfen. Sie stoßen auf Verdächtige wie den flüchtigen Star Mickey Franks (Jaleel White), der wegen seiner Stimmungsschwankungen kurz davor stand, von Sid aus der Show gefeuert zu werden, den Gastmoderator Danny Valentine (Gregory Harrison), der die erste Folge moderierte, den Ex-Drogendealer Kurt Van Zant (Mark Rolston), der die Pilotfolge finanzierte und nie einen Cent gesehen hat, Sids Witwe Evelyn (Janice Kent) und den Studiopagen Chad (Dustin Ingram). Die Show muss weitergehen, und die Sängerin Carly Rae Jepsen tritt als musikalischer Gast in der Folge auf. Beckett muss schließlich den Mörder, den Geschäftsführer der Produktionsfirma Gene Vogel (James Eckhouse), während des „Model Cop“-Segments live im Fernsehen festnehmen. |           |                                  |                              |                      |                                       |                   |                                          |                 |
| 151 | 23        | Die Maske des Mörders            | Hollander’s Woods            | 11. Mai 2015         | 8. Feb. 2016                          | Paul Holahan      | Andrew W. Marlowe & Terri Edda Miller    | 8,44 Mio.       |
| Castle wird mit seiner Vergangenheit konfrontiert, als er in einen Fall verwickelt wird, der für ihn dreißig Jahre zurückliegt und ihn dazu inspirierte, Schriftsteller zu werden. Dreißig Jahre zuvor wurde er Zeuge eines Mordes, aber es wurde nie eine Leiche gefunden und niemand wurde als vermisst gemeldet, also glaubte ihm niemand. Als jedoch ein ähnlicher Fall auftaucht, ergreift Castle die Chance, mit seinen Freunden sein erstes Rätsel zu lösen. Es gelingt ihnen schließlich, das Mädchen zu identifizieren, das Castle ermordet sah, und einen gestörten Mann zu fangen, den sie für den Täter halten. Als Castle jedoch den Psychiater des Mannes besucht, erkennt er dessen Stimme sofort wieder – der Psychiater ist der Mörder. Mit der Hilfe von Beckett durchsucht Castle eine Scheune, die dem Psychiater gehört, und entdeckt ein Buch mit seinen Opfern. Castle kämpft mit dem Mörder und wird schließlich mit einem Messer bedroht, woraufhin er ihn mit Becketts Waffe tötet. In der Zwischenzeit erhält Beckett das Angebot, für den Senat des Bundesstaates zu kandidieren und Leiterin ihres eigenen Reviers zu werden, und Castle erhält einen Preis für sein Schreiben, den er seiner Familie und seinen Freunden widmet. |           |                                  |                              |                      |                                       |                   |                                          |                 |

## Staffel 8
Die Erstausstrahlung der achten Staffel ist seit dem 21. September 2015 auf dem US-amerikanischen Sender ABC zu sehen. Die deutschsprachige Erstausstrahlung wurde ab dem 15. Februar 2016 auf dem deutschen Free-TV-Sender Sat.1 gesendet.
| Nr. (ges.) | Nr. (St.) | Deutscher Titel               | Originaltitel               | Erstausstrahlung USA | Deutschsprachige Erstausstrahlung (D) | Regie                | Drehbuch                                               | Zuschauer (USA) |
| --- | --------- | ----------------------------- | --------------------------- | -------------------- | ------------------------------------- | -------------------- | ------------------------------------------------------ | --------------- |
| 152 | 1         | Er                            | XY                          | 21. Sep. 2015        | 15. Feb. 2016                         | Rob Bowman           | Terence Paul Winter & Alexi Hawley                     | 6,84 Mio.       |
| Beckett hat ihren ersten Arbeitstag als Captain im 12. Revier. Castle schenkt ihr deshalb einen wertvollen Armreif, welchen Beckett sofort anlegt. Dabei bekommt sie einen Anruf, den sie schnell wieder beendet. Von Castle zum Inhalt des Anrufs befragt, schimpft sie auf die Telefonverkäufer und verabschiedet sich schnell von ihm, da sie einen dringenden Termin habe. Wenig später wird Becketts Team an einen Tatort mit drei Toten gerufen. Alle drei tragen Schussverletzungen, Castle findet jedoch eine Blutlache und in dieser den Armreif, welchen er Beckett schenkte. Beckett geht nicht an ihr Telefon und nun erfährt Castle auch, dass Beckett keinen Termin hatte und nicht auf der Arbeit aufgetaucht ist. Der Verdacht, dass Beckett entführt sei, bestätigt sich nicht, als ermittelt wird, dass sie in Begleitung eines Inders einen Waschsalon überfallen hat, um dort ihre blutverschmierte Kleidung zu wechseln und ihre Schussverletzung zu nähen. Das Ermittlerteam stößt auf die Britin Hayley, welche sehr gut vernetzt ist und sich als Ermittlerin wegen gestohlener Identitäten ausgibt. Inzwischen wird bekannt, dass Becketts gesamtes ehemaliges Team aus ihrer Zeit beim FBI in Washington ermordet wurde. Hayley findet mit Castles Hilfe weitere verwendete Identitäten aus dem gestohlen Pool und beide können so einen Lagerraum ausfindig machen. In diesem finden sie große Mengen modernster Waffen und Munition. Hier kommt es zu einem Kampf zwischen Hayley und einer Attentäterin. Ryan und Esposito gelingt es den Mann bei Beckett als Ermittler Vikram zu identifizieren. Er gehörte dem ermordeten FBI-Team an, dem Beckett in Washington angehörte, dies allerdings erst, als Beckett dort schon lange wieder weg war. Castle vermutet, dass der Ex-Senator Bracken sich hinter allem verbirgt und sucht diesen im Gefängnis auf. Der leugnet jede Beteiligung, hat aber sichtlich Angst und wundert sich, dass Beckett überhaupt noch am Leben ist, da sie jetzt von noch wichtigeren Leuten gejagt wird, als er es je war. Vor dem Gefängnis wird Castle entführt und von einer jungen Frau und einem Mann gefesselt und gefoltert. Diese wollen den Aufenthaltsort Becketts erfahren, den Castle aber gar nicht kennt. Castle kann sich befreien, ist den beiden schwer bewaffneten Tätern aber unterlegen. Als diese ihn erschießen wollen, erreicht Beckett das Geschehen und schießt die Frau nieder, der Mann kann fliehen. Beckett eilt ihm nach. Ryan und Esposito erreichen nun auch den Tatort, die angeschossene Täterin verweigert jede Aussage. Sie gesteht nur, dass selbst wenn ihr Team ausgelöscht wird, es mehr als nur ein Team gibt, was gegen Beckett angesetzt wurde. Anschließend begeht sie Selbstmord. Inzwischen erscheint eine Staatsanwältin aus Washington, um die Ermittlungen zu leiten. Zum Ende der Episode sieht man, wie ein um den Überlebenden des ersten Anschlagteams erweitertes Team zum Unterschlupf von Beckett und Vikram vordringt. |           |                               |                             |                      |                                       |                      |                                                        |                 |
| 153 | 2         | Sie                           | XX                          | 28. Sep. 2015        | 15. Feb. 2016                         | Paul Holahan         | Alexi Hawley & Terence Paul Winter                     | 6,70 Mio.       |
| Beckett und Vikram können den Anschlag auf sie gerade noch entkommen, dies aber nur, weil eine ihnen unbekannte Frau eingreift und zwei der Mörder erschießt. Sie stellt sich als Ehefrau von Castles Vater vor und erklärt den beiden, dass sie auf den Namen LokSat gestoßen sind. Dies sei ein mächtiger Mann mit Zugriff auf die Ressourcen der CIA. Vikram und Beckett haben inzwischen erkannt, dass man sie weiter jagen wird, um sie zu töten, da ihnen nun der Name LokSat bekannt ist. Hayley und Alexis gelingt es nun auch, auf diesen Namen zu stoßen, was Castle Ryan und Esposito nun auch mitteilt. Als Ryan und Esposito nun Ex-Senator Bracken dazu befragen wollen, ist dieser im Gefängnis trotz Einzelhaft nur wenig nach dem Besuch Castles getötet worden. Die Staatsanwältin aus Washington beschuldigt inzwischen Vikram falsch zu spielen und in Wahrheit ein Terrorist zu sein. Endlich treffen Castle und Beckett aufeinander und Castle hat die rettende Idee: Die Sache muss so öffentlich gemacht werden, dass LokSat es sich nicht erlauben kann, weiter hinter Beckett und Vikram her zu sein. Dies gelingt und das zweite Team kann verhaftet werden. Es stellt sich heraus, dass die Staatsanwältin hinter den Teams steht. Diese begeht Selbstmord. Beckett zieht bei Castle aus, da sie sich noch immer auf der Abschussliste weiß und Castle nicht gefährden möchte. Castle versteht die Gründe nicht und ist verzweifelt. |           |                               |                             |                      |                                       |                      |                                                        |                 |
| 154 | 3         | Campus-Killer                 | PhDead                      | 5. Okt. 2015         | 22. Feb. 2016                         | Rob Bowman           | Chad Creasey                                           | 6,76 Mio.       |
| Castle versteht Becketts Auszug aus der gemeinsamen Wohnung überhaupt nicht, doch er will sie zurückerobern und beschließt dies so zu machen, wie er sie beim ersten Mal für sich gewann: Er will sich in ihre Ermittlungen einschleichen. Im Central Park wird ein toter Mann in Häftlingskleidung gefunden, was verwundert, denn keine Haftanstalt New Yorks vermisst einen Häftling. Der junge Mann wird als der Vorzeigestudent Peter Garber identifiziert, der nie inhaftiert war und alle fragen sich, warum er Häftlingskleidung trug. Die Spur führt zu seinem College. Hier stößt Beckett auf Castle, der ebenfalls das College ermittelt hat und sich eine Gastprofessur dort erkaufte. Castle nutzt seine neue Stellung, um an Aktivitäten der Studenten teilnehmen zu können und langsam findet er eine Spur. Diese führt in ein Gefängnis, dessen Insassen und Aufseher alle freiwillig an einem psychologischen Experiment einer Professorin der Highschool teilnehmen. Die Insassen werden gefoltert und zum Geständnis ihrer dunkelsten Geheimnisse genötigt. Castle findet das Gefängnis und stellt die Wärter zur Rede, als er wenig später mit Beckett dort wieder auftaucht um Beweise zu sichern, ist alles besenrein und niemand mehr da. Erst als Beckett und Castle den Ausbruch Garbers rekonstruieren, wird ihnen klar, dass er nicht ohne Hilfe ausbrechen konnte. Diese Hilfe bekam er von einer anderen Gefangenen, die mit ihm zusammen ausbrach, auf Grund der Haftbedingungen aber durchdrehte, ihn umbrachte und wieder in das Gefängnis zurückkehrte, um ein Alibi zu haben. Eine allzu intime Beziehung der Professorin zum Opfer spielte auch noch eine Rolle. |           |                               |                             |                      |                                       |                      |                                                        |                 |
| 155 | 4         | Lügen haben kurze Beine       | What Lies Beneath           | 12. Okt. 2015        | 22. Feb. 2016                         | Larry Shaw           | Barry O’Brien                                          | 6,78 Mio.       |
| Der Hausmeister Dave Johnson wird in einer Kirche ermordet. Was zuerst unspektakulär klingt, entwickelt sich zu einem brisanten Fall. Dave Johnson scheint der Autor P. J. Moffett zu sein, der allerdings nur ein Buch schrieb, welches aber ein absoluter Klassiker der amerikanischen Literatur wurde. Der inzwischen anwesende blinde Priester bestätigt die Identität P. J. Moffetts, der seiner Kenntnis nach für ein neues Buch verdeckt recherchierte. Der Verlag P. J. Moffetts hingegen bestätigt, dass sich P. J. Moffett bester Gesundheit erfreut. Die Blindheit des Priesters erweist sich als vorgespielt. Wer ist nun der Tote und warum lebte er in ärmlichen Verhältnissen? Die Frage stellt sich auch seine Ehefrau, die sich von einer Hochzeit mit P. J. Moffett einen sozialen Aufstieg versprach. Letztlich findet sie heraus, dass Dave Johnson ein notorischer Lügner und eben nicht P. J. Moffett ist, kein Vermögen besitzt und auch keine große Ranch. Sie tötet das Opfer, um die Scheidung abzukürzen. |           |                               |                             |                      |                                       |                      |                                                        |                 |
| 156 | 5         | Der Geruch des Todes          | The Nose                    | 19. Okt. 2015        | 29. Feb. 2016                         | Steve Robin          | Nancy Kiu                                              | 6,67 Mio.       |
| Der Fahrer eines Lieferdienstes für Kunstgegenstände wird in einem Parkhaus erschossen. Das von ihm auszuliefernde wertvolle Gemälde fehlt, es hat allerdings eine komplizierte Hintergrundgeschichte als Nazi-Raubkunst. Der maskierte Täter flieht mit Hilfe des Fahrstuhls, in dem sich die Zeugin Mia mit einem sehr feinen Geruchssinn befindet. Sie kann Hinweise auf den Geruch des Täters geben, weigert sich aber standhaft weiter zu helfen, da sie dazu ihre Wohnung verlassen müsste, was sie aber nur im Notfall tut, da die ganze Welt für sie einfach zu intensiv stinkt. Es kommt zur Festnahme von Verdächtigen, die aber alle von der Zeugin anhand ihres Geruchs für unschuldig erklärt werden. Als letztlich das Gemälde gefunden wird, identifiziert die Zeugin es als Fälschung, da es zu frisch riecht. Letztlich wird der Bruder des Fahrers als Täter ermittelt und das Original gefunden und den wahren Eigentümern zurückgegeben. Im Zuge der Handlung kann Castle der Zeugin klarmachen, dass die Welt und auch sie viel verliert, wenn sie sich weiterhin in ihrer Wohnung selbst von der Welt wegsperrt. Die Zeugin kann ihrerseits Castle bestätigen, dass Beckett in seiner Nähe enorme Mengen an Pheromonen produziert und ihn immer noch liebt. Castle kann sich ihre Trennung deshalb immer noch nicht erklären. |           |                               |                             |                      |                                       |                      |                                                        |                 |
| 157 | 6         | Harte Jungs                   | Cool Boys                   | 9. Nov. 2015         | 29. Feb. 2016                         | Paul Holahan         | Alexi Hawley                                           | 6,07 Mio.       |
| Im sichersten Bürogebäude von New York wird bei der Firma Booth eingebrochen und ein neuer Telefonchipprototyp gestohlen. Verdächtigt wird ganz schnell Victor Lee, aber der wird nur noch tot in seiner Wohnung aufgefunden. Castle, den Beckett vom 12. Revier verbannt hat, langweilt sich derweil in seinem Detektivbüro, als Detectiv Slaughter herein kommt und ihn zu einer Zusammenarbeit mehr nötigt als überredet, obwohl der ihn schon sechsmal in Lebensgefahr brachte. Er bearbeitet den Raub und hatte auch schon Victor Lee dazu „befragt“, was der angeblich aber überlebt hat. Rayn und Esposito finden Slaughters Fingerabdrücke auf der Mordwaffe. Slaughter beteuert seine Unschuld und Castle soll ihm helfen diese zu beweisen. Er gesteht, dass er keine Freunde hat. Hayley taucht auf, angeblich sucht sie nach dem Chip. Sie finden heraus, dass Victor Lee einen Helfer hatte, der die Alarmanlage ausschaltete. Sie stoßen auf den hochintelligenten Louis Prince (IQ 190), der aber flüchtig ist. Sein Betreuer Mr. West beschreibt ihn als jugendlichen Straftäter aus schwierigem Elternhaus. Slaughter, nun mit Castle auf der Flucht, zeigt nun seine andere Seite. Im Wohnhaus seiner Ex-Frau entpuppt er sich als genialer Koch und gesteht, dass er seine Frau auf der Highschool im Musicalclub kennenlernte, er seine Bedürfnisse nie so recht hinter ihre stellen konnte, was zur Trennung führte. Sie finden Louis Prince in einem Lagerhaus, wo er gefesselt auf einem Stuhl sitzt. Hitzkopf Slaughter unterschätzt die Lage, da er nur einen Täter sieht. Als es dann aber sechs mit Waffen werden, kommt es zum Showdown, den Castle und Slaughter überraschend gewinnen. In diesem Moment treffen auch Ryan und Esposito ein. Louis Prince gesteht die Tatbeteiligung, aber auch, dass Victor Lee noch einmal ins Gebäude zurückging. Es stellt sich heraus, dass Mr. West zeitgleich dem Chef von Booth 50 Millionen von einem geheimen Konto gestohlen hatte. Er hatte von der geplanten Straftat erfahren, und er hatte vor seiner Arbeit mit jugendlichen Straftätern für Booth gearbeitet, wusste von dem Geheimkonto und wo die Zugangscodes verwahrt werden. Von Victor Lee zur Rede gestellt beschloss Mr. West ihn zu töten. Louis Prince und Slaughter gehen eine Partnerschaft ein, Slaughter will den intelligenten Louis Prince vor Straftaten bewahren und Prince soll Slaughter helfen seine Gewaltausbrüche in den Griff zu bekommen. Dies ist die einzige Folge, in der Beckett nicht vorkommt. |           |                               |                             |                      |                                       |                      |                                                        |                 |
| 158 | 7         | Die letzte Verführung         | The Last Seduction          | 16. Nov. 2015        | 7. März 2016                          | John Terlesky        | Robert Hanning                                         | 6,66 Mio.       |
| Ryan und Esposito zicken sich an, da Ryan die Sergantprüfung vermasselte, Esposito aber bestand. Da Ryan Esposito zudem versehentlich in den Hintern schoss, streiten sie wie noch nie. Da Ryan und Esposito nur noch rumzicken, verpflichten sie Castle als ihren Puffer, was Castle wieder Zugang zum 12. Revier verschafft. Den braucht er auch, da er eine Überraschung für Beckett zu ihrem ersten Hochzeitstag vorbereiten will. Das Opfer Scott McCoy wird derweil gefunden. Er stellt sich als professioneller Verführer heraus, der verheiratete Ehefrauen zum Fremdgehen verführt, was deren Ehemännern ermöglicht auf Grund dieses Bruchs des Ehevertrags (Untreueklausel) billig aus einer Scheidung raus zu kommen. Der schnell verdächtigte Freund von ihm, Anton, stellt sich aber nur als eingeweihter Teil der Flirtmasche des Opfers heraus. Auf den dabei gemachten Fotos wird eine Frau von hinten abgelichtet, die ein eindeutiges Tattoo trägt. Beckett, die sich wieder stärker in die Ermittlungen einbezieht, kann mit einem Trick und Hayleys Hilfe die Frau ermitteln. Diese, Nancy, hat wegen dieses Seitensprungs 12 Millionen $ verloren, stellt sich aber als unschuldig heraus. Über sie werden sie auf die Star-Scheidungsanwältin Lindsey Trend aufmerksam, die ganz offensichtlich das für mehrere ihrer Fälle buchte und so die Verfahren gegen die Ehefrauen gewann. Um zu erfahren für welchen aktuellen Fall sie Scott McCoy gebucht hatte müsste man in ihr Auftragsbuch Einsicht nehmen. Dies ist aber unmöglich, da sie vielen in der Justiz beschäftigten Personen bei ihrer Scheidung geholfen hat und diese sie über jeden Schritt der Ermittlung auf dem Laufenden halten. Ryan und Esposito kommen nun auf die Idee Castle als potentiellen Scheidungskunden einzuschleusen. Der willigt widerwillig ein und schafft es beinahe das Auftragsbuch zu öffnen, als die erneute von der Staatsanwaltschaft gewarnte Lindsey Trend ihn dabei erwischt und rauswerfen lässt. Während sie den seine Unschuld beteuernden Castle rauswerfen lässt, huscht Alexis als Büromitarbeiterin getarnt in Lindsey Trends Büro und fotografiert die fraglichen Seiten des Buches. So wird man auf den Auftraggeber Georg Keller aufmerksam. Dieser sitzt im Vorstand des Familienunternehmens, welches von seiner Mutter Penelope geleitet wird. Um deren untadligen Ruf zu beschädigen soll Scott McCoy mit skandalösen Fotos sie aus der Firma drängen, denn Georg Keller will die Produktion ins Ausland verlagern, was seine Mutter nicht zulässt, denn sie fühlt sich den Angestellten verbunden. Als Scott McCoy begreift, zu welchen Folgen dieses Mal sein Tun beitragen soll, bekommt er Gewissensbisse und will alles wieder gutmachen. Dies kann nun aber die Anwältin Lindsey Trend nicht zulassen und tötet ihn. Als Esposito sie verhaften will, zieht sie eine Waffe. Als sie diese auf Esposito abfeuert, wirft sich Ryan der Kugel in den Weg, was beide endlich wieder versöhnt, denn die Kugel wird von einem Notizbuch in Ryans Tasche aufgefangen und beide bleiben unverletzt. Lindsey Trend wird verhaftet, Georg Keller ebenfalls. Beckett kann nun endlich ihren ersten Hochzeitstag mit Castle genießen und nimmt sich eine Auszeit von ihrer Auszeit, verschwindet aber am nächsten Morgen wieder, um Castle zu schützen. |           |                               |                             |                      |                                       |                      |                                                        |                 |
| 159 | 8         | Mr. & Mrs. Castle             | Mr. & Mrs. Castle           | 23. Nov. 2015        | 14. März 2016                         | Jeff Bleckner        | Christine Roum                                         | 6,65 Mio.       |
| Eine tote junge Frau im 20er Jahre-Kleid wird im Hafen angeschwemmt. Relativ schnell wird klar, dass sie als Tänzerin auf einem alten Ozeanriesen arbeitete. Beckett geht an Bord, wo man jedoch sehr abweisend ist und die Crew auf Befehl der Reederei jede Zusammenarbeit verweigert. Bevor Beckett ermitteln kann, setzt sich das Schiff schon wieder Richtung offene See in Bewegung. Zu Becketts zusätzlicher Verärgerung taucht nun auch Castle auf dem Schiff auf, jedoch beschließt man Burgfrieden und arbeitete zusammen, da sie in zwei Stunden das Schiff endgültig verlassen müssen, bevor der Vergnügungsdampfer internationale Gewässer erreicht. Die Tote entpuppt sich recht schnell als Undercover-Journalistin. Sie war wohl hinter einer Story her und entdeckte dabei etwas Größeres. Beckett und Castle finden den Tatort an Deck (Blutspuren), eine Suche nach Beweismitteln führt zu einer Kamera, mit der das Opfer filmte, wie ein Maschinist große Mengen Drogen in Müllbehälter stapelt, die im Hafen „entsorgt“ wurden. Tatsächlich hat sie wohl die Finanzierung für LokSat und seine CIA-Kumpels gefilmt, ohne den Hintergrund zu erahnen. Der Maschinist wird als Täter für den Mord verhaftet und die Ermittlung geht an Land weiter. Lanie hat inzwischen ein von der Toten offensichtlich als Beweismittel geschlucktes Drogenpäckchen gefunden. Recht schnell wird festgestellt, dass einer der Mülllaster eine andere Route fuhr und die Drogen in einem Lagerhaus ablieferte. Als Beckett und Castle dort ankommen, sind diese aber verschwunden. Es gelingt Lanie eine verwertbare Drogensignatur von dem geschluckten Päckchen zu nehmen. Mit ihr kann festgestellt werden, wo die Drogen verkauft werden. Die Spuren führen zu LokSat und Beckett nimmt die Spur auf. |           |                               |                             |                      |                                       |                      |                                                        |                 |
| 160 | 9         | Tödliche Harmonien            | Tone Death                  | 8. Feb. 2016         | 21. März 2016                         | Hanelle M. Culpepper | Robert Bella                                           | 5,72 Mio.       |
| Die Leiche eines ehemaligen Häftlings, der zum A-Capella-Sänger wurde, wird während Marthas Gesangsprobe gefunden. Das Team taucht in die Welt des A-Capella-Wettbewerbs ein. Währenddessen verhalten sich Castle und Beckett vor Ryan und Esposito wütend aufeinander, um die Fassade der Trennung aufrechtzuerhalten. Dieser Plan geht jedoch schief und Castle und Beckett sind gezwungen, den Jungs zu sagen, dass sie jeweils eine Affäre mit einem sexy russischen Model namens Svetlana bzw. einem Arzt namens Dr. Livingstone haben. |           |                               |                             |                      |                                       |                      |                                                        |                 |
| 161 | 10        | Zeuge der Anklage             | Witness for the Prosecution | 14. Feb. 2016        | 21. März 2016                         | Bill Roe             | Terence Paul Winter                                    | 4,19 Mio.       |
| Castle wird zu einer Cocktailparty bei Familie Masters eingeladen, um dort aus seinem neuesten Roman „Driving Heat“ vorzulesen. Die Hausherrin Joana ist ein Fan von ihm. Nach der Vorlesung sucht Castle die Toilette im Erdgeschoss auf, diese ist aber besetzt und er muss die eine Etage höher benutzen. Hier wird er Augenzeuge wie die Cateringangestellte Nina Okiv einen Schürhaken aus dem Opfer, der Kriegsberichterstatterin Silvi Betman, zieht und bei seinem Erscheinen durch den Garten flüchtet. Nina wird wenig später verhaftet und fünf Monate später wird ihr der Prozess gemacht. Der neue Verteidiger ist überraschend Caleb Brown der den Hauptbelastungszeugen Castle komplett zerlegt und bei der Jury Zweifel streut. Insbesondere bezweifelt er Castles Erinnerungsvermögen, da dieser sich an 8 Wochen seines Lebens gar nicht erinnern kann. Das Team um Beckett ermittelt neu und findet ein starkes Motiv: Silvi und Nina hatten eine Affäre und sie haben sich am Vortag gestritten. Nun ist es Castle, der von Ninas Schuld nicht mehr überzeugt ist. Im Arrest unterhält er sich mit Nina und findet den Grund für den Streit: Nina sollte für Silvi das Sektglas des Hausherren Roger Masters stehlen, was sie letztlich auch tut. Der aufkommende Verdacht Silvis Tochter sei von Roger Masters und Silvi wollte seine DNA bestätigt sich nicht, denn Roger ist nachweislich unfruchtbar. Er gesteht aber die Affäre, die er als Kriegsfotograf mit dem Opfer auf ihren gemeinsamen Reisen hatte. Wenn es nicht um die DNA ging, dann ging es um den Fingerabdruck folgert Castle. Diese Erkenntnis lässt bei der Hausherrin Joana einen Verdacht aufkommen: Es gibt einen Safe im Haus, der nur mit dem Fingerabdruck von Roger geöffnet werden kann. Joana zwingt ihn den Safe zu öffnen und Castle findet darin ein Videoband. Auf diesem ist zu sehen, wie Silvi und Roger im Irak eine Sporttasche der CIA mit 5 Millionen Dollar finden. Der ständig von der Pleite bedrohte Roger erpresste mit diesem Video Silvi, um einen größeren Anteil an diesem Diebesgut zu bekommen. Um an das Band zu bekommen, brauchte Silvi seinen Fingerabdruck. Jedoch, Roger hat ein Alibi. Nun kommt wieder Castle ins Spiel, der sich nun daran erinnert, wer die Toilette im Erdgeschoss blockierte. Es war der Ehemann des Opfers, Loyd Betman, der sich darin die Schuhe von seinem Ausflug in den Garten säuberte. Loyd vermutete zu Unrecht eine aktuelle Affäre zwischen Roger und Silvi und beobachtete sie vom Garten aus. Als sie ihn durchs Fenster erblickte, stellte er sie zur Rede und sie gestand ihre Affäre mit Nina. Dies machte Loyd derart wütend, dass er sie erschlug. Nina hingegen hatte tatsächlich nur die Tatwaffe aus der sterbenden Silvi entfernt. Im Prozess tritt Castle nun als Zeuge der Angeklagten auf und kann ihre Unschuld beweisen. Das Verhältnis von Castle und Beckett verbessert sich inzwischen weiter. |           |                               |                             |                      |                                       |                      |                                                        |                 |
| 162 | 11        | Rache auf Russisch            | Dead Red                    | 15. Feb. 2016        | 11. Juli 2016                         | Jeannot Szwarc       | Jim Adler                                              | 5,15 Mio.       |
| Grigory Mishkin wurde mit durchschnittener Kehle in einem leer stehenden Haus aufgefunden. Er ist der Sohn von Sergey Mishkin, eines russischen Diplomaten in New York, der auch dafür sorgt, dass der russische Sicherheitsbeamte Vassily Zhirov Beckett zur Seite gestellt wird und der die Ermittlungen begleiten soll. Castle soll ihn mit Sightseeing beschäftigen und ablenken, was so gar nicht gelingen will. Schließlich schafft es Vassily, dass Beckett und Castle wieder zusammen ermitteln dürfen. Grigory hatte immer mit den 'Diplobälgern', den verwöhnten Söhnen der Diplomaten abgehangen und der erste Verdacht fällt auf den Sohn eines finnischen Diplomaten, dessen Luxus-Sportwagen von einem Überwachungssystem am Tatort gehört wurde. Von Vassily unter Druck gesetzt, gibt er an Grigory dorthin gefahren zu haben und im Gegenzug auf eine Einladung zu einem Empfang im Konsulat gehofft zu haben. Er gibt auch an, dass Grigory dort unter der Hand ein Handbuch zum Hacken eines Jeep Cherokee SUVs kaufen wollte – er war auf der Suche nach den Mördern seiner Mutter Anya, die vor kurzem bei einem Autounfall in diesem Modell verstarb. Vor ihrem Unfall stieg Anya in einer Frühstückspension im Norden ab und die Besitzerin zeigt Beckett und Castle ein Videostandbild des Begleiters, mit dem sie dort abstieg. Dies hatte auch Grigory herausbekommen. Grigory tauschte darauf hin Mails mit emily2929 aus. Sie arbeitet für eine Datenspeicherungsfirma und er hatte mit ihr geschlafen, um mit ihren Login-Daten an archivierte FBI Akten zu kommen. Es stellt sich heraus, dass dies Akten des Direktorats 'S' sind, einer Einheit, die in den 80er KGB-Schläfer in den USA aufgedeckt hatte. Einer davon ist Anyas Begleiter und sein Name ist Anatoly Arkadi, der nun unter dem Decknamen Frank Thomas im Zeugenschutzprogramm lebt. Beckett aktiviert daraufhin ihren Kontakt beim FBI, und Rita gibt ihr zu verstehen, dass Vassily nicht so harmlos ist, wie er sich gibt. Das stellt er auch unter Beweis, als er Castle kidnappt und sich Anatoly/Frank schnappt und ihn für Informationen foltern will. Aber Castle schreitet ein und erbittet sich 60 Sekunden um dies ohne Gewalt zu versuchen. Anhand eines Kassenzettels aus der Jackentasche und des Browserverlaufs im Handy schlussfolgert er, dass sie sich mit gefälschten Ausweisen und als Caterer getarnt Zugang zum Empfang im Konsulat verschaffen wollen. Er ruft Beckett an und sie kommt mit Ryan und Esposito zum Empfang und wollen ihn sichern, können aber nicht verhindern, dass ein Scharfschütze zuschlägt. Der Konsul bleibt unverletzt aber Sergey erleidet einen glatten Durchschuss, überlebt aber. Daraufhin gibt Vassily zu, dass sie ein Datenleck in der Botschaft haben und sie vor zwei Monaten Anya aktiviert haben, den Verräter zu finden. Anhand des verwendeten Gewehrs erkennt Vassily, dass es sich um eine alte Waffe aus einem Depot handeln muss, das schon im Kalten Krieg angelegt worden ist. Bei der Durchsicht von Verkehrskameras erkennen sie Anya, wie sie sich in einem der Depots bedient – sie lebt noch und wird aufgespürt. Sie erklärt, dass Sergey das Leck ist und er auch der Mörder sei – Grigory war nicht sein leibliches Kind, sodass er kaum eine Beziehung zu ihm hatte und ihn beseitigte, als der hinter den Verrat kam. Beckett erhofft sich, dass der Konsul die Immunität aufhebt und sie Sergey verhaften könne, was dieser aber ablehnt. Vassily aber macht Beckett und Castle klar, dass Sergey in Russland in die Verbannung zum kältesten Ort Russlands versetzt wird, was eine härtere Strafe als der Knast in den USA sein könne. |           |                               |                             |                      |                                       |                      |                                                        |                 |
| 163 | 12        | Spiel der Rätsel              | The Blame Game              | 22. Feb. 2016        | 11. Juli 2016                         | Jessica Yu           | Michal Zebede                                          | 5,48 Mio.       |
| Die TV-Moderatorin Emma Mathews wird in ihrer Wohnung erschossen. Castle ist überglücklich, denn er hat eine Verabredung mit Steven King und Beckett ist zu einem Forensikseminar angemeldet – und beide stellen fest, dass sie in eine Falle gelockt wurden, als sie, getrennt nach Männern und Frauen mit anderen gekidnappten Menschen in zwei Schulklassenräumen wieder zu Bewusstsein kommen. Sie versuchen sich zu orientieren und sich aus der misslichen Lage zu befreien, aber der Kidnapper spielt mit ihnen. In den Türen sind Revolver versteckt, geladen mit genau einer Patrone weniger und mit einem Begleittext, dass der Überlebende freikäme. Einer der Männer zielt auf die anderen, da aber der Revolver manipuliert ist, erschießt er sich selber. Haley ist erbost, dass Castle ein wichtiges Meeting mit einem Klienten versäumt hat und zusammen mit Alexis stellen sie fest, dass hier was nicht stimmen kann, da sich Steven King einem Post nach in Australien aufhält. Sie besorgen sich die Aufnahmen einer Verkehrskamera vor dem angeblichen Treffpunkt und stoßen darauf auf einen weißen Van, in den eine Person verladen wird. Dieser ist auf das Psychologenehepaar Northcliff zugelassen. Ryan und Esposito haben sich mittlerweile das Videomaterial besorgt, an dem Emma vor ihrem Tod arbeitete und stoßen auch auf den Namen Northcliff. Mit Hilfe der Sekretärin der Northcliffs erfahren sie, dass das Material die Kinder Fay und Brandon Northcliff zeigt, an denen die Eltern unethische Studien über Trennungsängste vornahmen. Die Sekretärin gibt weiterhin an, dass Fay sich vor kurzem das Leben nahm und dass sich die Nachwirkungen der Studien bei Brandon so geäußert haben, dass er ausgewandert und zu einem Einsiedler geworden sei. Sie hätte Emma, die bei den Nothcliffs in der fraglichen Zeit die Hunde ausführte, vor ein paar Tagen zufällig getroffen und kurz danach sei bei den Northcliffs, die ein Anwesen in der Stadt haben eingebrochen worden. Seit dem habe sie die Northcliffs nicht mehr gesehen. Mittlerweile sind beide Gruppen aus ihren Klassenräumen ausgebrochen und schließen sich zusammen. Gemeinsam kommen sie dem Ausgang näher, als sich der als eine weitere Falle entpuppt. Die Paare sollen wählen, wer sich für den anderen opfert. Und da dämmert es Beckett und Castle, einer der Gekidnappten muss der Organisator sein. Es stellt sich heraus, dass es Brandon ist, der die Situation nun auf die Spitze treiben will. Ryan und Esposito haben die Nothcliffs mittlerweile ausfindig gemacht, sie sind in ihrem eigenen Haus gefesselt und gezwungen die Show als Videoüberwachung live mit anzuschauen. Sie geben den Tipp, dass sich all dies in einem weiteren Gebäude auf ihrem Grundstück ereignet. Castle und Beckett haben die Situation nun fast im Griff und gehen zum Schein darauf ein, zu wählen, und überrumpeln Brandon in einem günstigen Moment. Als sie dies geschafft haben, wird auch die Tür von außen aufgebrochen und alle sind in Freiheit. Es stellt sich heraus, dass die Norhcliffs mit ihren psychologischen Experimenten an ihren eigenen Kindern viel zu weit gegangen sind und sich Brandon dafür rächen wollte. Aber einfach nur darauf zu hoffen, dass Emmas Enthüllungen genügend Staub aufwirbeln, ist Brandon zu wenig – er bringt sie vorher um, um sein perfides Spiel durchführen zu können. Beckett hat er ausgesucht, weil er meint, dass das 12. Revier ihn vor Jahren, als er die Polizei schon einmal um Hilfe bat, im Stich gelassen hatte. |           |                               |                             |                      |                                       |                      |                                                        |                 |
| 164 | 13        | Fremdsprache Mord             | And Justice For All         | 29. Feb. 2016        | 18. Juli 2016                         | Kate Woods           | Adam Frost                                             | 5,26 Mio.       |
| Der Tierpfleger Eddie Ramirez wird im Manhattan Zoo erschlagen in einem Terrarium voller Schlangen gefunden. Eine sprachlich nicht ganz korrekte SMS mit einer Drohung führt das NYPD zu einer Sprachenschule für Einwanderer. Ryan und Esposito sollen die Schüler befragen, scheitern aber, da alle sich weigern mit den Behörden zusammenzuarbeiten. Beckett und Castle müssen so tun, als ob sie getrennt seien um die Ermittlungen und Verhaftung von LokSat nicht zu gefährden. Trotzdem bittet Beckett Castle sich mit seinem sprachlichen Talent dort umzuhören und den Urheber zu ermitteln. Castle stellt sich als frankokanadischer Schüler vor und ermittelt schnell den Urheber der SMS. Letztendlich zeigt sich, dass sich Eddie für eine Mitschülerin eingesetzt hatte und die in seinem Besitz gefundenen 10000 US$ sind ihr entgangener Lohn, der ihr auf Grund ihres Status als Einwandererin vorenthalten wurde. Und sie ermitteln, dass Eddie ein korrupter und ehemaliger Cop aus El Salvador ist. Bei einem kulinarischen Abend der Klassengemeinschaft mit verschiedenen nationalen Speisen kommt es bei Castle zu einem Flashback – durch den Geschmack eines koreanischen Gerichts erinnert er sich bruchstückhaft, dass er in Korea gewesen sein muss und will auch kurz darauf aufbrechen. Aber Beckett hält ihn davon ab. Über einen Fingerabdruck kommt das NYPD auf Marco Sutter, einen Drogenkriminellen. Als sie ihn stellen, finden sie einen Schließfachschlüssel. Als Ryan und Esposito dies öffnen, werden sie vom FBI hochgenommen und es stellt sich nach einiger Zeit heraus, dass das Richter Cartwell beschattet, der eine zentrale Rolle spielen muss. Am Ende ist es der Klassenlehrer selber, der die miserable Situation der Schüler ausnutzt und der mit dem Richter und den Betreibern privater Abschiebelager gemeinsame Sache macht. Er hat die Einwanderer ans Messer geliefert und falls sie nicht zahlen wollten, hat der Richter sie abschieben lassen. Er hat Eddie umgebracht, um dies zu vertuschen. Castle hat noch einen Flashback und stellt fest, dass er in Korea Town in L.A. war – dort muss er hin, um seine Gedächtnislücke zu füllen. |           |                               |                             |                      |                                       |                      |                                                        |                 |
| 165 | 14        | Der Club der Meisterdetektive | The G.D.S.                  | 7. März 2016         | 18. Juli 2016                         | John Terlesky        | Alexi Hawley                                           | 5,68 Mio.       |
| Castle ist mit Hayley und Alexis nach LA gereist und sie richten sich in einer Suite eines 5 Sterne-Hotels ein um Castles Gedächtnislücke mit Fakten zu füllen, da bekommt Castle einen versiegelten Umschlag. Es ist die förmliche Anfrage der GDS (Greatest Detectives Society), die ihn bitten, sich den Mord am Privatdetektiv Phillip Harris anzuschauen. Er war auch aus NY gekommen und in der Nacht zuvor mit durchgeschnittener Kehle und dem herausgeschnittenen Herz in den Händen auf dem Hollywood Forever Cemetery gefunden. Der ermittelnde Polizist ist ein alter Bekannter von Hayley und er lässt sie an den Tatort. Im Gegenzug bieten sie an, dass Ryan und Esposito Harris’ Schwester in NY befragen könnten. Sie gibt zu Protokoll, dass ihr Bruder einem Serienkiller, den er das Phantom nannte, auf der Spur war. Der hatte in LA und NY 7 Menschen auf ähnliche Weise ermordet. Castle wird von der GDS einbestellt und triff hier auf die Privatdetektivin Kendal Frost, die auch schon am Tatort auftauchte. Harris war Mitglied in der GDS und der Platz soll an den Detektiv gehen, der den Fall löst. Trotzdem verabreden sie zusammenzuarbeiten. Mittlerweile sind Castle und Hayley in Korea Town und finden auch das Restaurant, an das sich Castle in seinen Flashbacks erinnert. Der Besitzer sagt, ja er wäre damals da gewesen und hätte aber nicht bezahlen können und daher seine Uhr dagelassen, die Castle prompt zurückkauft. Es stellt sich heraus, dass die Uhr ein GPS-Tracker ist und in der Lage war, Castles Position zu übermitteln. Harris ermittelte in dem Filmstudio, dass Castles Film Heat Wave versaut hatte, und einer der Verdächtigen ist der Regisseur Austin Elektra. Er war zu den Zeiten der Morde in NY. Kendal und Hayley verabreden sich mit Austin in seinem Haus und schmuggeln Castle hinein. Sie versuchen die Tatwaffe, ein Messer, das als Filmrequisite ermittelt wurde, zu finden, was auch gelingt. Allerdings gibt es von diesem Messer mehrere Exemplare und zwei sind verschwunden und das gefundene Messer ist nicht die Tatwaffe. Als sich herausstellt, dass zwei Morde fast zur gleichen Zeit in LA und NY erfolgten, ist klar, dass es sich nicht um einen Einzeltäter handeln kann und auch Austin ist entlastet. Alexis stellt Nachforschungen zum GPS-Chip an und findet eine Spur zu einem Ex-Soldaten. Als sie Hayley davon erzählt redet die ihr ein, die Infos zu löschen, was Alexis aber nicht tut. Sie sucht die Mutter des Soldaten auf und entdeckt Hayley auf einem der Fotos in einem Album. Zurück im Wagen sitzt Hayley unerwartet hinter ihr und versucht dies richtig zu stellen. Sie offenbaren dies Castle und er erfährt, dass sein Vater Jackson Hunt Hayley kontaktierte um ein Auge auf Castle zu haben, nachdem er von seinem CIA-Einsatz in Thailand zurückgekehrt war. Sie hatte ihm die Uhr gegeben, und als er sie als Bezahlung zurückließ, da konnte sie ihn nicht mehr orten. Als sie ihn wiederfand hatte er sich schon die Schusswunde zugezogen. Die Suche nach den Tatwaffen führt zu Jordan Keegan, einem Drehbuchautor, der bei der Befragung eine Geisel nimmt und davon spricht, dass sie nicht zur Rechenschaft gezogen werden könnten. Er wird erschossen. Als das Script aus seinem Nachlass Castle gezeigt wird, weiß er sofort, wer der zweite Täter ist. Er hatte damals identische Kommentare zu seinen Anmerkungen vom Boss des Studios bekommen und als dieser festgesetzt wird, muss er die Mittäterschaft zugeben. Die GDS würdigt Castles Leistung und trägt ihm die Mitgliedschaft an, die er aber ablehnt. Er empfiehlt aber Kendal anseinerstatt aufzunehmen. Kurz vor der Abreise aus LA zeigt Hayley Castle eine Webseite, und erklärt ihm, dass er ihr das Versprechen abgenommen hatte ihm dies zeigen solle, wenn er je danach fragen würde. Er kann sich einloggen und sieht einen Film, den er damals von sich aufnahm und in dem er angibt, dass er Infos zu Bracken und LokSat hatte, diese Erinnerung aber hat löschen lassen. Da schwant es ihm, dass er dafür mitverantwortlich ist, dass Freunde und Vorgesetzte von Beckett ermordet wurden. |           |                               |                             |                      |                                       |                      |                                                        |                 |
| 166 | 15        | Einer von uns                 | Fidelis Ad Mortem           | 21. März 2016        | 25. Juli 2016                         | Rob Bowman           | Chad Gomez Creasey                                     | 6,50 Mio.       |
| Die NYPD-Akademie steht unter Schock: Der Kadett Daniel Bardot aus den eigenen Reihen wird mit einer Waffe der Akademie ermordet. Der Täter stammt somit aus den eigenen Reihen. Bei Beckett kommen viele alte Erinnerungen hoch, ihr Team lästert über all die Auszeichnungen in den Vitrinen mit ihrem Namen drauf. Die Recherchen führen zu einem Drogendealer, der leistungssteigernde Mittel an einen Rekruten verkauft. Die Spur endet bei dem Rekruten. Er ist nicht der Mörder. Ein Überwachungsvideo zeigt, dass das Opfer Daniel Bardot Kontakte zum Mafiaboss “Lucky Jack” Flanagan hat. Der wurde nie überführt. Auf Daniel Bardots Computer werden Polizeiunterlagen gefunden, die er dem Mafiaboss wohl verkaufte, weshalb der nie gefasst wurde. Die Spur führt zu Rachel Decker, einer sehr vielversprechenden Rekrutin, die mit Daniel Bardot liiert war. Rachel gesteht Beckett, dass der Mafiaboss ihr Erzeuger ist. Als Vater erkennt sie ihn nicht an. Als der Mafiaboss sie als Informantin anheuern will, lehnt sie das vehement ab. Ihr Freund Daniel wollte sie mit den Informationen von ihrem Vater nur freikaufen. Der Mafiaboss leugnet jedoch, etwas mit seiner Ermordung zu tun zu haben, gibt aber den Hinweis, dass dem Jungen ein Auto folgte. Dieses wird als Polizeieigentum ermittelt, und die Spur führt zu Deputy Commissioner Malone, dem Leiter der Akademie, der zu Beginn Beckett noch als Legende bezeichnete. Daniel Bardot hatte beim Zugriff auf die Daten zum Mafiaboss Malones Computer nutzen müssen, da er nur von ihm an die Daten kommen konnte. Bei seiner Recherche fand er auch Malones Korruption zufällig mit heraus und deshalb musste er sterben. Rachel Decker will nun alles hinwerfen, aber Beckett kann sie davon überzeugen weiterzumachen. Sie bietet ihr dabei auch Hilfe an, da sie selber auch schon am Abgrund der Verzweiflung stand. Unterdessen findet Castle in Hollywood eine mysteriöse Videoaufnahme von sich selbst, in der er sich eindringlich davor warnt, weiter zu suchen. |           |                               |                             |                      |                                       |                      |                                                        |                 |
| 167 | 16        | Verliebt, verlobt, verknackt  | Heartbreaker                | 4. Apr. 2016         | 25. Juli 2016                         | Thomas J. Wright     | Barry O’Brien                                          | 6,37 Mio.       |
| Der bewaffnete Sicherheitsmann Michael Kurby wird ermordet, als er in einer gesicherten Anlage seinen Geldtransporter entlädt. Der Täter entwendet Geld aus dem Fahrzeug des Opfers. Esposito nimmt den Fall genauer unter die Lupe: Details des Mordes erinnern ihn an einen früheren Diebstahl vor neun Jahren, bei dem Goldmünzen verschwunden sind. Die Alarmanlage wurde damals auch mit einem Gemisch aus Wackelpudding und Parfüm außer Gefecht gesetzt. Espositos Ex-Verlobte könnte hier weiterhelfen, wurde sie doch als eine der drei Täter überführt. Da sie nicht kooperierte und keinen Mittäter verriet, sitzt sie immer noch im Gefängnis. Sie willigt ein bei der Aufklärung des Mordes zu helfen, wenn sie dafür befristet aus dem Gefängnis darf. Da sie nur noch drei Monate bis zu ihrer Entlassung auf Bewährung hat, wird ihre Fluchtgefahr für gering gehalten. Als Esposito sie nun wieder sieht, kann er seine Gefühle für seine ehemalige Liebe seines Lebens nicht verbergen. Sie gesteht, dass die drei untereinander nie ihre richtigen Namen benutzten. Ihr Deckname war Mako Hai, der inzwischen verstorbene Chef des Teams Jimmy Sanches war der Weiße Hai und der dritte war ihr nur als Hammerhai bekannt. Letztlich werden zwar Informationen gewonnen, aber sie führen nicht zum aktuellen Täter, wohl aber zum Opfer, der an der Tat beteiligt war. Als Sonja zurück ins Gefängnis soll, bittet sie Esposito um ein Essen, eine heiße Dusche und um ein Bett. Esposito willigt ein und nimmt sie mit zu seiner Mutter. Dort erlebt Sonja eine familiäre Wärme und Herzensgüte, wie sie es immer wollte, aber durch ihre Tat verhindert hat. Sie fragt sich, wie ihre Zukunft ausgesehen hätte, wenn sie sich vor 9 Jahren anders entschieden hätte. Als Esposito ihr nun auch noch die warme Dusche ermöglicht, nutzt Sonja die Gelegenheit zur Flucht. Rayn ermittelt derweil anhand von Telefondaten, dass Sonja in alles mit verwickelt ist und ihre Flucht geplant hat. Esposito kann Sonja inzwischen bei ihrem schwerkranken Vater wieder erwischen und kombiniert richtig. Ihr Vater hat ihren Beuteanteil versteckt und sie weiß nicht wo. Sie musste ihn aufsuchen, bevor er stirbt. Er ist in Wahrheit der Weiße Hai. In dem Moment wird Esposito von Sonjas neuen Komplizen Ronaldo niedergeschlagen. Ronaldo ist der Mörder von Michael Kurby. Im Geldversteck angekommen, will Ronaldo nun Esposito töten, dies verhindert nun aber Sonja, die Esposito nun auch ihre Liebe gesteht. Esposito kann Ronaldo überwältigen, als Ryan mit Beckett den Schauplatz erreichen. Sonja geht wieder ins Gefängnis. Da sie dieses Mal aber voll mit der Staatsanwaltschaft kooperiert nur für zwei weitere Jahre. Esposito verspricht, sie dieses Mal auch zu besuchen. Beckett zieht nun doch wieder zu Castle und es kommt zur Versöhnung. Einzig Lucy, der die Wohnung vollends kontrollierende Computer mit Sprachsteuerung, hat etwas dagegen. Beckett schaltet die Sprachsteuerung auf männlich um und nun hat Castle ein Problem. |           |                               |                             |                      |                                       |                      |                                                        |                 |
| 168 | 17        | Castle und die Wunderlampe    | Death Wish                  | 11. Apr. 2016        | 1. Aug. 2016                          | Bill Roe             | Stephanie Hicks                                        | 6,44 Mio.       |
| Lars Cross wird enthauptet aufgefunden und ist vor seinem Tod gefoltert worden. Er war lange in der Türkei und es stellt sich heraus, dass er mit seinem Partner Mike Harlin beauftragt war, nach Ölquellen zu suchen. Sie nutzen ihre Ausrüstung aber auch dazu im Auftrag eines anonymen Spenders das Grab Salomons zu finden und die Kunstschätze vor dem sich ausbreitenden Krieg in der Region in Sicherheit zu bringen. Sie finden das Grab und hier eine Öllampe mit dem Siehel Salomons. Lars Cross ist ein Experte hierfür und hat in den Vorlesungen von Dr. Marianne Backer, Professorin an der Hudson Universität das Fachwissen erworben. Castle ist ganz angetan von Flaschengeistern und, wie er es sieht, gibt ihm das mehrfache Erscheinen und Verschwinden eine blonden Frau recht. Da Castle es schafft, die Lampe zu reiben ist er fest davon überzeugt, dass der Flaschengeist ihm nun drei Wünsche erfüllen muss. Als er in Todesgefahr ist, wünscht er sich die blonde Frau herbei, die ihn umgehend rettet und wieder verschwindet. Sie stellt sich aber als die Sicherheitsberaterin Sullon heraus, die von einem Mr. X angeheuert wurde, die Sicherung der Kulturgüter im Grenzbereich Türkei-Syrien anzuschieben und zu überwachen. Die Kunstschätze wurden über den Teppichimport von Yuruk Sezen ins Land geschmuggelt, der aber auch gefoltert und getötet wurde. Am Ende überführen Becketts Team die Professorin, die es nicht ertragen konnte, dass es nicht sie war, die das Grab entdeckt hat. Sie hatte Lars und Yuruck gefoltert, um an die Schätze zu kommen. Am Ende taucht auch noch ein jordanischer Prinz auf – alle hoffen, er sei Mr. X, was er aber verneint. Aber dieser zeigt sich zufrieden, dass die Kunstschätze, auch wenn sie als Beweismittel eingelagert sind, sicher sind in den USA. Ryans Frau Jenny liegt derweil in den Wehen. Die Geburt führt zu Komplikationen und Jenny ist zeitweilig bewusstlos. Die gesamte Crew wartet im Krankenhaus und Beckett geht mit einer ungewöhnlichen Bitte zu Castle. Hatte er sie die ganze Zeit mit Geschichten um die Wunderlampe und die Wunscherfüllungen genervt, bittet sie ihn nun, auch wenn sie nochmals betont nicht daran zu glauben, einer seiner zwei verbliebenen Wünsche für Jenny und das Baby einzusetzen. Castle lächelt und gesteht ihr, dass er längst alle beide Wünsche dafür eingesetzt hat. Jenny bringt einen gesunden Jungen zur Welt, den sie Nicholas Javier nennen wollen. |           |                               |                             |                      |                                       |                      |                                                        |                 |
| 169 | 18        | Code 44                       | Backstabber                 | 18. Apr. 2016        | 8. Aug. 2016                          | Jessica Yu           | Robert Bella                                           | 5,86 Mio.       |
| Hayley Shipton lässt sich von ihrem ehemaligen MI6-Teamleiter Bryce Robberts zu einem nächtlichen Einbruch bei Manchester Energy überreden. Mit dem Partner Marcus Janeck, der die Sicherheitssysteme überwindet, lädt sie Spyware auf den Rechner des stellvertretenden Direktors Paul Hodson, um eine angebliche Affäre zu bestätigen. Während die Installation läuft, taucht der Mitarbeiter Ned Werner mit einer Blondine auf und Ned möchte imponieren, indem er sich in seinen Rechner einloggt. Hernach scheitert er aber am auffälligen Korsett der Blondine. Hayley verlässt vorzeitig das Büro, doch Marcus möchte sehen, wie das Liebesspiel weitergeht. In Castles Büro übt Martha eine neue Unterschrift für die Signatur ihres Buches, als Castle vom 12. Revier über eine männliche Leiche bei Manchester Energy informiert wird. Hayley wird hellhörig und will mit an den Tatort, was ihr auch mit fadenscheinigen Argumenten und viel falschem Lob gelingt. Dort angekommen ist es Marcus, der mit einem Messer im Rücken erstochen im Büro liegt. Um ihre Mittäterschaft zu verschleiern verdirbt sie ein Beweisstück und als sie Bryce anruft, teilt er ihr mit, dass er sie reingelegt hat und es keine Nachforschungen zu einer Affäre gibt. Zudem gibt er ihr mit der Anspielung auf den 'Code 44' zu verstehen, alles und jeden zurückzulassen und aus New York schnellstens zu flüchten. Beim Packen ihrer Fluchttasche in ihrer Wohnung wird Hayley von Alexis überrascht, die sie zum Bleiben überredet. Auf dem Revier verhören Ryan und Esposito mittlerweile Ned, der ihnen die wichtigsten Details unterschlägt. Hayley, die dies durch die Scheibe mitbekommt, fängt Ned auf dem Weg zum Ausgang ab, taucht ihn in eine Kloschüssel, als Beckett ihn erlöst und er seine Aussage ändern will. Er hatte Clara, der Blondine, imponieren wollen und sich in den Server eingeloggt, um in London in der Downing Street den Strom für eine Sekunde ausfallen zu lassen. Danach hätte Clara kein Interesse mehr an ihm gehabt und sei gegangen. Er selber sei um 3:19 Uhr von einem Taxi abgeholt worden. Da dies ein Sicherheitsverstoß gewesen sei, wollte er dies nicht zugeben. Damit kann er nicht der Mörder sein. Beckett und Castle bemerken, dass sich Hayley ungewöhnlich benimmt, und sie gibt zu, dass sie auch im Büro gewesen sei. Sie suchen Bryce auf, der aber auch erstochen wurde. In dem Moment stellt Hayley fest, dass ihr 10 Mio. US$ von Manchester Energy überwiesen wurden und aus dem TV erfahren sie, dass der nächtliche Stromausfall in London das Ergebnis einen Cyberangriff mit einem Wurm gewesen ist. Mittlerweile interessiert sich auch der MI6 in Gestalt des Agenten Mallaroy für Hayley und steckt Caste, dass sie ihren früheren Partner Wessley im Stich gelassen und habe sterben lassen. Über das von Castle ermittelte Korsett von Clara können Ryan und Esposito Clara als Beth Wynnen identifizieren, die sie in einem Motel festnehmen. Sie sagt aus, dass die Planung von einem Edgar erfolgte und sie den Auftrag hatte, Ned zu ködern, da zwei getrennte Sicherheitsschlüssel gleichzeitig in einem Sicherheitsportal aktiv sein müssen, um den Wurm starten zu können. Zudem sagt sie aus, dass sich Edgar mit Marcus in einer Zigarrenbar getroffen hat. Beckett bekommt die Fotos einer Überwachungskamera aus der Bar und erkennt nach kurzer Zeit, dass Edgar Wessly ist, der dem MI6 zufolge im Iran exekutiert worden sein soll, nachdem eine verdeckte Operation, die er zusammen mit Hayley ausführte, schiefging. Hayley kann einen Blick auf den Sourcecode des Wurms werfen und erkennt, dass sie an dem Code vor 6 Jahren mitgearbeitet hatte und er eine Version des Stuxnet-Wurms ist und es wird ihr klar, dass Wessley noch lebt und hinter den Vorgängen steckt. Sie verschwindet aus Castles Privatdetektei und sucht den geheimen Unterschlupf auf, den sie zu Zeiten des MI6 in New York nutzen. Hier trifft sie auf Wessley, der ihr erzählt, dass nur seine Zuneigung zu Hayley ihn die Folter der Iraner hat überleben lassen und dass er sich nun am MI6 und vor allen an Bryce rächen will. Zudem habe er die 10 Mio. US$ angewiesen, es sei doch ein alter Traum gewesen, gemeinsam um die Welt zu reisen. Mittlerweile haben Castle und Beckett vom MI6-Agenten Mallaroy erfahren wo sich der Unterschlupf befindet und finden Hayley gefesselt vor, wie sie von Wessley bedroht wird. Sie hatte Wessley ausliefern wollen, wurde aber von ihm überwältigt. Hayley wird von Castle befreit und folgt dem nun flüchtenden Wessley. Hayley setzt ihm nach und erschießt ihn in Notwehr. Mit ihren Kenntnissen rund um den Code hilft Hayley, die Auswirkungen des Wurms zu mildern und bekommt das Angebot, wieder zu MI6 zurückzukehren, was sie aber ausschlägt. |           |                               |                             |                      |                                       |                      |                                                        |                 |
| 170 | 19        | Man stirbt nur dreimal        | Dead Again                  | 25. Apr. 2016        | 15. Aug. 2016                         | Bill Roe             | Rob Hanning                                            | 6,19 Mio.       |
| Allen Masters, städtischer Sicherheitsbeauftragter, wird vergiftet und stirbt, während er am Telefon seinen Kabelanschuß reklamiert. Lanie erklärt ihn für tot und alle fragen sich, wer den Wasserfilter in seiner Küche manipuliert hat, da steht er wieder auf. Er war mit Sicherheitsüberprüfungen in verschiedenen Firmen beauftragt und musste sich von einem Mitarbeiter trennen, der etwas zu bestechlich und entgegenkommend gewesen war. Aber der hat ein Alibi, bringt das NYPD aber auf die Spur der Mafia, die heimlich Müll entsorgt und darauf angewiesen ist, dass dezent weggeschaut wird. Aber er schaut nicht weg, wie auch im Fall einer Biopharma-Firma, die er fast hat schließen lassen nach einem Unfall mit der Chemikalie LHA. Wieder zuhause wird ein zweiter Anschlag auf ihn verübt – diesmal hatte man sein Bett manipuliert und er erliegt einem Stromschlag, sodass Castle und auch Lanie sicher sind, er ist to. Aber auch hier steht er wieder auf. Nun ist Castle überzeugt, er ist ein Superheld und versucht zu ergründen, welcher Mechanismus dahinter steckt. Aber die Mafia ist weder für die Art der Tötungen bekannt noch kann sich jemand einen Reim darauf machen – allerdings ist das Gift TTX, mit dem er umgebracht werden sollte, unter anderem von einem Kräuter- & Heilmittelladen 'Lucky Dragon' gekauft worden, der als Deckmantel der Triaden dient. Bei einer Überprüfung wird synthetisches Heroin sichergestellt, für dessen Produktion man LHA benötigt. Hier hatten sich Mafia und die Triaden verbrüdert. Allen will die Biopharma-Firma darauf aufmerksam machen und geht alleine hin. Allerdings steckt die Firma tiefer drin als erwartet. Die von ihm verehrte Marketingleiterin Gwen entpuppt sich als die Leiterin der Drogenoperation und hat ihn töten wollen, um die Drogenproduktion nicht zu gefährden. Sie tötet ihn mit einem Kopfschuss aus einer kleinkalibrigen Waffe. Ryan und Castle sind sich diesmal sicher, dies ist nun wirklich sein Ende, aber auch dies überlebt er – und keiner weiß, wie er das macht. Während diese Ermittlungen liefen, hat Vickram das Teilkennzeichen vom Airport in LA durch die Erkennung laufen lassen und ist sich sicher, dass es zu Caleb Brown führt. Er steht auch kurz darauf in Becketts Büro und versucht sie einzuschüchtern, aber sie dreht den Spieß um und setzt ihm ein Ultimatum. Dies bewegt ihn Beckett und Castle ein Handy auszuhändigen, dass er für den Kontakt zu LokSat benutzt – es wird automatisch per GPS eingeschaltet, wenn am 3. Montag des Monats es sich im Park befindet. Die Aufträge von LokSat kommen dann stimmlich verzerrt und er hofft, dass Beckett es sinnvoll einsetzt. Sie haben nun eine Spur zu LokSat. |           |                               |                             |                      |                                       |                      |                                                        |                 |
| 171 | 20        | Mord à la Shakespeare         | Much Ado About Murder       | 2. Mai 2016          | 22. Aug. 2016                         | Hanelle Culpepper    | Christine Roum                                         | 6,03 Mio.       |
| Zane Cannon, ein Filmstar, der zum Theaterschauspieler wurde, wird erstochen, während er allein für seine Rolle als „Hamlet“ in einer Inszenierung unter der Regie von Erin Cherloff (Jewel Staite) probt. Während das Team Zanes Geschäfte in Spanish Harlem untersucht, wird Castle von einem Kartell entführt, aber nur, um ein Drehbuch über den Anführer der Bande, Oso, zu schreiben. Er erzählt Castle, dass Zane die Filmrechte kaufen wolle. Osos Bruder Hector gibt einen Hinweis auf den Mörder. Nachdem sie den Fall gelöst haben, wird das Abendessen von Castle und Beckett durch ein Paket unterbrochen, das Osos Biografie enthält. Dann erhält sie einen Anruf, dass Oso, der wegen der Entführung und der anschließenden Schießerei im Gefängnis sitzt, geflohen sei. |           |                               |                             |                      |                                       |                      |                                                        |                 |
| 172 | 21        | Das Ende aller Tage           | Hell to Pay                 | 9. Mai 2016          | 22. Aug. 2016                         | John Terlesky        | Schauspiel: Jim Adler Handlung: Adam Frost & Nancy Kiu | 6,74 Mio.       |
| Hayley und Alexis wollen zu einer Party. Sie haben sich in Castles Büro fein rausgeputzt, aber ein schweres Gewitter und ein Stromausfall in New York verhindern, dass sie los können. Da schlägt ein Mann unnötigerweise die Bürotür mit einer Feueraxt ein, murmelt noch etwas und ist tot. Beckett und Castle eilen zum Tatort und Beckett kann den Toten als Gabriel Shaw identifizieren, einen gerade aus einer psychiatrischen Anstalt ausgebrochenen geisteskranken Patienten. Es saß dort seit 20 Jahren ein, weil er die Familie Crown und hier insbesondere deren 10-jährigen Sohn Victor töten wollte. Er hielt ihn in seinen Wahnvorstellungen für den Antichrist, zumindest aber für einen Dämonen der Finsternis. Gabriel wurde mit einer Kralle getötet und hat Phosphor in seiner Wunde. Castle wittert Dämonen und die Hölle. Castle und Beckett versuchen nun die Lücken auf der Zeitschiene zwischen Ausbruch und dem Tod zu füllen. Die Spur führt zu seinem früheren geistigen Berater P.I. Noah Cramer und dessen Familie. Die Familie wurde durch die Wahnsinnstat diskreditiert und die kleine Detektei verlor alle Kunden. Cramer gehörte das nun von Castle gemietete Büro. Cramer ist aber tot, was Gabriel nicht wusste. Offensichtlich wollte Gabriel etwas aus dem großen Safe in Castles Büro holen, den Castle nicht öffnen kann, was für Hayley aber kein größeres Problem darstellt. Darin finden sie jede Menge Okkultes, Schriften, Bilder, Briefe aber auch Artefakte. Castle sieht nun überall Übersinnliches und den Weltuntergang, Dämonen, den Teufel und er wird zunehmend panisch. Der Tote ist am ganzen Körper mit Bibelversen bemalt. Benutzt wird dazu ein spezielles Salbungsöl, dessen Rezept Hayley unter den Dokumenten im Safe findet. Es stammt von Carl Von Ecklund, einem Händler für Okkultes, der allerdings auch lange tot ist. Sein Sohn Oscar führt jetzt seinen Laden und gibt zu Gabriel so beschriftet und somit nach dessen Glauben für den Kampf gegen Dämonen vorbereitet zu haben. Er macht sich ein wenig lustig über den Verrückten, gibt aber zu, ihn gerne seinen Wahnvorstellungen entsprechend für 50 Dollar angemalt zu haben. Während sich Beckett zunehmend über Castles Panic lustig macht, geht der in der Nacht noch mal zurück in seinen nun geöffneten Safe und findet dort den Engelsdolch. Dieser soll die Waffe sein, mit der man gefallene Engel oder Dämonen töten kann. Kurz darauf wird Castle bewusstlos geschlagen und der Dolch geraubt. Ryan und Esposito finden durch die Auswertung von Überwachungsvideos den Tatort und die Tatwaffe, eine Gartenkralle mit Phosphordüngeranhaftung. Noah Cramers Frau gesteht die Tat, da sie Gabriel begegnete und er ihr ohne Unterbrechung schon wieder seine verrückten Ideen erzählte, die einst ihre Familie ruinierten. Als er erzählte, seine Mission, die Tötung des Dämonen Victor Crown nun zu vollenden, tötet sie ihn mit dem zufällig vorhandenen Gartengerät. Der Fall scheint gelöst, bis Castle anmerkt, dass dies nicht den Überfall auf ihn und den Diebstahl des Dolches erklärt. Die Spur führt zu Oscar Von Ecklund und der ist tatsächlich gerade auf dem Weg Victor Crown zu töten, was Castle mal wieder eher durch Zufall gerade noch verhindern kann. |           |                               |                             |                      |                                       |                      |                                                        |                 |
| 173 | 22        | Auf Leben und Tod             | Crossfire                   | 16. Mai 2016         | 22. Aug. 2016                         | Rob Bowman           | Alexi Hawley & Terence Paul Winter                     | 7,65 Mio.       |
| Während das restliche Team Ermittlungen zu einer im Kofferraum eines Autos gefundenen verbrannten Leiche durchführt, gibt LokSat telefonisch Castle, Beckett und Vikram Instruktionen wie Caleb einen USB-Stick an LokSats Buchführer zu übergeben hat. Die verbrannte Leiche aus dem Kofferraum wird jedoch als Caleb identifiziert und die Übergabe entpuppt sich als Falle, die in eine Schießerei mündet, aus der Castle und Beckett durch Mason Wood, Mitglied des „L.A. Detectives Club“, gerettet werden. Castle wird von einem Strohmann LokSats in ein CIA-Gebäude entführt. Durch die Injektion eines Wahrheitsserums droht Castle diesem alle zu offenbaren, denen er von LokSat erzählt hat. Beckett wird unterdessen von Mason aufgegabelt, der sich als LokSat entpuppt. Castle wird durch das Polizeirevier befreit und eilt Beckett zur Hilfe. Zusammen erlangen sie die Oberhand über Mason Wood. Ab hier gibt es zwei alternative Enden der Episode wegen der damals offenen Vertragsverhandlungen zur 9. Staffel. Gesendet wurde in den USA die „Happily Ever After“-Version, weil kurz zuvor die Verhandlungen scheiterten. Dabei kommen Beckett und Castle nach einem langen Tag in ihre Wohnung und planen einen Abend zu zweit, als der verstorben geglaubte Caleb Brown aus einem Versteck hervor kommt, zuerst Castle niederschießt und in einem Schusswechsel mit Beckett getötet wird. Auch Beckett bricht zusammen, bevor sie zu Castle kriecht. Im Stil einer Traumsequenz wird erst die Wohnung leer geräumt gezeigt, bevor man sieht wie Beckett und Castle sieben Jahre später darin frühstücken, während ihre drei Kinder miteinander spielen. Beim „Cliffhanger“-Staffelende, das auf der DVD bei den nicht gesendeten Szenen fehlt, ist der Ablauf der Schießerei anders und endet mit der blutenden Beckett und Castle am Boden und verschiedenen Zukunftssequenzen. Das Episodenende, das am 22. Mai 2023 gesendet wurde, springt vom Revier, auf dem Beckett und Castle eine Einladung in eine Kneipe ablehnten, direkt zur Traumsequenz mit Kindern an einem Tisch. Übersprungen wurden die Schießerei in Castles Wohnung und ein großer Teil der Traumsequenz. |           |                               |                             |                      |                                       |                      |                                                        |                 |